# Bénodet
Bénodet (prononcé [benɔdε] aujourd'hui, [benodεt] jusqu'aux années 1950) est une commune française située dans le sud du département du Finistère, en région Bretagne. C'est une station balnéaire classée. La commune se dénommait Perguet jusqu'en 1878. Ses habitants s'appellent les Bénodétois. Le slogan de la ville est « Bénodet, la station balnéaire 5 étoiles ! » auquel s'est récemment ajouté « La station cinq étoiles ». Bénodet fait désormais partie de la « Riviera bretonne », nouvelle appellation touristique réunissant, outre Bénodet, Fouesnant et La Forêt-Fouesnant.

## Géographie

### Localisation
Bénodet se situe en bordure de l'océan Atlantique, dans le Pays fouesnantais ; la commune, station balnéaire classée, s'étend de l'anse de Penfoul (ramification de l'embouchure de l'Odet) au nord-ouest, face au petit port de Sainte-Marine (Combrit), situé en Pays Bigouden, jusqu'à l'anse du Petit Moulin et l'anse du Groasguen, qui s'ouvre sur la mer Blanche à l'est.
| - Carte de la commune de Bénodet dans son environnement géographique. |

| Combrit  | Clohars-Fouesnant, Pleuven                      | Pleuven, Fouesnant |
| Combrit  | Bénodet                                         | Fouesnant          |
| Île-Tudy | Archipel des Glénan, Fouesnant Océan atlantique | Fouesnant          |

### Géologie, relief et hydrographie

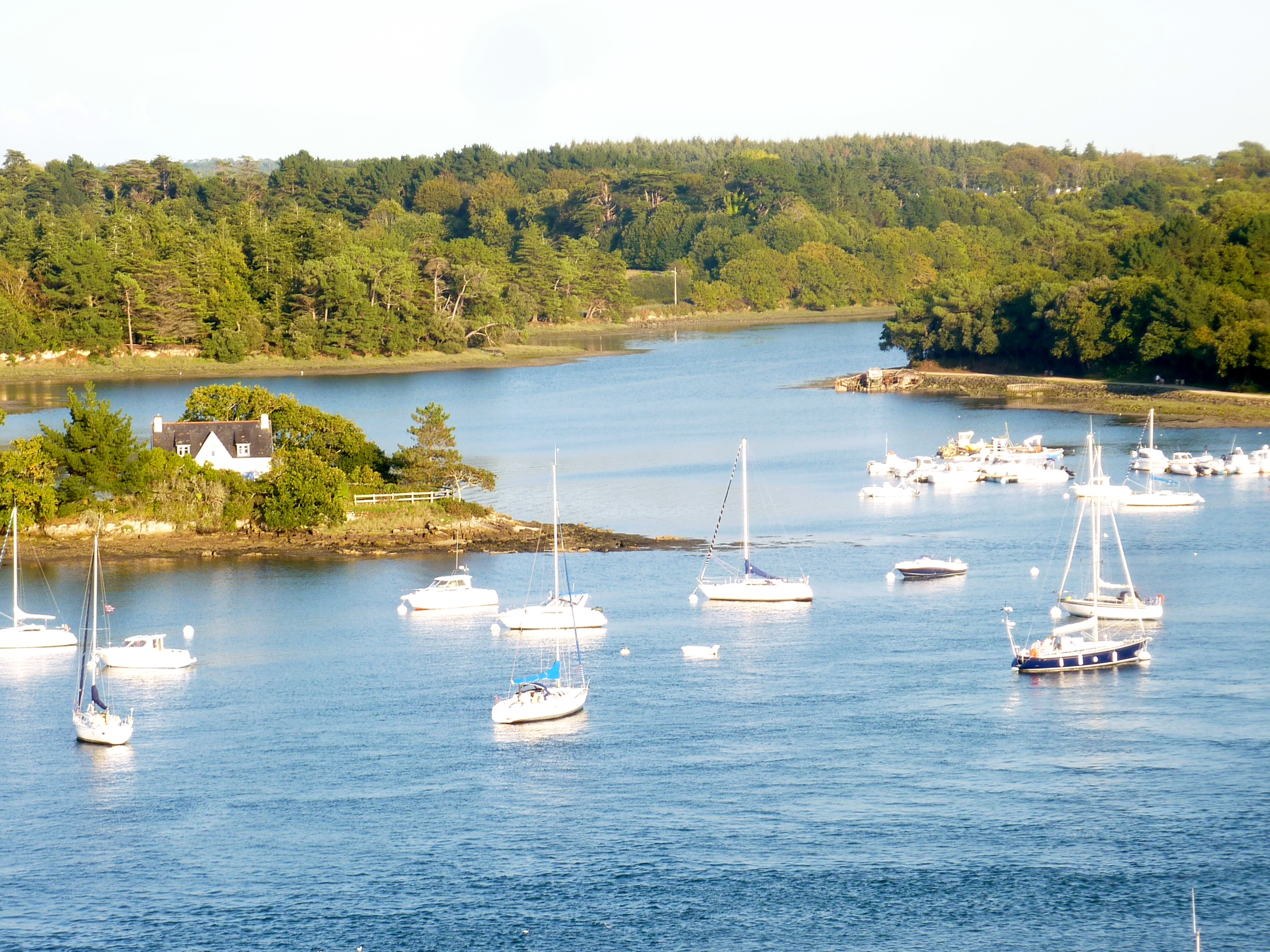
L'anse de Penfoul, entre Clohars-Fouesnant et Bénodet, vue du Pont de Cornouaille.

La mer Blanche est une lagune découvrant totalement à marée basse, séparée de l'océan Atlantique par le cordon littoral des dunes domaniales de Mousterlin. Son rivage est partagé entre Bénodet et Fouesnant.
Le littoral est assez découpé, alternant caps (pointe du Coq, pointe Saint-Gilles, pointe du Groasguen) et baies, principalement l'anse du Trez, dont la plage (dite du Trez) en arc de cercle, orientée plein sud, a fait la réputation de Bénodet. La partie orientale du littoral communal, au bord de la mer Blanche, forme le quartier du Letty, longtemps resté rural mais désormais transformé en quartier résidentiel balnéaire, abritant plusieurs campings et une école de voile de l'UCPA. Entre la pointe Saint-Gilles et la pointe du Groasguen, quelques dunes (une table d'orientation s'y trouve) font face à l'archipel des Glénan.

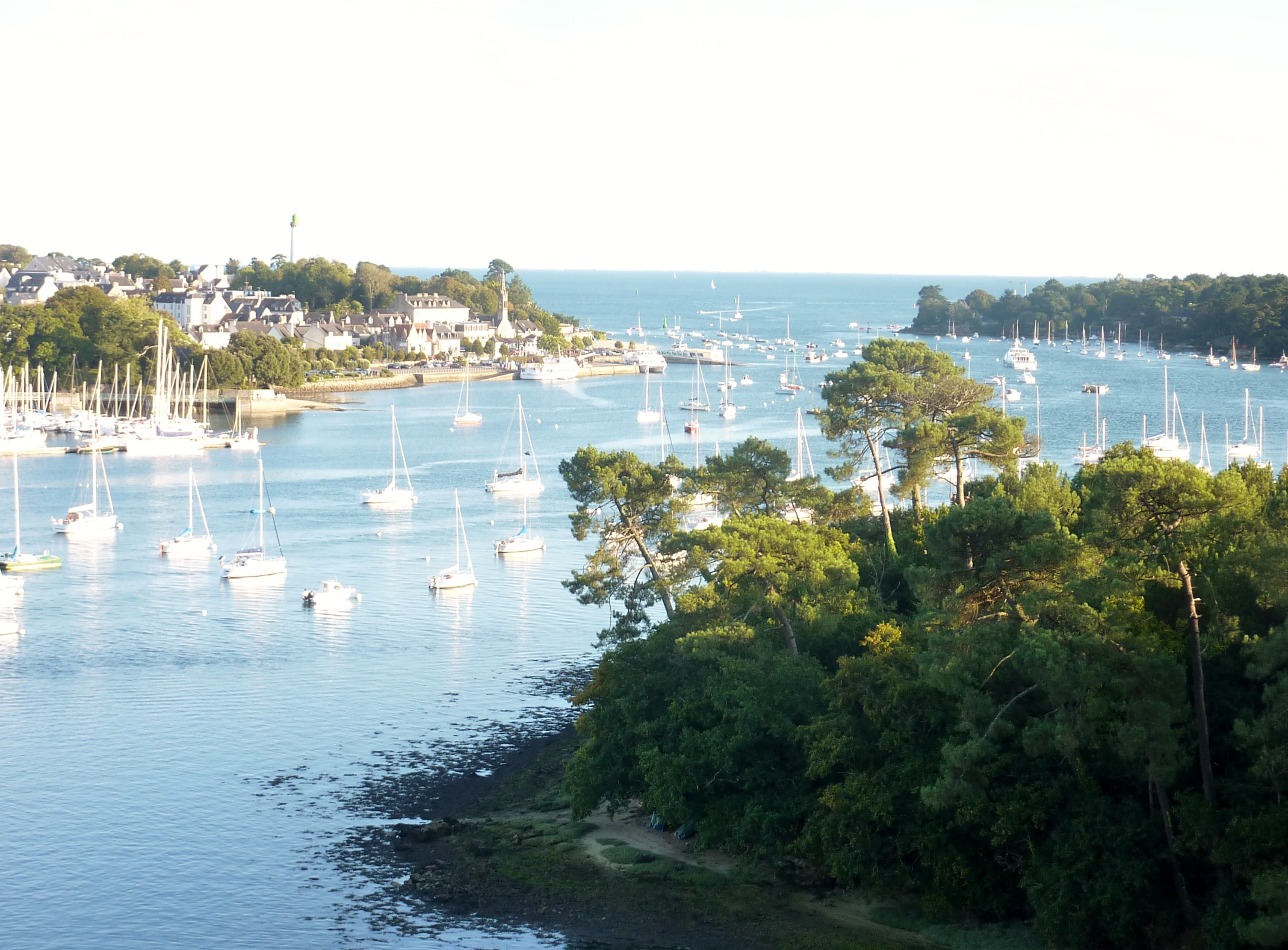
Bénodet et l'Odet vus du pont de Cornouaille.

Bénodet possède aussi une partie rurale, certes assez peu étendue, située au nord-est de l'agglomération, dans laquelle se trouve l'ancien bourg paroissial de Perguet, avec son ancienne église, désormais chapelle, quelques hameaux (Keraven, Bouillennou, Talavern, etc.) où subsistent quelques exploitations agricoles et un pépiniériste. Mais cette partie intérieure s'est partiellement transformée en zones rurbaines résidentielles étirées le long des axes routiers (route de Menez Groas à Clohars-Fouesnant, route de Menez Groas à Trévourda, D 134 entre Pont Henvez et Clohars-Fouesnant avec les quartiers de Pen ar Créac'h et Park ar Groas par exemple.
Le finage de Bénodet est pour l'essentiel très plat, les altitudes allant du niveau de la mer à 58 m (à l'extrême-est du territoire communal, entre Kerangales et Keryon), l'altitude moyenne étant de 30 mètres. Plusieurs petits cours d'eau côtiers forment des vallées anciennement marécageuses (vallée de Keraven avec le moulin éponyme, principalement) ; la moindre hauteur, même très modeste, portant le nom de « Menez » (« montagne » ou « hauteur » en breton) comme Menez Groas ou Menez Kernun.
| - Carte topographique de la commune de Bénodet. |

Le recul de la côte en raison de l'érosion marine est un phénomène déjà ancien : un rapport de 1913, basé sur des relevés effectués entre 1901 et 1912 par un ingénieur hydrographe, La Porte, comparés avec ceux effectués par Beautemps-Beaupré entre 1818 et 1821, écrit : « De l'Odet à Beg Meil, le recul de la côte est général : il est d'une vingtaine de mètres en moyenne pour la grande plage située entre Bénodet et la pointe de Mousterlin ».

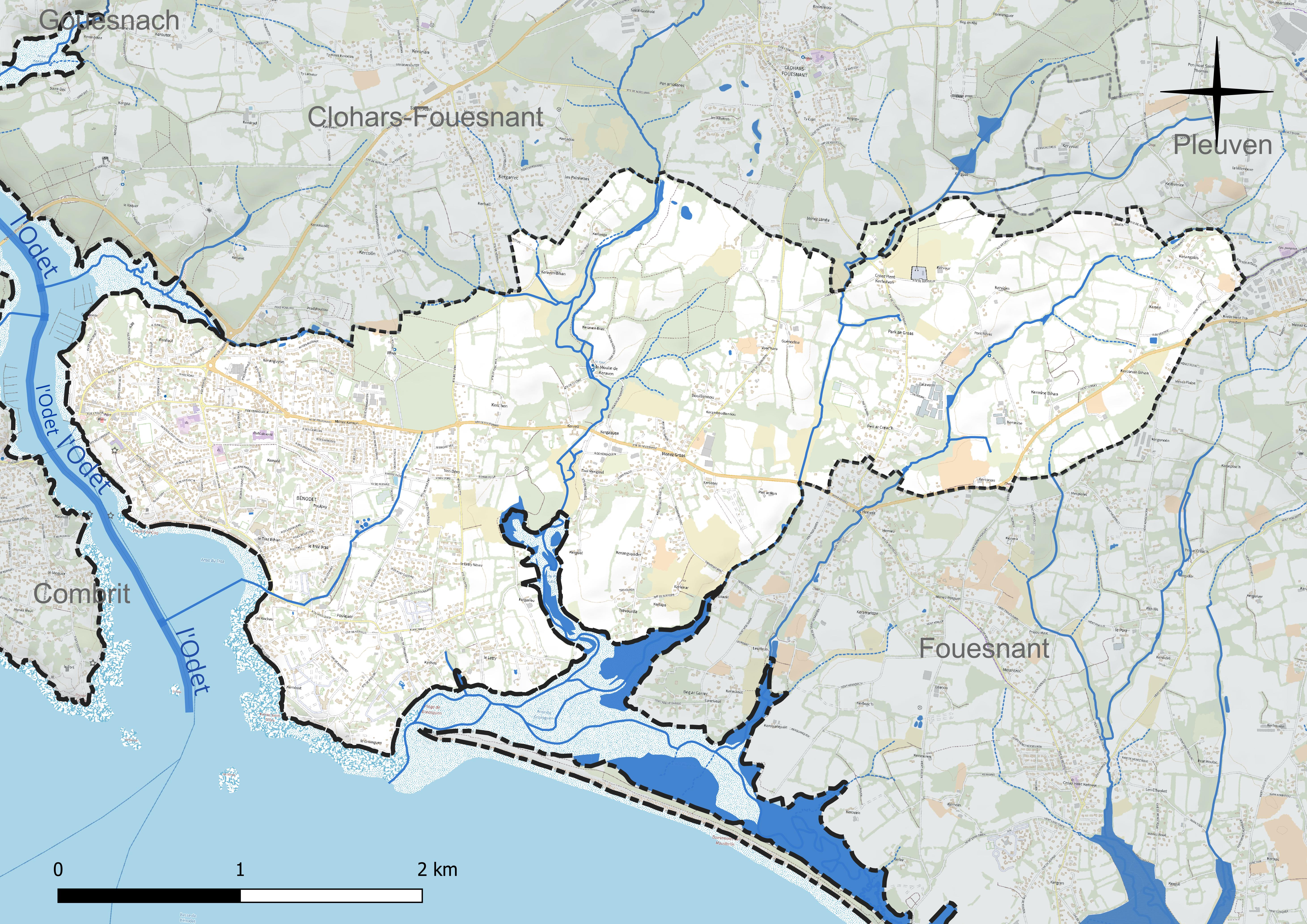
Réseau hydrographique de Bénodet.

### Climat
Pour des articles plus généraux, voir Climat de la Bretagne et Climat du Finistère.
En 2010, le climat de la commune est de type climat océanique franc, selon une étude du Centre national de la recherche scientifique s'appuyant sur une série de données couvrant la période 1971-2000. En 2020, Météo-France publie une typologie des climats de la France métropolitaine dans laquelle la commune est exposée à un climat océanique et est dans la région climatique Bretagne orientale et méridionale, Pays nantais, Vendée, caractérisée par une faible pluviométrie en été et une bonne insolation. Parallèlement l'observatoire de l'environnement en Bretagne publie en 2020 un zonage climatique de la région Bretagne, s'appuyant sur des données de Météo-France de 2009. La commune est, selon ce zonage, dans la zone « Monts d'Arrée », avec des hivers froids, peu de chaleurs et de fortes pluies.
Pour la période 1971-2000, la température annuelle moyenne est de 12 °C, avec  une amplitude thermique annuelle de 10,6 °C. Le cumul annuel moyen de précipitations est de 1 023 mm, avec 15,1 jours de précipitations en janvier et 7,5 jours en juillet. Pour la période 1991-2020, la température moyenne annuelle observée sur la station météorologique la plus proche, située sur la commune de Plomelin à 7 km à vol d'oiseau, est de 12,2 °C et le cumul annuel moyen de précipitations est de 1 150,4 mm,. Pour l'avenir, les paramètres climatiques de la commune estimés pour 2050 selon différents scénarios d'émission de gaz à effet de serre sont consultables sur un site dédié publié par Météo-France en novembre 2022.

## Urbanisme

### Typologie
Au 1er janvier 2024, Bénodet est catégorisée petite ville, selon la nouvelle grille communale de densité à 7 niveaux définie par l'Insee en 2022.
Elle appartient à l'unité urbaine de Fouesnant, une agglomération intra-départementale dont elle est une commune de la banlieue,. Par ailleurs la commune fait partie de l'aire d'attraction de Quimper, dont elle est une commune de la couronne,. Cette aire, qui regroupe 58 communes, est catégorisée dans les aires de 200 000 à moins de 700 000 habitants,.
La commune, bordée par l'océan Atlantique, est également une commune littorale au sens de la loi du 3 janvier 1986, dite loi littoral. Des dispositions spécifiques d'urbanisme s'y appliquent dès lors afin de préserver les espaces naturels, les sites, les paysages et l'équilibre écologique du littoral, tel le principe d'inconstructibilité, en dehors des espaces urbanisés, sur la bande littorale des 100 mètres, ou plus si le plan local d'urbanisme le prévoit.

### Occupation des sols

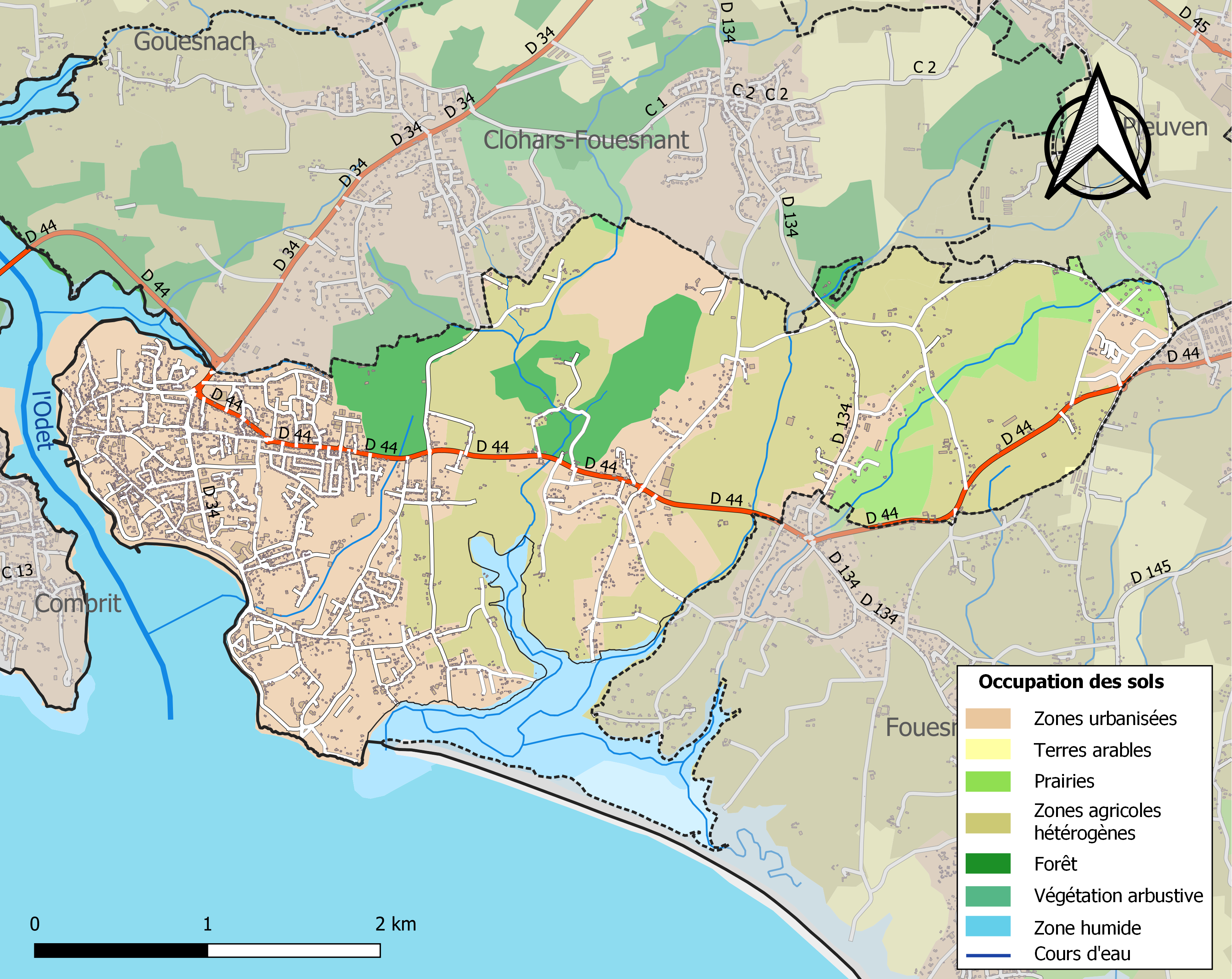
Carte des infrastructures et de l'occupation des sols de la commune en 2018 (CLC).

Le tableau ci-dessous présente l'occupation des sols de la commune en 2018, telle qu'elle ressort de la base de données européenne d'occupation biophysique des sols Corine Land Cover (CLC).
| Type d'occupation                                                                   | Pourcentage | Superficie (en hectares) |
| ----------------------------------------------------------------------------------- | ----------- | ------------------------ |
| Tissu urbain discontinu                                                             | 40,2 %      | 418                      |
| Zones industrielles ou commerciales et installations publiques                      | 1,5 %       | 16                       |
| Équipements sportifs et de loisirs                                                  | 3,4 %       | 36                       |
| Prairies et autres surfaces toujours en herbe                                       | 4,7 %       | 49                       |
| Systèmes culturaux et parcellaires complexes                                        | 40,0 %      | 416                      |
| Surfaces essentiellement agricoles interrompues par des espaces naturels importants | 0,7 %       | 7                        |
| Forêts de feuillus                                                                  | 4,9 %       | 51                       |
| Forêts de conifères                                                                 | 0,4 %       | 4                        |
| Forêts mélangées                                                                    | 3,1 %       | 32                       |
| Landes et broussailles                                                              | 0,1 %       | 1                        |
| Zones intertidales                                                                  | 0,4 %       | 4                        |
| Estuaires                                                                           | 0,3 %       | 3                        |
| Mers et océans                                                                      | 0,2 %       | 2                        |
| Source : Corine Land Cover                                                          |             |                          |

## Toponymie
Le nom breton de la commune est « Benoded » qui vient directement du breton « Ben Oded » ou « Penn Oded », écrit aussi Ben Audet ou Pen Audet, par exemple dans un texte de 1636, qui signifie « tête » (ou embouchure) de l'Odet (du nom du fleuve côtier), ou encore Bénaudet, graphie fréquemment utilisée aux XVIIe siècle, XVIIIe siècle et première moitié du XIXe siècle.
Jusqu'au Premier Empire inclus, le nom propre « Bénodet » désigne indistinctement les deux rives de l'embouchure de l'Odet, comprenant donc le port de Sainte-Marine sur la rive droite.

## Histoire
L'estuaire de l'Odet situé au fond d'une baie abritée au fort tirant d'eau permet à Bénodet de jouir d'une situation exceptionnelle pour les voyageurs et les marins. Un certain nombre d'entre eux purent ainsi laisser les traces de leur passage.

### Préhistoire

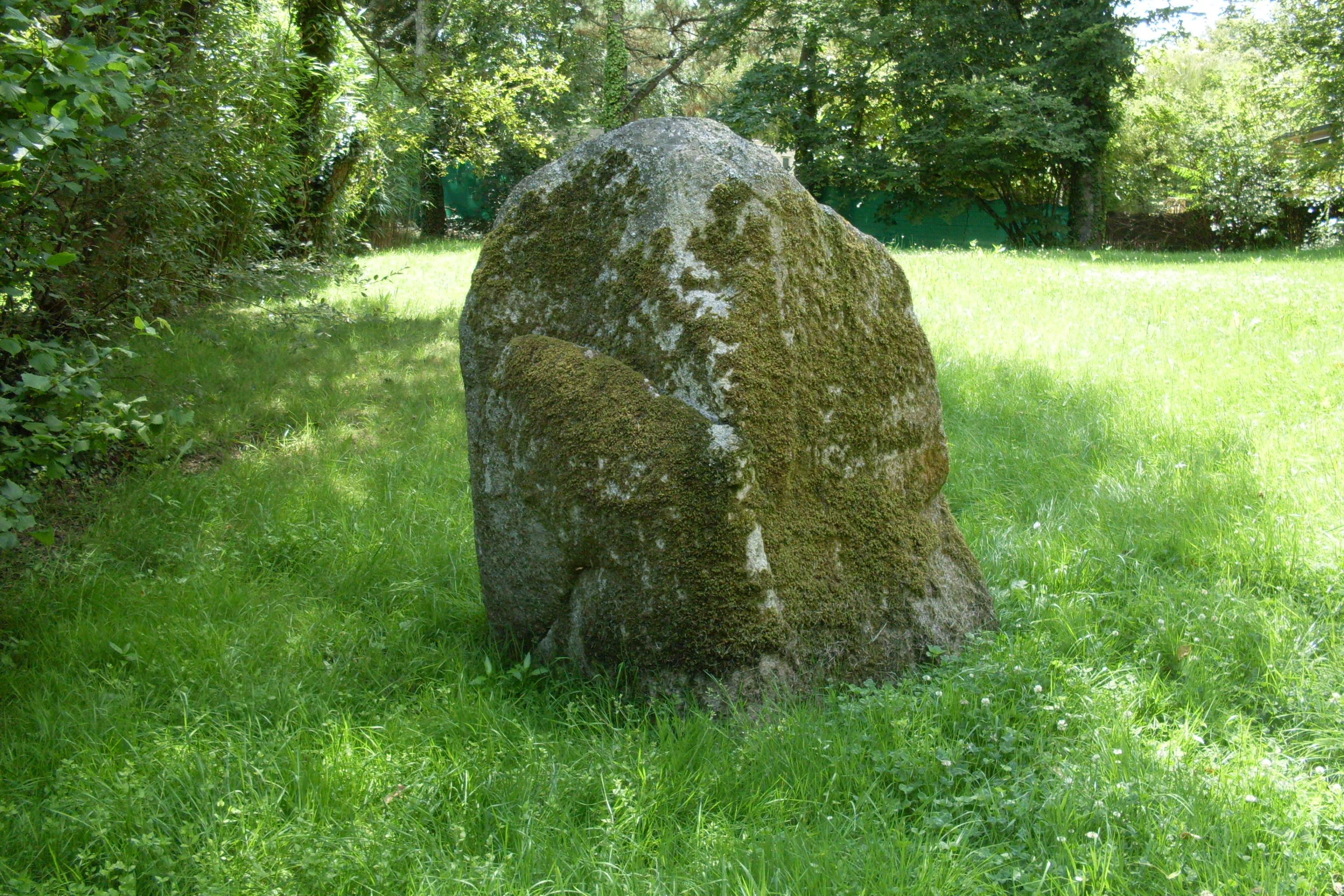
Le menhir de Poulquer à Bénodet.

Ces dernières sont peu nombreuses pour l'époque préhistorique : selon Jean-Baptiste Ogée, un dolmen se trouvait à Perguet, il a disparu ; un tumulus se trouvait sur la gauche de la route de Bénodet à Perguet, à environ un kilomètre de Bénodet : il a été fouillé en 1886 et on y a trouvé des débris d'urnes cinéraires en terre grise et brune. Le menhir de Poulquer subsiste.

### Période gallo-romaine
L'occupation gallo-romaine fut conséquente des deux côtés de l'Odet au niveau de son embouchure. Des vestiges en bon état d'un important établissement de bains (l'établissement possédait 12 chambres et on a trouvé dans l'une d'elles un petit bronze de Constance II) subsistèrent ainsi à Bénodet à la pointe Saint-Gilles jusqu'en 1870, ainsi que « les ruines d'un village considérable ». Des urnes funéraires, au moins neuf, malheureusement brisées, sauf une, légèrement ébréchée, datant de la même époque, furent trouvées en septembre 1905 par des ouvriers entre le fort et le phare du Coq. Un cimetière gallo-romain fut découvert en 1922 à la pointe Saint-Gilles (il a été détruit). Une voie romaine partant de Civitas Aquilonia (probablement Locmaria à Quimper) allait jusqu'au Poulker (Poulquer) en Bénodet.
On retrouve la trace de l'activité de ce site portuaire aux Ve et VIe siècles, à l'époque de l'émigration bretonne en Armorique. Les chanoines Paul Peyron et Jean-Marie Abgrall précisent : « Le Bourdelles a vu en 1890 de nombreux sarcophages en pierre autour de la chapelle en ruines de Saint-Gildas » et indiquent que la tradition indique « que cette chapelle aurait servi de poste fortifié aux Anglais lors de l'une de leurs descentes sur nos côtes » à une date non précisée. Un trésor de 80 pièces d'or, datant des IIIe et IVe siècles a été trouvé lors de la construction du fort en 1860.
Une chapelle se trouvait dans cet ancien village dont on trouve trace dans certains écrits anciens, mais elle a totalement disparu. Son placître fut vendu par le conseil municipal de Perguet pendant le XIXe siècle.

### Moyen Âge
Si au Haut Moyen Âge, l'église de Perguet a été construite en arrière de la côte par les immigrants bretons, c'est probablement par crainte des pirates normands qui alors infestaient les côtes.
Une zone artisanale médiévale, comprenant notamment des fours et des poteries, datant de la fin du XIe siècle et du début du XIIe siècle a été découverte et fouillée dans le cadre de la loi sur l'archéologie préventive (avant la construction d'un lotissement) route de Poulpry en 2020.
Au Moyen Âge, la remontée de l'Odet n'étant pas des plus aisées pour les navires de commerce, Bénodet servait d'avant-port commercial à Quimper. Au XIIIe siècle, le port de Bénodet était relativement important et armait pas moins de dix navires pour le compte de négociants quimpérois qui commerçaient principalement avec Nantes et Royan. En échange de poissons bretons utilisés dans la fabrication de pâtés bordelais, les navires revenaient chargés de raisin et de vin. Sur la rivière de l'Odet, la petite anse de « Porz ar Gwin » ("le port au vin") reste le témoin du passage de ces navires pinardiers qui rythmèrent la vie du port de Bénodet et de la rivière, vers Quimper, jusqu'aux années 1970.
Bénodet était à l'époque un prieuré fondé probablement en 1231 par Eudon (Eude) de Fouesnant et sa famille selon un acte de l'évêque Rainaud conservé au cartulaire de l'abbaye Notre-Dame de Daoulas, la chapelle construite à la fin du XIIe siècle ou au début du XIIIe siècle ayant pour saint patron saint Thomas de Cantorbéry, plus connu sous le nom de Thomas Becket, canonisé le 21 février 1173. Son culte est développé dans le Pays fouesnantais par les moines de l'abbaye Notre-Dame de Daoulas. Ce prieuré aurait disparu vers 1690, alors rattaché au séminaire de la marine de Brest. La liste (incomplète) des prieurs de Bénodet est connue et consultable dans la bande déroulante ci-dessous :
Le port, donné à l'abbaye de Locmaria de Quimper, prend alors le nom de "Port Saint-Thomas" et devint un lieu d'asile, dénommé "Asile du bienheureux Thomas-martyr" dans un acte de 1232. Au XIIIe siècle, le port était assez important, armant au moins dix navires, qui se rendaient jusqu'à Nantes et Royan, appartenant à des négociants de Quimper. Par exemple, le 28 juin 1478, Yvon Lecap, « maistre de La Madeleine » de Bénodet, charge dans le port de Royan « deux pois de ung cent de sel (...), deux tonneaux de vin (...), quatre tonneaux de pastel » ; il s'y trouve à nouveau avec le même bateau le 1er octobre 1479 et Alen Morouan, « maistre de La Kateline » et « marchant de Bénaudet » y charge « quatorze tonneaux de vin » le 24 octobre 1481. En 1482-1483, le registre de la "comptablie", qui perçoit les taxes à l'entrée du port de Bordeaux enregistre 4 navires venant de Bénodet. Au XVIe siècle, les archives ont conservé la trace d'un navire, La Marie, victime des pirates. En 1569 encore, Jeanne d'Albret évoque un navire Le Theulle, de Bénodet, arrivé au havre du Plomb, près de La Rochelle.

### Époque moderne
En 1596, Bénodet devient le repaire d'un chef de guerre et brigand ligueur, Christophe d'Arradon, baron de Camors, qui vint s'établir à Bénodet après avoir été chassé d'Audierne et Pont-Croix, rançonnant les marchands de Quimper, Pont-l'Abbé et l'Île-Tudy et rendant tout commerce impossible. Le 5 mai 1597, des bateaux appartenant à la troupe du soldat ligueur et brigand Guy Éder de La Fontenelle, qui prend ce jour-là momentanément Quimper avant d'être repoussé, attendaient dans le port de Bénodet pour prendre part au pillage, mais « frustrés de leurs espérances, s'en retournèrent à vide comme ils étaient venus » écrit le chanoine Moreau. En 1648, une dizaine de pirates espagnols installés aux Glénan rendent tout trafic du port quasi impossible.

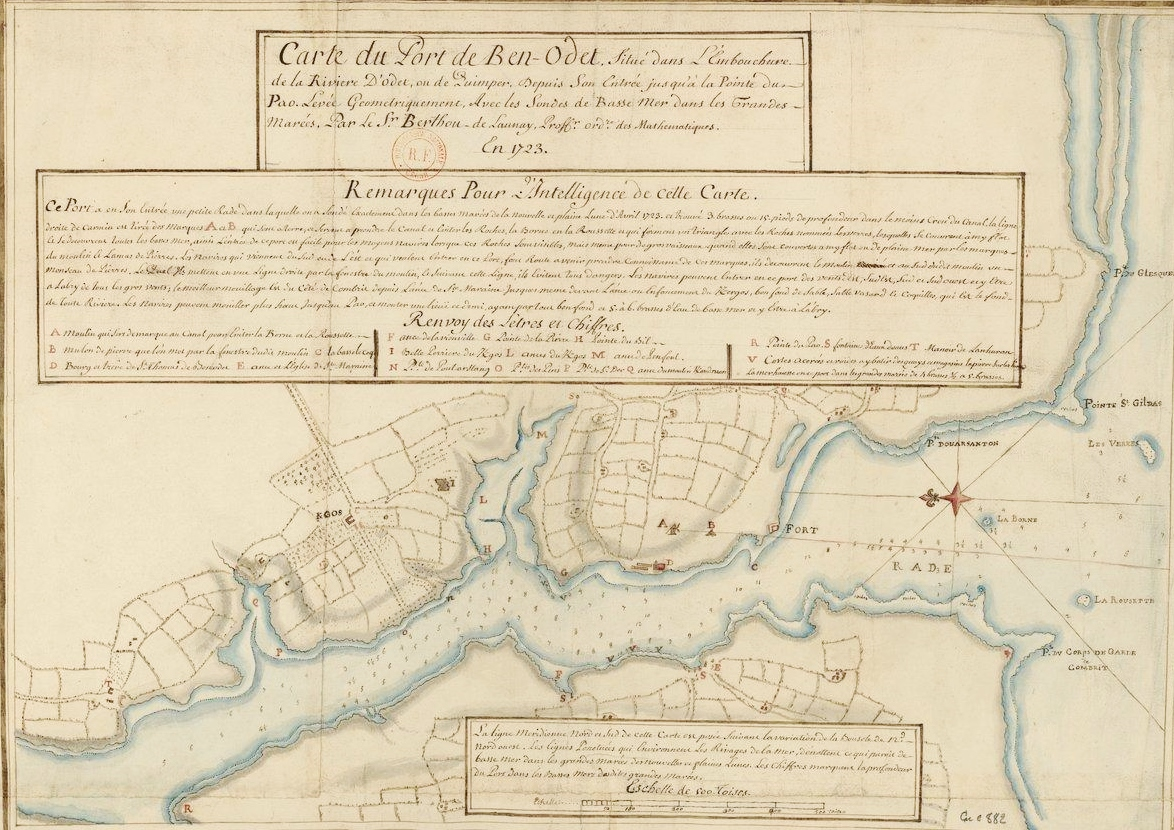
Carte de l'estuaire de l'Odet et Bénodet datant de 1723 (par Berthou de Launay).

Des annotations de Berthou de Launay jointes à une carte datant de 1723 mettent en avant les qualités nautiques du site de l'estuaire de l'Odet (l'orthographe de l'époque a été respectée) :

« Dans les marées ordinaires, il reste dans le canal de la rade cinq ou six brasses d'eau, la brasse de cinq pied de Roy. La coste du bon mouillage depuis l'anse de Sainte-Maraine du costé de Combrit jusqu'à l'anse de la Vieuville est roide (...), ayant au pied des roches qui se découvrent dans les basses mers deux ou trois brasses d'eau, on y pouroit fabriquer de beaux quays et de beaux magazins, la pierre étant sur les lieux. Pareillement depuis la pointe nommée pointe de la Pierre jusqu'à l'autre pointe du nord-est contigu, (...), où on pouroit fabriquer des quays de carrénage et de beaux magazins, ayant la pierre sur l'endroit, et même étant proche de la belle pierrière du manoir de Kergos et des anses du dit Kergos et de Penfoul, où on pouroit former des chantiers de construction et de radoub. Dans le bourg de Saint-Thomas [il s'agit de Bénodet], il y a plusieurs maisons ruinées qu'on pouroit rétablir, outre celles qui sont sur pied qui sont logeables, avec de beaux emplacements pour bâtir. On peut mettre facilement ce port hors d'insulte, bâtissant sur les pointes de saint Gildas et du corps de garde de Combrit des batteries de 30 canons de 24 et en augmentant le fort de 20 pièces de 36 (...). Outre que l'on pourrait fermer le port en cas de nécessité, de bonnes estacades en forme de "V", liées de grosses chaînes dans l'espace de la Pointe du Coq à l'autre pointe opposée du côté de Combrit, qui ne contient de distance que 130 toises. (...) »

Au XVIIe siècle, Bénaudet (orthographe utilisée à l'époque) est sous la mouvance des seigneurs de Bodigneau (Bodinio) en Clohars-Fouesnant, mais fait partie de la paroisse de Perguet : plusieurs actes notariés des juridictions de Kemper-Corentin et de la baronnie du Pont attestent l'existence du village à cette époque.
Le 5 août 1669, Nicolas Euzenou, chevalier, capitaine garde-côte de Bénodet et de l'Île-Tudy, seigneur de Kersalun et du Cosquer (en Combrit), marié avec Claude Guégant de Querpiguet, demande, tant pour lui que pour ses héritiers dont René Euzenou, chevalier, seigneur de la Vieuville, son fils aîné, à être reconnus comme « nobles, issus d'ancienne chevalerie et extraction noble ». C'est lui qui fut pendu le 23 juin 1675 à une fenêtre de son château du Cosquer par des paysans révoltés lors de la révolte du papier timbré. Sauvé momentanément par un paysan de Combrit, Mathieu Mendez, il mourut le 1er juillet 1675 à Pont-l'Abbé des suites de ses blessures.
Le 24 juillet 1696, le sieur de la Vigne Buisson, commandant la frégate Comte de Tessé, qui pratique la guerre de course, « entre dans la rivière de Bénaudet avec une prise flessingoise de dix canons chargée de deux cents pipes de vin de Canarie et de deux mille piastres ».
Le bailli de Quimper François-Marie de Kerguélen de Penanjeun écrit en 1709 : « Le port de Benodet est très mal gardé, qu'il vient tous les jours des battaux pecheurs se rendant à Quimper qui y acheptent des blets, du pain et des provisions qu'ils vendent aux grenesiens (Guernesiais) et cela de nuit et de jour. Il parait, Monseigneur, qu'il seroit à propos de faire aborder au fort tous les bataux entrant et sortant. Comme se sont quatre ou cinq péïsants des paroisses voisines mal disciplinés qui montent à leur tour cette garde, si sa Majesté le juge à propos, j'aurez le soin d'en faire la visite toutes les semaines et de remédier à ce désordre, sans en atteindre aucune rétribution que l'honneur de vous en rendre compte, et de marquer par là à votre Grandeur le zèlle que je conserverai toujours pour les intérêts du Roy ». En 1768, c'est le contre-amiral Yves de Kerguelen qui vante en vain près du roi Louis XV les avantages du plan d'eau de Bénodet, mais le site de Lorient fut finalement préféré.
En 1746, pendant la guerre de Sept Ans, la frégate française Marquise de Toumy, du Havre, commandée par le lieutenant Jacques de Mary, prend à l'abordage la frégate anglaise Benjamin, de Londres, dont la cargaison se compose de sucre et de tafia ; il la conduit à Bénodet ; le 16 mars 1746 par contre, la barque La Françoise, de Noirmoutier, chargée de vin, qui se rendait à Bénodet, doit s'échouer dans l'anse du Lorc'h en Névez pour échapper à un corsaire anglais qui est finalement repoussé avec l'aide des habitants qui tirent sur lui, mais... s'apprêtent ensuite à le piller en vertu de la coutume du droit de bris, ce que le capitaine parvint à éviter en mettant en perce une barrique : une fois les habitants ivre-morts, il parvint à se déséchouer et à repartir. Le 20 mai 1748, un caboteur de Pont-l'Abbé doit à son tour s'échouer volontairement près de la Mer Banche car il a été pris en chasse par un corsaire anglais près de l'Île aux Moutons.
Le 7 juillet 1761, La Marie-Julienne, de Quimper, s'échoue près de l'Anse du Groasguen : en vertu de la coutume du droit de bris, le bateau est totalement pillé la nuit suivante ; le même sort frappe le 6 mars 1767 un bateau de 40 tonneaux du Pouliguen, le Sainte-Anne, échoué au même endroit ; à son tour, le 16 février 1777, la Marie-Gabrielle, aussi échouée près de Bénodet, est pillée. Par contre, en vertu de lois décidées contre les pilleurs d'épaves pendant la Révolution française, les habitants des communes de Perguet et de Fouesnant sont condamnées solidairement à payer 4 500 francs de dommages intérêts et 4 500 francs d'amende pour avoir pillé un navire le 21 pluviose an II (9 février 1794).
Benjamin Girard, dans son livre « La Bretagne maritime », publié en 1889, décrit ainsi Bénodet les siècles précédents :

« Bénodet était il y a trois siècles un hameau habité par quelques familles de pêcheurs. Dès cette époque, son mouillage offrait un abri précieux aux navires surpris par le mauvais temps entre les Glénan et Penmarc'h. (...) Pendant les guerres du Premier Empire, un grand nombre de navires, chargés d'approvisionnements divers à destination de Brest, purent aborder à Bénodet, en échappant à des croiseurs anglais, obligés, par les dangers de la côte, à se tenir au large. Une corvette de la marine impériale s'y réfugia ; bientôt attaquée par des péniches anglaises armées d'artillerie légère, elle repoussa cette attaque grâce à l'appui des batteries de côte dont les défenseurs furent efficacement secondés par les habitants du pays. (...) Bénodet est un lieu de relâche très fréquenté : le mouillage y est excellent et on y trouve, à certains endroits, plus de 10 mètres d'eau à mer basse. La Compagnie des Indes eut, dit-on, le projet d'y faire un port. Deux fanaux, l'un à la pointe du Coq, l'autre à la Pyramide, indiquent la direction à suivre pour entrer dans l'Odet. Un troisième feu, situé sur la rive de Combrit, près du sémaphore, sera prochainement allumé. (...) Les ouvrages du port actuel comprennent un quai de 53 mètres de longueur et une cale perpendiculaire à ce quai, dont la longueur est de 66,50 mètres. À l'extrémité de cette cale les navires trouvent, à haute mer 4 m en vive eau ordinaire et 2,83 m en morte eau. Le commerce local consiste en quelques expéditions de poteaux de mines vers l'Angleterre et de bois à brûler pour les ports voisins ; 18 chaloupes y font la pêche côtière, principalement celles du congre et du homard. »

### L'ancienne paroisse de Perguet
En 1645  le père Julien Maunoir, célèbre prédicateur, vint prêcher à Bénodet et en 1659 à Perguet. La liste des recteurs de Perguet est consultable dans l'ouvrage des chanoines Paul Peyron et Jean-Marie Abgrall.
En 1759 la paroisse de Perguet devait chaque année fournir huit hommes pour servir de garde-côtes.

### LaRévolution françaiseet lePremier Empire
Le décret de l'Assemblée nationale du 16 août 1791 précise que hors la ville, les paroisses du district de Quimper sont réduites à 18. Parmi elles, « Clohars, qui aura pour succursales les ci-devant paroisses de Goesnac (Gouesnac'h), Pleuven et Perguet ». Ce découpage ne fut que provisoire et non repris lors de la création des communes par le décret de la Convention nationale du 10 brumaire an II (31 octobre 1793).
Guillaume-Henri Pellerin, recteur de Perguet depuis octobre 1787, ainsi que Jacques Lharidon, vicaire, s'exilèrent en Espagne dans les environs de Bilbao pendant la Terreur. L'église de Perguet et la chapelle de Bénodet sont fermées en juillet 1792.
François Canaff, ancien curé de Perguet, fut assassiné à Saint-Yvi le 13 floréal an IV (2 mai 1796) : « Entre sept et huit heures du matin, cinq hommes, l'un habillé en paysan et les autres en "sans-culottes" arrêtèrent François Canaff, vicaire à Saint-Ivy, sur le grand chemin menant à Quimper, vis-à-vis du village de Kerousal en Saint-Ivy. Celui qui paraissait être le chef, c'était Geslin, lui prit la main droite et se retirant un peu en arrière, lui a tiré un coup de fusil à la partie supérieure et latérale gauche du cou, qui l'étendit à terre. Un deuxième coup dans le bas-ventre l'acheva ».
La batterie et le corps de garde de Bénodet sont ainsi décrits en 1793 : « La batterie de Bénodet, située sur la rive gauche de la rivière de Quimper, à son embouchure, est armée de deux pièces de huit (canons de huit livres) avec affûts de côte. Elle est de forme circulaire, fermée à la gorge par un mur très peu élevé, et qui ne peut servir de défense. L'objet de la batterie est uniquement de défendre l'entrée de la rivière à son embouchure. (...) Cette batterie renferme un corps de garde couvert d'ardoises. La couverture a besoin d'être réparée. La poudrière, éloignée de quelques pas, est en très bon état. (...) Il est convenu que le service de cette batterie sera fait par un garde d'artillerie, un caporal et six hommes ».
Le 25 mars 1795, la goélette La Coureuse et les navires de commerce qu'elle accompagnait entre la baie de Bénodet et Lorient sont capturés par les Anglais. Le 24 avril 1796, le lougre L'Écureuil, parti de Bénodet, attaqué par la frégate anglaise Niger, alla s'échouer volontairement au fond de l'anse de Quilvinet (Guilvinec) où le bateau anglais continua de la canonner, contraignant l'équipage à l'abandonner ; les Anglais, ne pouvant déséchouer le bateau, l'incendièrent. Le 8 floréal an VI (27 avril 1798), un arrêté ordonne que la cargaison du navire Le Vigilant (« [d]es laines, brais, goudrons et avirons »), pris par un corsaire de Jersey, et conduit à Bénaudet, soit mise sur-le-champ à la disposition de l'ordonnance de la Marine de Brest.
Le 4 messidor an VIII (23 juin 1800), la batterie du Groasguen à Bénodet est prise d'assaut par les Anglais pendant la nuit et incendiée.
Le 5 octobre 1800 (13 vendémiaire an IX), de 50 à 60 voiles (navires) attendent à Bénodet (et un autre convoi de 40 voiles y arrive, venant de Bordeaux, le 3 brumaire an IX, soit le 25 octobre 1800) afin de ravitailler Brest, mais sont bloqués par la marine anglaise, qui occupe alors l'île de Sein. Caffarelli organise alors le transport par voie de terre : on réquisitionne le plus de charrettes possibles pour transporter les vivres de Quimper (ainsi que de Lorient) jusqu'à Port-Launay. Le 12 janvier 1805 (22 nivôse an XIII), Napoléon Ier ordonne, dans une lettre au vice-amiral Degrès, de faire conduire à Brest et désarmer « les trois bateaux canonniers et les quinze péniches qui sont à Bénaudet ».
Le 18 mars 1811, un convoi de 19 bâtiments, chargés de vivres pour la Marine, acculés par des bateaux anglais en rade de Kérity-Penmarch et en passe d'être brûlés, parvient à se réfugier à Audierne et Bénodet. Le 23 décembre 1812, un navire corsaire français « est entré dans le port de Bénodet (...) amenant trois prises anglaises, dont les cargaisons sont évaluées à trois millions ».

### LeXIXesiècle

#### Des paysans davantage que des marins
Selon une étude effectuée par René Bleuzen, malgré sa situation littorale, les paysans prédominaient : en 1849 une centaine des électeurs de Perguet, sur un total de 149 électeurs, étaient alors cultivateurs, les 49 autres effectuant des métiers divers, mais l'on relevait alors seulement 7 marins et 8 douaniers. Le recensement de 1911 montre une notable évolution : sur les 312 électeurs de Bénodet (le nom de la commune a changé dans l'intervalle), on relève encore 104 agriculteurs (auxquels il faut ajouter 39 journaliers), mais les marins-pêcheurs sont au nombre de 23 (auxquels il faut ajouter 15 marins, pêcheurs de sable ou d'engrais marins), 10 bateliers (assurant probablement la traversée du bac alors en service pour traverser l'Odet entre Bénodet et Sainte-Marine), 4 douaniers, un garde maritime et un gardien de phare. On assiste donc à une certaine montée en puissance des professions liées à la mer pendant la seconde moitié du XIXe siècle.
Parmi les membres des professions maritimes dont l'histoire a conservé la trace, Charles Portier est maître-voilier à Bénodet. Il décède le 10 février 1808 ; l'une de ses deux filles, Marguerite, se marie le 16 septembre 1813 à Perguet avec Jean-François Le Clinche (décédé en octobre 1849), qui développe le commerce des poteaux de mines à destination de l'Angleterre, les caboteurs ramenant au retour du charbon. Il était aussi aubergiste. Parmi leurs neuf enfants, l'un, Ambroise Le Clinche, fut conseiller municipal et le premier élu de la commune à demander l'ouverture d'une école cotre l'avis du maire de l'époque, Jean-Marie Friant. Un de leurs petits-fils, François Le Clinche, né le 15 juillet 1860, marié avec Marie-Jeanne L'Helgoualc'h, diversifie encore les activités, développant une épicerie-débit de boisson-articles de pêche, et se mettant à louer des chambres meublées à l'enseigne À l'ancre de marine, devenu une résidence hôtelière désormais, mais le restaurant existe toujours dénommé désormais Le Transat. Un autre membre de la même famille crée le Grand Hôtel, fréquenté notamment par Sarah Bernhardt, et devenu L'Abbatiale de nos jours.
En 1833, à Bénodet, l'échouage d'une barrique d'eau-de-vie provenant d'un naufrage provoqua une rixe entre les préposés des douanes et les riverains qui voulaient s'approprier ce don du ciel. « En un instant, des myriades de paysans armés de bâtons se réunirent et opposèrent une résistance avec voies de fait et violence », les plus déterminés s'écriant « qu'il fallait tuer les douaniers ou les précipiter dans la mer ».

#### L'amélioration lente du réseau routier
En 1861, la route reliant Quimper à Bénodet est classée Chemin de grande communication ; sept communes, concernées par son itinéraire, devront pourvoir aux dépenses de son entretien : Quimper, Ergué-Armel, Pleuven, Clohars-Fouesnant, Gouesnac'h, Fouesnant et Perguet (Bénodet).
La même année la route reliant Pont-l'Abbé à Fouesnant est également classée "Chemin de grande communication" (sauf le passage dans le bourg de Combrit, sanctionné car en trop mauvais état). Les communes de Pont-l'Abbé, Combrit, Perguet (Bénodet) et Fouesnant sont désignées pour pourvoir à son entretien.
En 1892, le chemin départemental no 44 reliant Bénodet à Fouesnant est rectifié au niveau de l'ancienne église de Perguet : il passait antérieurement au sud du placître, et désormais au nord, ce qui entraîne la démolition d'une partie de l'ancien cimetière paroissial.

#### La reconstruction partielle de l'église Saint-Thomas-Becket
La chapelle Saint-Thomas-Becket devient église paroissiale en 1802 au détriment de celle de Perguet. Le 28 mars 1836, une tempête renverse le clocher de la chapelle ; sa chute provoque l'effondrement de la toiture. La chapelle est restaurée grâce à une aide du gouvernement royal.
En 1871, le conseil général du Finistère consent un secours de 4 000 francs à la commune de Perguet, « commune très pauvre et qui a absolument besoin d'être aidée pour arriver à la reconstruction projetée » de l'église Saint-Thomas-Becket, dont le coût est évalué à 25 000 francs, ce qui fut fait entre 1873 et 1887 par l'architecte diocésain Joseph Bigot.

#### La création tardive d'une école

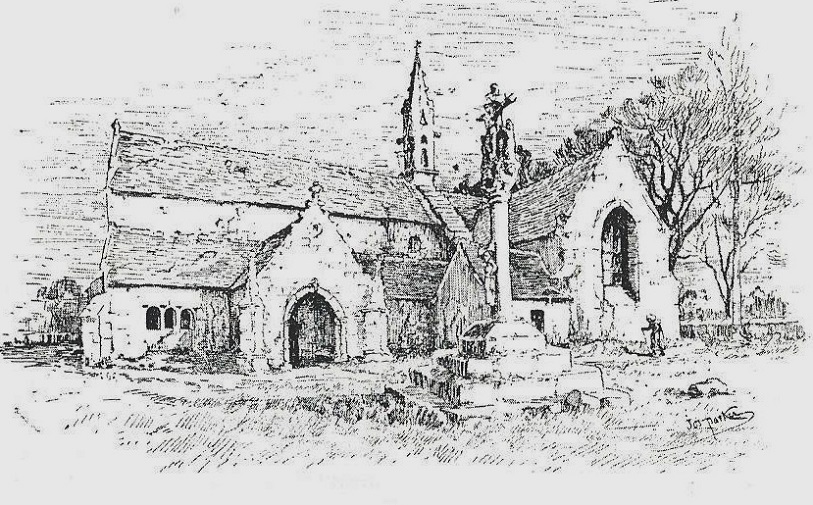
Dessin de la chapelle de Perguet à la fin du XIXe siècle (par Jos Parker).

Le 11 mars 1830, à la suite d'une ordonnance royale portant création d'une école à Perguet, le conseil municipal, présidé par le maire Briant de Laubrière refuse, tout en reconnaissant sa nécessité, alléguant son manque de moyens financiers ; le conseil municipal, présidé alors par Jean-Marie Dessaux, refuse à nouveau le 20 mai 1838 et encore le 16 février 1840, la commune s'étant endettée pour la réparation de l'église et la reconstruction du presbytère. D'autres refus ont lieu les années suivantes, et encore le 30 décembre 1866 « le conseil, après en avoir délibéré, considérant le peu d'élèves qui pourraient fréquenter cette école, refuse à l'unanimité moins une voix de consentir à la création d'une école ».
En avril 1872, un rapport du conseil général du Finistère indique l'ouverture d'une école de garçons à Perguet, ce qui réduit alors à 28 le nombre des communes du département encore sans école. L'école a en fait ouvert le 8 novembre 1871, tenue par trois religieuses de la congrégation des Filles de Jésus (de Kermaria), l'une d'entre elles ayant pour mission de tenir une maison de charité. En 1874, la commune reçoit une subvention de 2 000 francs du conseil général pour la construction d'une maison d'école.
En 1884 une école de garçons ouvre à Bénodet.

#### L'école de hameau du Perguet
Fin XIXe la construction de 67 écoles de hameaux a été autorisée dans le Finistère par deux décrets :
- Le décret du 25 octobre 1881 qui a délégué une subvention pour 18 écoles de hameaux sur l'arrondissement de Quimperlé ; toutes ont été bâties.
- Le décret du 14 mars 1882 qui a délégué une subvention pour 50 écoles de hameaux sur les quatre autres arrondissements du département (Brest, Châteaulin, Morlaix, Quimper) à choisir dans les communes « dont le territoire est le plus étendu et les ressources les plus restreintes » ; 49 ont été bâties dont 1 à Bénodet (Perguet)[81].

Pendant le mandat municipal (1878-1886) de René Berrou, une école de hameau ouvre à Perguet (l'école de Bénodet est surchargée, jusqu'à 75 élèves dans la classe unique !) et un bureau de poste à Bénodet, demandé en 1872 en raison de l'activité du port et « du nombre élevé d'étrangers qui viennent l'été pour les bains de mer ».

#### La création de la commune de Bénodet

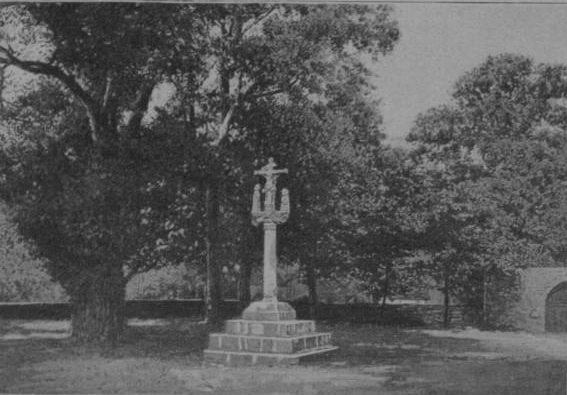
Le calvaire de Perguet en 1899 (photo de Louis Rousselet).

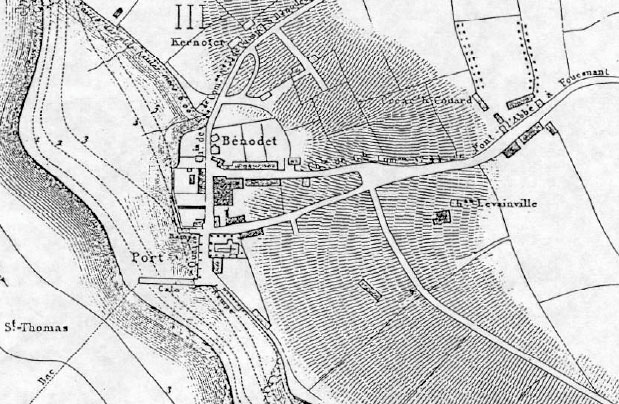
Le bourg de Bénodet en 1879.

Le bulletin du conseil général du Finistère de décembre 1877 écrit : « Le conseil municipal de Perguet demande que la commune soit autorisée à échanger le nom de Perguet contre celui de Bénodet » ; le conseil général donne un avis favorable dans sa séance du 23 décembre 1877.
La commune de Bénodet est née le 15 mars 1878 par décret du président de la République, maréchal Mac Mahon. Jusqu'à cette date, elle s'appelait Perguet, du nom de la paroisse de Perguet qui, jusqu'au début du XIXe siècle, se composait d'une multitude de petits hameaux agricoles, constitués de fermes et de penty à l'intérieur des terres, et d'un hameau de pêcheurs et de marins pratiquant le cabotage, constitué autour de la chapelle Saint-Thomas, au port.
C'est au cours du XIXe siècle que ce hameau de pêcheurs devient le centre névralgique de la commune avec la construction de la mairie, de l'école mixte et l'agrandissement de l'ancienne chapelle Saint-Thomas, élevée au rang d'église paroissiale. Bénodet comptait environ 150 habitants en 1878. C'était la seule agglomération de la commune et seules quelques routes encaissées y menaient.

#### La traversée de l'Odet avant lepont de Cornouaille

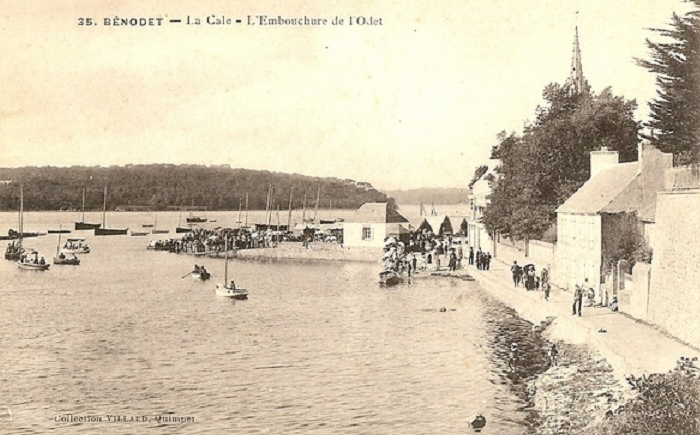
La cale et l'embouchure de l'Odet au début du XXe siècle.

Jusqu'à la Révolution française, les deux seigneuries de Kersalaün en Combrit et de Cheffontaines (ou Penfentenyo en breton) en Clohars-Fouesnant possèdent conjointement les droits de passage de l'Odet entre la cale du Perguet (du nom de la paroisse de Perguet, ancien nom de l'actuelle commune de Bénodet) et celle de Sainte-Marine, qu'ils afferment tous les six ans au plus offrant. Après la Révolution française, le département du Finistère qui prit en charge le bac permettant de relier Sainte-Marine et Bénodet. Le fonctionnement du bac était aléatoire ; c'était au début du XIXe siècle une simple barque permettant de faire traverser les piétons, le premier véritable bac étant mis en service en 1817, se mouvant à la rame et à la godille, disparaît lors d'une tempête en 1823 et un nouveau bac, grand, avec un équipage de huit personnes, est alors construit, mais il est abandonné en 1835. D'autres adjudicataires du contrat d'affermage se succèdent, mais la traversée reste irrégulière et incertaine.
Dès 1844, le conseil général du Finistère émet un premier vœu en faveur de l'installation d'un bac charretier entre Bénodet et Sainte-Marine, vœu qui est renouvelé périodiquement pendant 28 ans. En 1872, une pétition comportant de nombreuses signatures demande l'installation d'un bac ; les conseils municipaux de Combrit, Perguet, Fouesnant, Saint-Évarzec, Clohars-Fouesnant aussi. Le conseil général, après avoir hésité entre plusieurs solutions, tranche en faveur d'un bac charretier.
En 1890 la mise en service de deux bacs charretiers de 10 mètres de long et trois mètres de large est un grand progrès ; un essai de service assuré par une régie départementale échoue et le bac est à nouveau affermé (à Pierre Caoudal); le 7 novembre 1902 l'un des bacs fait naufrage en raison de son manque d'entretien et de sa vétusté (une avarie de gouvernail alors qu'il transportait un tombereau attelé, chargé de pierres de taille et son conducteur, ainsi qu'un passager) sans faire de victimes et est renfloué, reprenant du service jusqu'en 1905, le second continuant toutefois à fonctionner. En 1906, Adrien de Baroncelli écrit : « Au hameau de Sainte-Marine, un grand bac à rames permet de traverser l'embouchure de l'Odet. Ce bac transporte au besoin des automobiles, néanmoins l'embarquement et le débarquement ne sont pas commodes ; enfin si plusieurs voitures doivent passer, on risque d'attendre longtemps son tour ». Le tarif est alors de 5 centimes pour les piétons, 10 centimes pour les bicyclettes, 2 francs pour les automobiles et la durée de la traversée est estimée à six minutes. En 1908, Gordon Sturrock note que le tarif de la traversée est de 30 centimes par personne, mais que ce prix ne comprend pas le passage de la bicyclette! La différence de tarif indiquée par ces deux auteurs, à deux ans d'intervalle, est surprenante. Le premier bac à vapeur, long de 15 mètres et large de huit mètres, est mis en service le 1er août 1911 : il est tracté par des chaînes mouillées s'enroulant autour d'un tambour, mais il doit cesser son fonctionnement dès 1925 car le mécanisme a mal vieilli et les pannes étaient trop fréquentes.
André Chevrillon décrit ainsi le départ du bac en 1920 :

« Maintenant le bac va partir. Il est amarré à la grève ; on a mis des planches sur les goémons pour que deux chars à bancs qui attendent puissent embarquer. C'est très difficile de caser ces deux hautes voitures, avec leurs chevaux, dans le radeau creux où de massives bigoudens, des pêcheurs avec leurs paniers de poisson, doivent aussi trouver place. Les passeurs crient, les cochers huent en faisant « culer » leurs bêtes : Zous ! An dré ! Chom azé  (...) L'ordre est fait ; le calme règne. Les bons chevaux patients sont installés avec les charrettes paysannes dont le devant est peinturluré de fleurs naïves. Il reste même un peu de place entre les coffres et les redoutables bigoudens. Nous embarquons. Penchés en arrière, appuyant ensemble d'un grand effort sur leurs longues gaffes, les rameurs « poussent ». »

Un nouveau bac à vapeur est inauguré le 26 juillet 1929, mais coule lors d'une tempête (le patron aurait oublié de fermer l'un des hublots !) dans la nuit du 4 au 5 décembre 1929 dans le port de Bénodet ; il est renfloué et reprend du service après réparations le 20 avril 1930 jusqu'au 11 octobre 1944, jour où les Allemands le dynamitent. Une vedette à moteur, puis un chaland provisoire en bois le remplacent alors, la liaison n'étant rétablie avec un véritable bac qu'en 1951 : ce bac peut charger un maximum de 20 voitures et, très vite, est engorgé, principalement en saison estivale, en raison de l'accroissement du trafic (28 000 véhicules en 1951, 135 000 en 1964, 290 000 en 1971, le bac fonctionnant alors 18 heures par jour). Le temps d'attente avant d'embarquer peut être supérieur à une heure et de nombreux automobilistes, ainsi que les poids lourds, doivent faire le détour par Quimper où la rocade sud et le pont de Poulguinan (qui permet de traverser l'Odet juste en aval de Quimper) n'existent pas encore (mis en service en 1974).

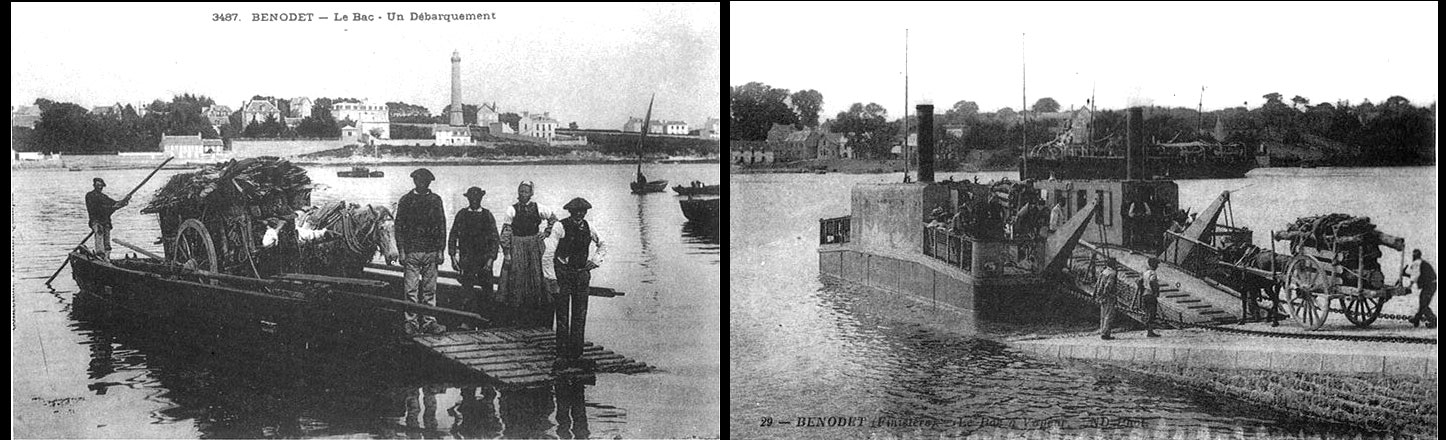
Pour assurer la traversée de l'Odet, un bac charretier (à gauche) a été mis en service en 1888 et remplacé en 1911 par un bac à vapeur (à droite).

La mise en service le 15 mai 1972 du Pont de Cornouaille, construit par le département du Finistère entre Le Cosquer en Combrit et Kergos en Clohars-Fouesnant, également appelé « pont de Bénodet » permit de relier enfin sans problèmes les deux rives de l'estuaire de l'Odet, donc le Pays fouesnantais au Pays Bigouden, même s'il fut à péage jusqu'en 1987, date de l'amortissement de ses frais de construction.

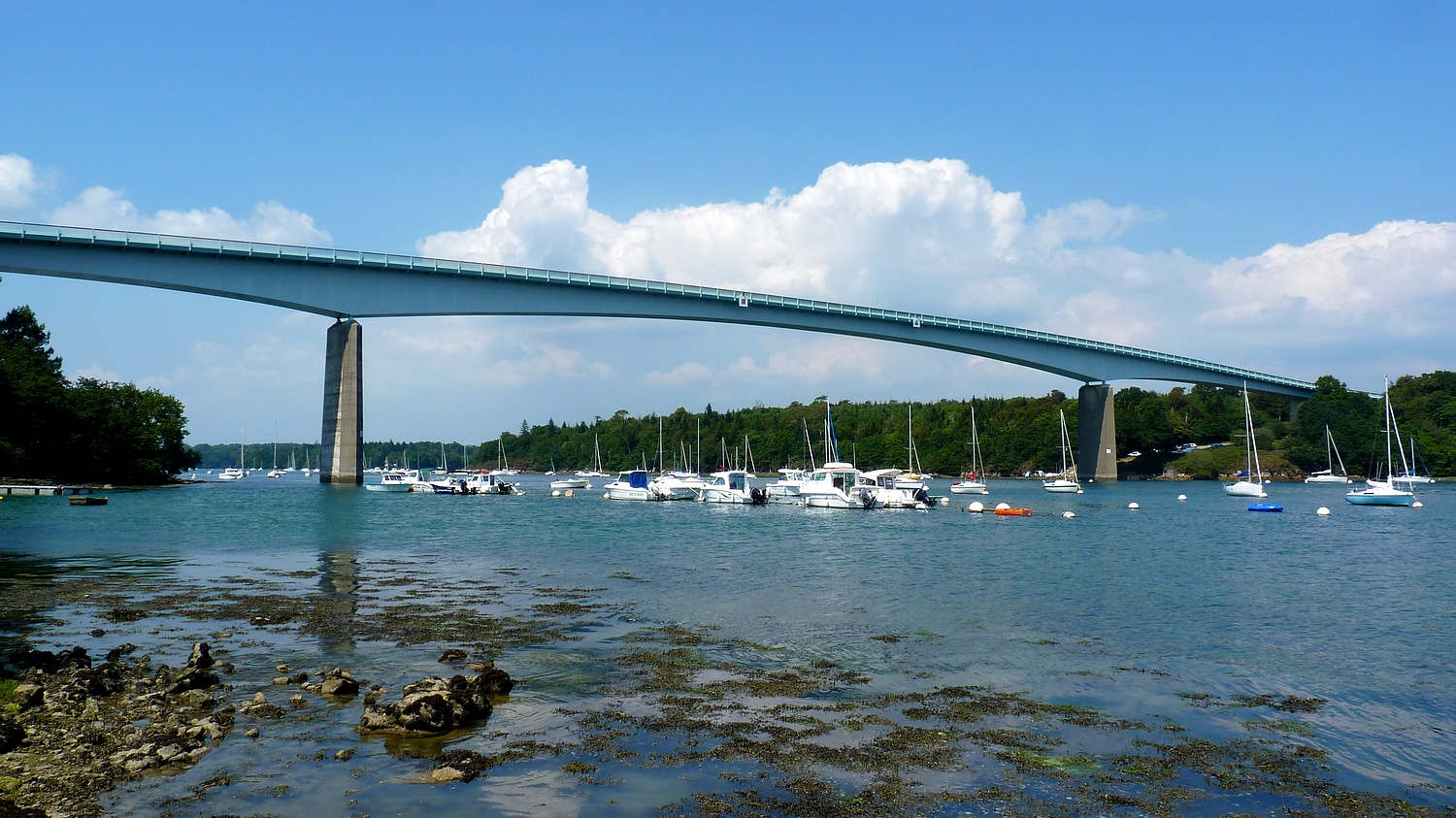
Pont de Cornouaille.

#### La naissance d'une station balnéaire

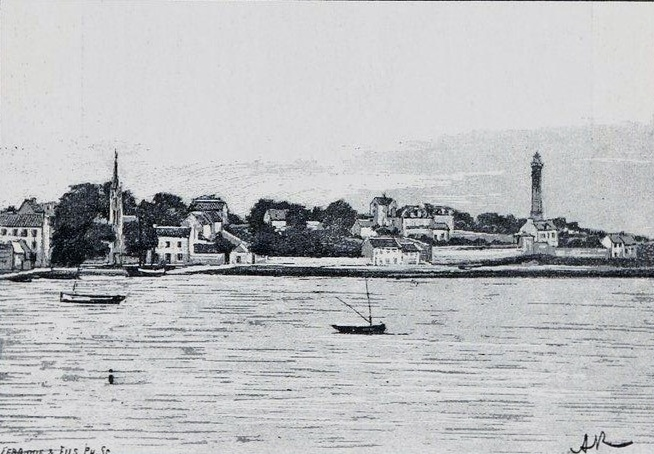
Vue générale de Bénodet depuis Sainte-Marine avant 1903 (dessin de A. Karl)

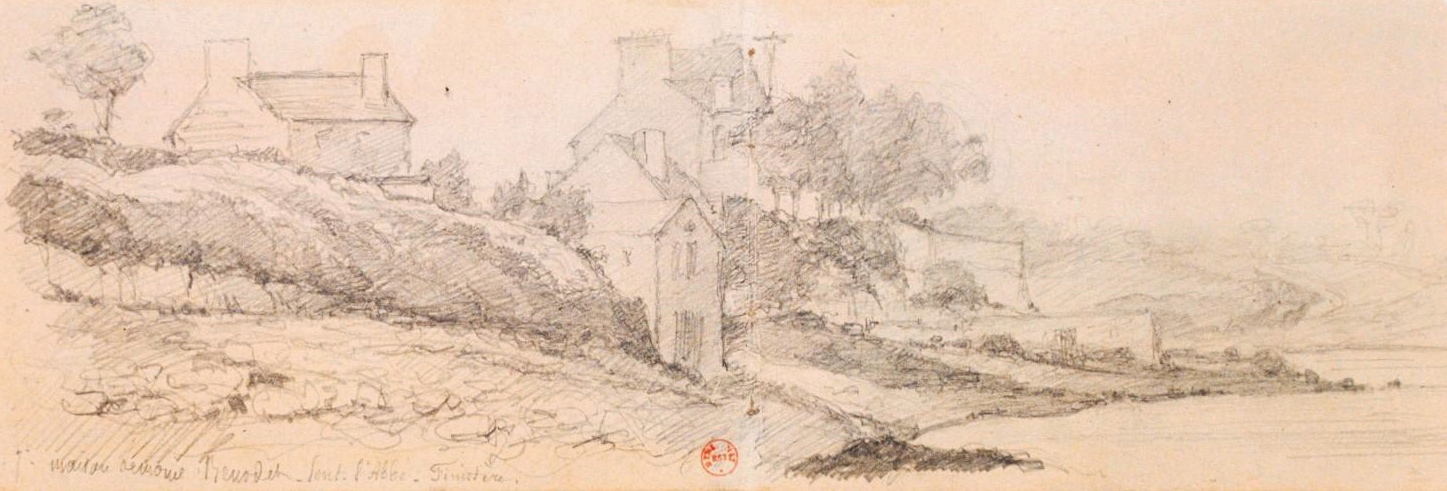
La maison Lemoine à Bénodet (dessin de 1877, auteur inconnu.

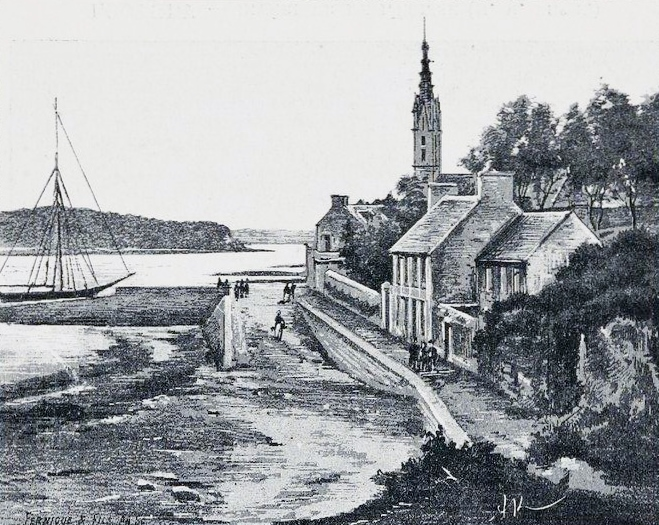
Le Chemin de la Grève (Rives de l'Odet) avant 1903 (dessin de A. Karl)

Dès le Second Empire, le site de Bénodet commence à attirer une population aisée à la recherche de lieu de villégiature et les premières maisons élégantes voient le jour à proximité du port.
Mais le développement de Bénodet est directement lié à l'arrivée du chemin de fer à Quimper en 1863. Ainsi, dès 1870, Bénodet commence à voir se développer une nouvelle forme de tourisme élégant, adepte des bains de mer. En août 1875, sont organisées des manifestations nautiques constituant de fait un lancement quasi officiel de la station. Cette pratique balnéaire intègre alors l'histoire de Bénodet au même titre que le furent la pêche ou l'agriculture.
Le bourg, jusque-là regroupé autour du port, va alors s'agrandir et se transformer de façon continue jusqu'à aujourd'hui. De grandes propriétés, des villas (certaines sont classées) voient le jour le long de l'estuaire de l'Odet ; par exemple c'est en 1875 que Fernand Dauchez, avocat et important homme d'affaires parisien, découvre Bénodet et achète la propriété de Kergaït qui domine l'Odet à l'entrée de l'anse de Penfoul, qui fut son lieu de vacances d'été jusqu'à son décès en 1925. Si la première auberge, faisant aussi hôtel, ouvre dès le début du XIXe siècle, tenue tout au long du siècle par la famille Le Clinche, plusieurs hôtels sont construits à la fin du XIXe siècle, face aux plages ou à la rivière, le plus connu étant le "Grand Hôtel", construit en 1880, où descendirent artistes, gens de lettres et "yatchmen" souvent britanniques.
Autant d'éléments qui accélèrent, au tournant du XXe siècle, un essor touristique qui ne cessera de croître par la suite et qui finira par conférer à Bénodet le statut de station balnéaire de plus en plus fréquentée, par exemple en août 1892, Sarah Bernhardt vint se reposer un mois à Bénodet.
Marius Sepet visite Bénodet en 1894 et en fait cette description : « Environné de belles habitations, Bénodet est fréquenté par les Quimperrois (sic), qui se baignent sur une plage de sable en arc de cercle (grandes cabines), située en avant du petit fort, ou batterie de Bénodet. Deux phares, l'un à feu fixe rouge et haut de 10 mètres, l'autre à feu fixe blanc et haut de 17 mètres, signalent l'entrée de l'Odet. Il existe en outre un sémaphore sur la rive droite. Ce ne sont plus seulement les Quimperrois qui fréquentent la plage de Bénodet et la riante verdure qui la couronne, elle est en train de devenir, grâce aux facilités de circulation, une station recherchée de loin, même des Parisiens et des Parisiennes ».
Cette autre description de Bénodet date de 1899 :

« Bénodet, modeste village, assis au pied des collines de la rive gauche de l'Odet et près de l'embouchure de ce fleuve, n'a été pendant longtemps fréquenté que par les habitants de Quimper ; mais, attirés par ce site ravissant et un climat doux et régulier, des visiteurs de plus en plus nombreux viennent chaque année passer la saison ici ; un très confortable hôtel et plusieurs villas ont été construits de sorte que Bénodet est en passe de devenir une plage à la mode ; il le mérite à tous égards. »

### LeXXesiècle

#### La navigation sur l'Odet
En 1885 un bateau à vapeur, "Le Plongeur" transporte les voyageurs de Quimper à Bénodet et jusqu'à l'Île-Tudy ; il est remplacé en 1905 par une vedette en bois munie d'un moteur à pétrole, le "Terfel", puis, en 1921 l'"Amiral Ronarc'h", ainsi qu'un peu plus tard le "Roi Gradlon". En 1929 l'armement Donat met en service la "Reine de l'Odet", qui peut transporter 160 passagers et va jusqu'aux Glénan ; s'y ajoute en 1936 la "Perle de l'Odet" et la "Fée de l'Odet" (qui coula en 1946 au large de Boulogne-sur-Mer ).
En 1962, Pierre Monfort met en service l' "Aigrette" ; puis, après avoir racheté l'armement Donat, successivement l' "Aigrette II", puis "III", "IV" , "V", l'hydrojet l' "Atlante", une nouvelle "Aigrette II", et enfin le "Capitaine Nemo", un catamaran à vision sous-marine.

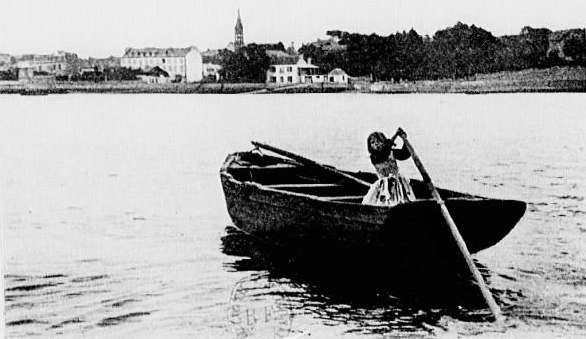
Bénodet au début du XXe siècle.

#### Naufrages et sauvetages
En 1871, neuf personnes dont deux enfants, auraient été enlevées par un "coup de mer".
Le 16 octobre 1871, la chaloupe Sainte-Anne, chargée de kaolin, se brise par grosse mer sur le Mendion, une roche à six milles au large de Bénodet, et coule ; l'équipage fut sauvé par le bateau-poste des Glénans.
Le 30 janvier 1877, la chaloupe L'Eugène, de Concarneau, après une nuit de pêche à la drague, poussée par une forte brise de sud-ouest, heurte entre l'Île aux Moutons et le chenal de Bénodet la roche dénommée "La voleuse" et la chaloupe sombra immédiatement. Ce naufrage fit 4 noyés et deux survivants, recueillis par la chaloupe Sainte-Anne.
Le 27 avril 1880, dans la baie de Bénodet, la chaloupe L'Arche d'Alliance, de Concarneau, commandée par Henri Bescond, avec 5 hommes d'équipage, pratiquant la pêche à la drague, chavire à la suite d'une forte rafale de vent. La chaloupe Les Deux-Frères, également de Concarneau, parvient à sauver quatre des naufragés. Malheureusement, Henri Bescond et son fils, âgé de 15 ans, se sont noyés. « La veuve se trouve dans la plus grande détresse puisqu'il reste encore six enfants plus jeunes ».
Le 8 juin 1890, le bateau de pêche 2025, de Douarnenez, chavire, renversé par une lame, en face de Bénodet. Les naufragés, qui se soutenaient en s'accrochant à des épaves, sont secourus par deux bateaux, l'un de Lesconil, l'autre du Guilvinec.
Le 3 avril 1892, l'Alma, un bateau de pêche de Bénodet, qui n'avait pas ses feux de position allumés, fut coupé en deux au large de Penmarch lors d'une collision avec le steamer Calédonie : le naufrage fit deux rescapés (recueillis à bord du Calédonie) et 4 disparus.
Le 13 janvier 1895, par tempête de sud-ouest et mer très grosse, le canot de pêche Finistère, monté par 7 hommes d'équipage, sombre à l'entrée de la baie de Bénodet, à trois milles environ à l'ouest de l'Île aux Moutons. « Malgré le danger, les patrons et les équipages de canots Radegonde-Joséphine et Melin se portent au secours de naufragés. Leur dangereuse manœuvre est couronnée de succès », les sept hommes étant sauvés. Un prix de 1 000 francs est accordé aux sauveteurs.
Le journal Le Rappel du 10 février 1899 indique que l'épave du Maria-Thérésa, un navire parti le 2 février 1899 de Bénodet, chargé de poteaux de mines, a été découverte sur la côte du Pays de Galles.
Le 8 octobre 1903, la barque de pêche Henriette et Louise, de Lorient, chavire lors d'une violente tempête dans la baie de Bénodet. Le naufrage fait 4 morts.
Le 9 septembre 1906, un canot automobile faisant le service entre Concarneau et Bénodet tombe en panne ; les quatre hommes à bord tentèrent de regagner Concarneau à l'aviron, mais leur canot coula. Un seul des hommes à bord parvint à s'accrocher à un rocher et à être secouru.
Le 1er juin 1909, un bateau neuf, sortant des chantiers de Bénodet, l'Amour du Travail chavire au large de Beg Meil alors qu'il se rendait à La Forêt, avec deux hommes à bord ; ceux-ci sont recueillis par le Sainte-Anne.
En décembre 1909, le canot de pêche Marguerite, de Loctudy, chavire en baie de Bénodet sous la violence du vent alors qu'il revenait de la pêche à la crevette. Les trois hommes à bord sont sauvés par un autre bateau, le Saint-Antoine.
Jean-Marie Depierrois, matelot des douanes à Bénodet, eût plusieurs sauvetages à son actif : un enfant le 20 juillet 1898 à Rosbras, un autre le 20 octobre 1904 à l'Île-Tudy, un autre le 19 novembre 1909 à Bénodet et encore un autre le 21 mai 1917 à Bénodet.
Le 20 février 1911, le Carmen de Loctudy, est jeté par la tempête sur la grève de Penmorvan dans l'anse de Bénodet ; son capitaine est noyé.
En juin 1912, le sloop Sainte-Marte coule en baie de Bénodet ; l'équipage est noyé.
Le soir du 25 février 1922, le sloop Jeanne-d'Arc, de Brest, chargé d'essences, à destination de Bordeaux, pris dans la tempête, tente de se réfugier à Bénodet et coule près de la pointe de Combrit. L'équipage put gagner la terre proche.
Le 9 septembre 1922, le canot de pêche Surcouf, pris par une rafale, chavire à 5 milles au sus-sud-est de Bénodet. L'équipage du thonier Hoche, de Concarneau, parvient à repêcher l'équipage du canot naufragé.
Le 17 décembre 1922, le vapeur Saint-Nicolas, de Marseille risque de s'échouer sur les roches "Les putains" alors que, pris dans la tempête et non maître de sa manœuvre, il était pris en remorque par le remorqueur  Mastodonte. Il refuse toutefois le secours du canot de sauvetage Alice, du Guilvinec, mais finit par être jeté à la côte entre la pointe de Bénodet et la pointe de Mousterlin. Le vapeur échoué, avec tout le matériel qu'il renferme, est finalement vendu par adjudication par les services des Domaines le 12 février 1923 à la Société normande de métallurgie.
Le 23 mai 1924, la chaloupe Jeanne Augustine, de Loctudy, s'échoue sur la roche "Vérez" à l'entrée de Bénodet. L'Augustin Carré, bateau de sauvetage de l'Île-Tudy, vient la secourir en dépit du gros temps, mais ne trouve que quelques épaves, la chaloupe venant de disparaître. Son équipage s'était sauvé au moyen d'une petite embarcation.
Le 28 juin 1924, Jean Péron, pêcheur originaire de Loctudy, mais seul à bord du Scrogneu, du Guilvinec, tombé à l'eau, à un mille au sud de la tourelle Men Du qui borde la sortie du chenal de Bénodet, est repêché par Armel Mariel et Yves Jaouen, deux pêcheurs de Lesconil, à bord du bateau de pêche Le nom est changé.
Le 21 décembre 1925, le canot Le Bluet chavire dans les parages de l'îlot "Les Verres", juste au sud de Bnéodet ; deux disparus.
Le 22 juillet 1930, le trois-mâts goélette Dustu, de Pleubian, mais immatriculé à Fécamp, chargé de charbon, heurte la roche Malvic, à 4 milles au sud du port de Bénodet et coule ; les six hommes d'équipage, réfugiés dans leur canot de sauvetage, sont remorqués jusqu'à Bénodet.
Le 1er septembre 1930, René Toularastel, pêcheur à l'Île-Tudy, recueillit quatre naufragés entre Bénodet et l'Île-Tudy, au niveau du Téven, partis de Bénodet sur une plate; l'un d'eux, Hee [père] était déjà mort, les trois autres (Hee [fils], Christien et Mandez) ramenés par ce pêcheur de 67 ans à l'Île-Tudy.
Le 12 avril 1932, le yacht Kraken coule en Méditerranée : son équipage, formé de quatre marins de Bénodet (dont le capitaine Sébastien Le Bec) et de sa région, est sauvé et débarqué à Barcelone.
Le 15 novembre 1934, le cotre Alexandre-Marie, de Noirmoutier, chargé de 21 tonnes de sel, coule en rade de Bénodet ; le naufrage fait un noyé et un survivant.
Le 11 février 1935, un bateau de pêche fait naufrage en baie de Bénodet mais son équipage de six hommes est sauvé par le Jacobsen, un voilier-caboteur de Dunkerque.
Herlé Kérivel, de Bénodet, patron de la vedette garde-pêche Les Glénans, reçut la médaille d'argent de la Société centrale de sauvetage des naufragés et un prix pour avoir plongé tout habillé afin de secourir le 27 février 1936 un garde maritime tombé à l'eau et en train de se noyer, alors que la vedette s'amarrait dans le port de Bénodet.
Le 23 novembre 1938, le sous-marin Pascal s'échoue, drossé par le vent alors qu'il appareillait, sur la roche du Four en baie de Bénodet ; il put être dégagé après sept heures d'efforts par le remorqueur de la marine  Hippopotame.
Le 17 novembre 1940, un canot de pêche coule face à la plage de Bénodet, à environ 3 milles de la côte : le pêcheur à bord, de Loctudy, est sauvé par deux marins de Sainte-Marine.
Le 20 novembre 1940, le dundee thonier Claude-Anne, de Concarneau, est drossé à la côte près de Bénodet ; le bateau est perdu, mais les sept hommes à bord sont sauvés.

#### La Belle Époque

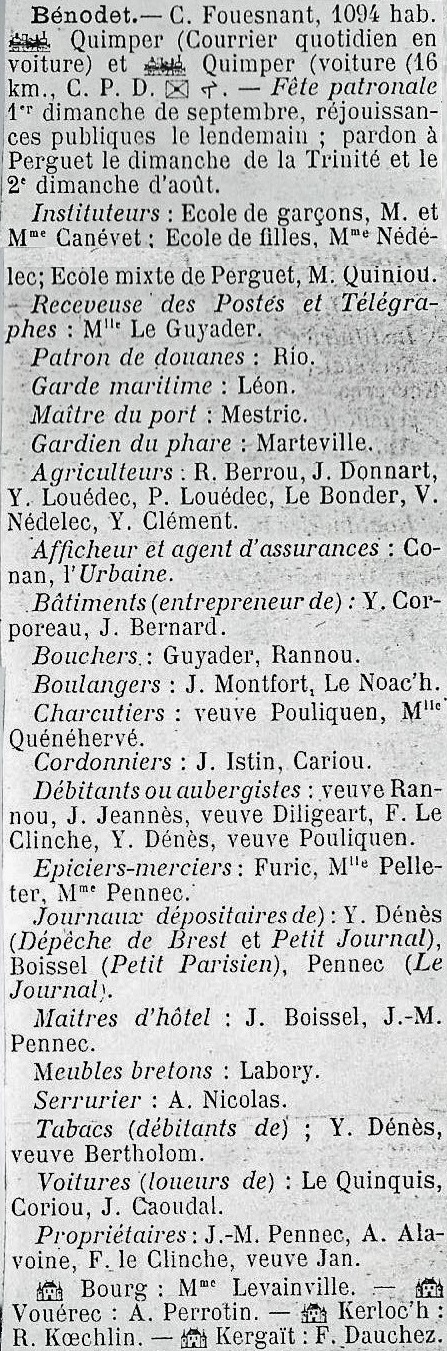
Liste des principaux habitants de Bénodet en 1908.

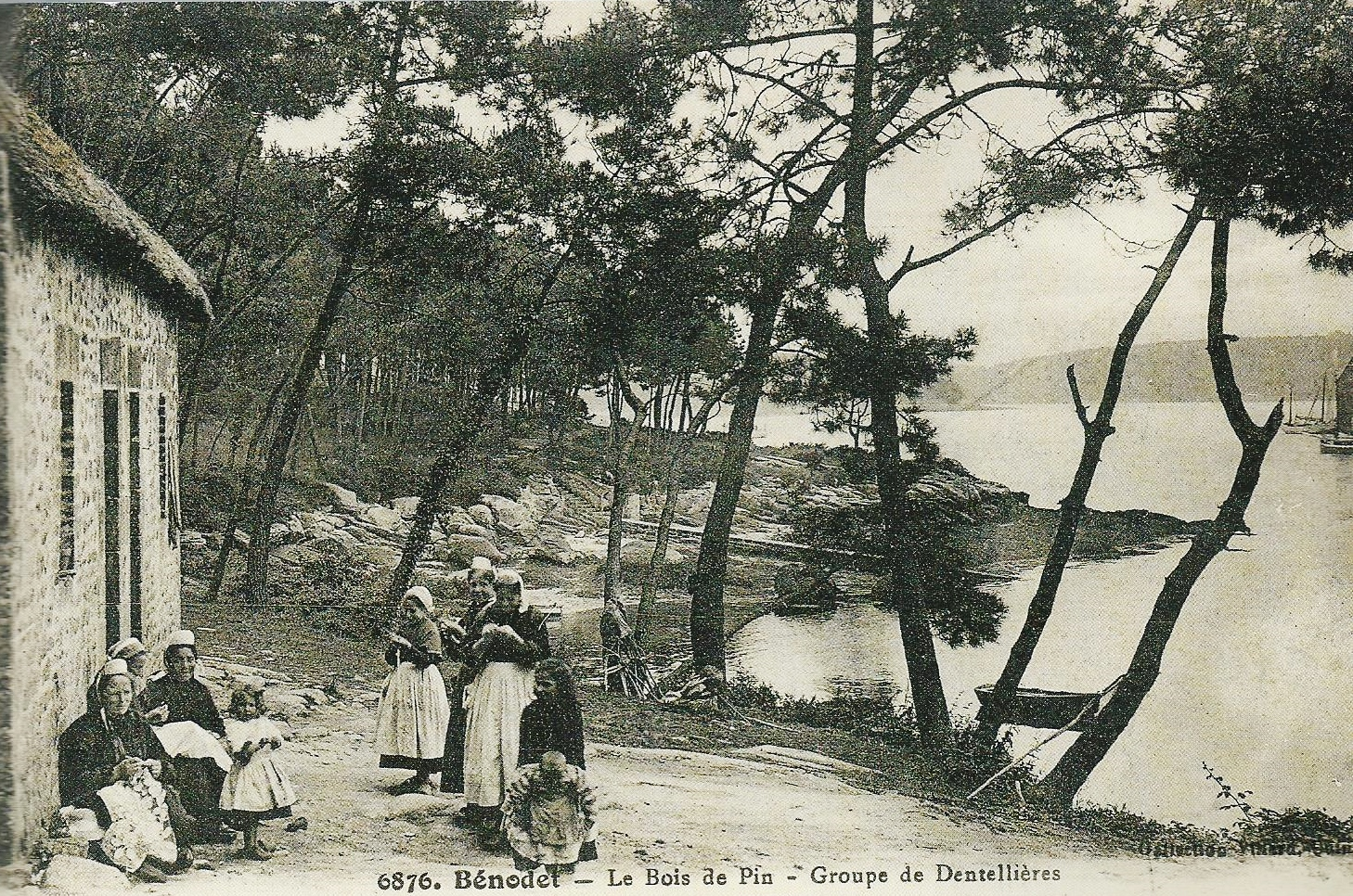
Bénodet ː Le Bois de pins et un groupe de dentellières vers 1910 (carte postale Villard).

##### Les querelles liées à la laïcité
Le 19 août 1904, en vertu de la Loi du 1er juillet 1901, un arrêté du préfet du Finistère laïcise l'école de Bénodet. Le 9 mars 1906, le journal Le Temps écrit : « L'inventaire [des biens du clergé] n'a pu être fait à (...) Bénodet ». En vertu de la loi de séparation des Églises et de l'État, le 15 octobre 1907, les prêtres du presbytère de Bénodet sont expulsés, le même jour que ceux de La Forest et de Fouesnant, « Soixante gendarmes à cheval assuraient l'ordre » ; une femme est arrêtée pour avoir souffleté le maire, Nédélec.

##### Pardons et fêtes
Le pardon de Bénodet est ainsi décrit en 1896 :

« Le "pardon" de Bénodet a rassemblé devant l'église des tentes où l'on débite toutes les camelottes inséparables des foires villageoises. Mais à côté de ces bazars et de ces loteries, dans le brouhaha des mirlitons, sous les ormes, quelle vision du passé. (...) Les hommes vont devant (...) Les gars ont presque tous ds gilets bleus, brodés à l'encolure d'un triple ou quadruple rang de soie jaune. Ils se serrent la taille d'une ceinture de cotonnade voyante. (...) Voici maintenant le troupeau des femmes, un bariolement de couleurs que la lueur ds cierges étoile de points d'or. Elles passent, les yeux baissés, le profil penché comme des saintes de vitrail, et leurs coiffes blanches, ruchées de tulle brodé, palpitent à la brise matinale dans un frémissement d'ailes. (...). À la sortie de la messe, le spectacle change. L'expression des figures se détend et s'égaie. »

Gustave Geffroy décrit ainsi Bénodet et sa région, ainsi qu'une fête foraine, vers 1904 :

« Une fête à Bénodet, un dimanche. Les tabliers de couleur accourent par tous les chemins creux. Les petites filles, en robes longues, en tabliers roses, sérieuses comme les statues des niches, sont les petites bonnes femmes les plus amusantes qui se puissent imaginer. (...) Derrière elles, les femmes ont gardé un peu de cette démarche tout d'une pièce, la taille carrée, le costume montant, la jupe en forme de cloche, un corsage de religieuse, solide, sans souplesse, comme un corsage de bois. Le paysage est admirable : des champs de blé noir, de froment, de pommes de terre, de lin, tout au long de la route, une végétation d'arbres de parcs et de vergers. (...) Nous arrivons à Bénodet. La fête foraine, au long de l'eau, c'est l'installation de toutes les fêtes foraines, mais avec la mer, ses flots bleus et ses voiles blanches, en toile de fond. Le "jeu du bâton", le "saut de carpe", la lutte de l'hercule avec l'amateur, ce sont les incidents connus des réjouissances en parades, au devant des baraques. (...) Et tout le pays breton, toute la particularité des types apparaît à un tournant de la fête, devant une barque où s'affiche cette inscription : "Madame Anezel", "Somnambule de premier ordre", "Consulte sur le passé, présent et avenir", "Cause civil et militaire, d'intérêt ou d'amour". (...) Elle s'arrête, invite un paysan à entrer dans sa baraque, l'entreprend, veut l'enjôler de gestes et de paroles. Le paysan carré, à larges braies, un collier de barbe touffue sous le menton, rugueux et lourd, reste impassible, muet, d'aplomb, ours timide et méfiant qui regarde minauder une chatte. Bénodet est sur la rivière et sur la mer (...). C'est l'endroit de plaisance des bourgeois de Quimper, les belles maisons abondent, entourées de fleurs, la plage s'étend, large et sûre, por la flânerie des baigneurs. »

Des travaux d'élargissement du quai du port de Bénodet sont effectués en 1906. En 1912, 118 élèves sont inscrits à l'école de Bénodet, mais 25 ne peuvent être admis, faute de place. Une seconde classe ouvre enfin en 1913. L'école de Perguet compte 98 élèves en 1912. Un bureau de bienfaisance ouvre à Bénodet le 11 mai 1912.

#### LaPremière Guerre mondiale
77 personnes originaires de Bénodet sont mortes pour la France pendant la Première Guerre mondiale. Leurs noms sont indiqués sur le Monument aux morts de Bénodet, édifié par l'architecte Charles Chaussepied et inauguré le 25 novembre 1923. Parmi elles, trois soldats sont morts sur le front belge dont Guillaume Marteville, fusilier marin, mort à 17 ans à La Panne (Belgique) lors des combats de la Course à la mer, deux sont des marins disparus en mer, un est mort en captivité en Allemagne, la plupart des autres sont décédés sur le sol français. Deux soldats ont été décorés de la Croix de guerre et de la Médaille militaire, François Le Gall et Pierre Le Gall.

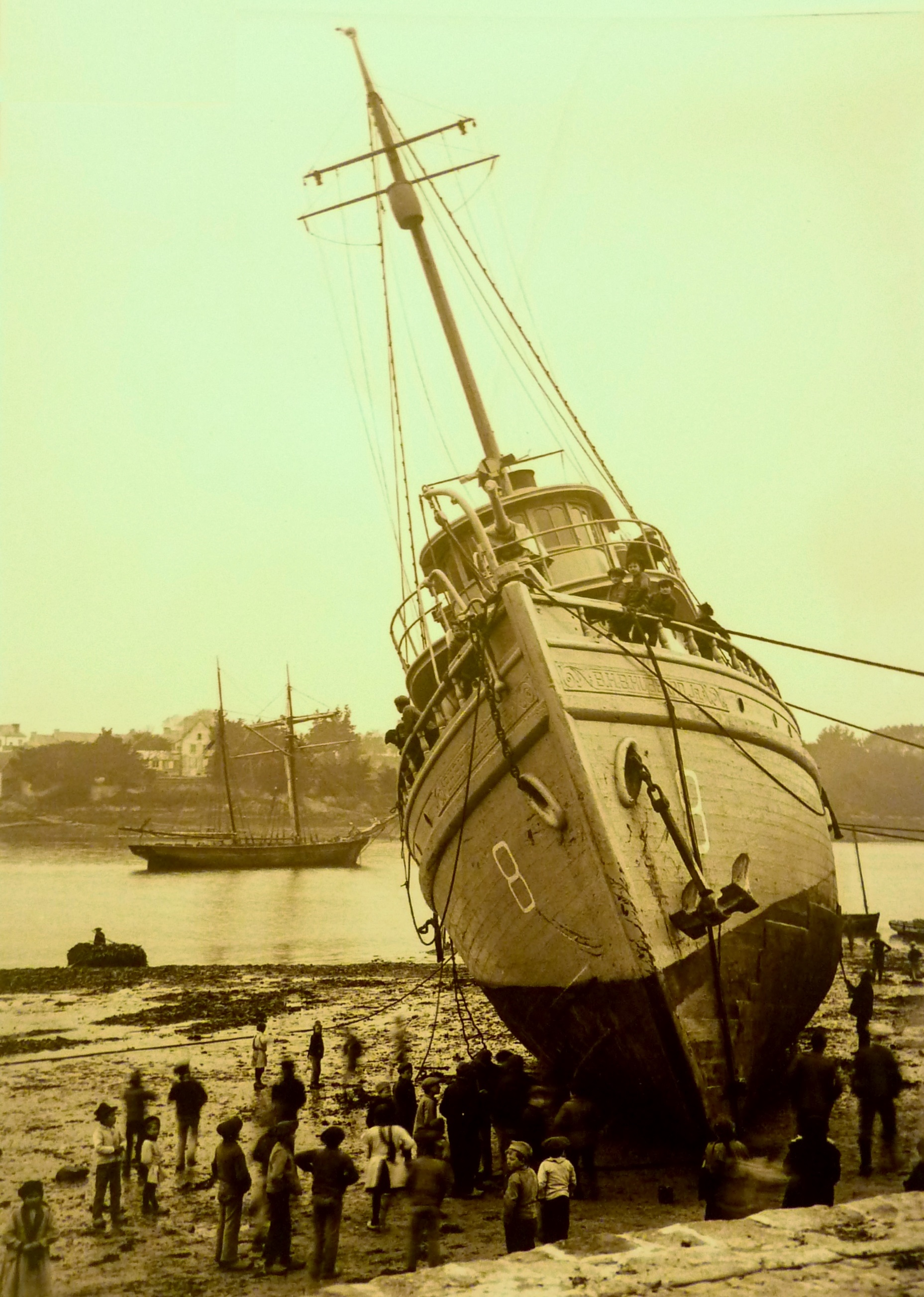
Bateau américain échoué sur la plage à Bénodet en 1918 (photographie Jacques de Thézac)

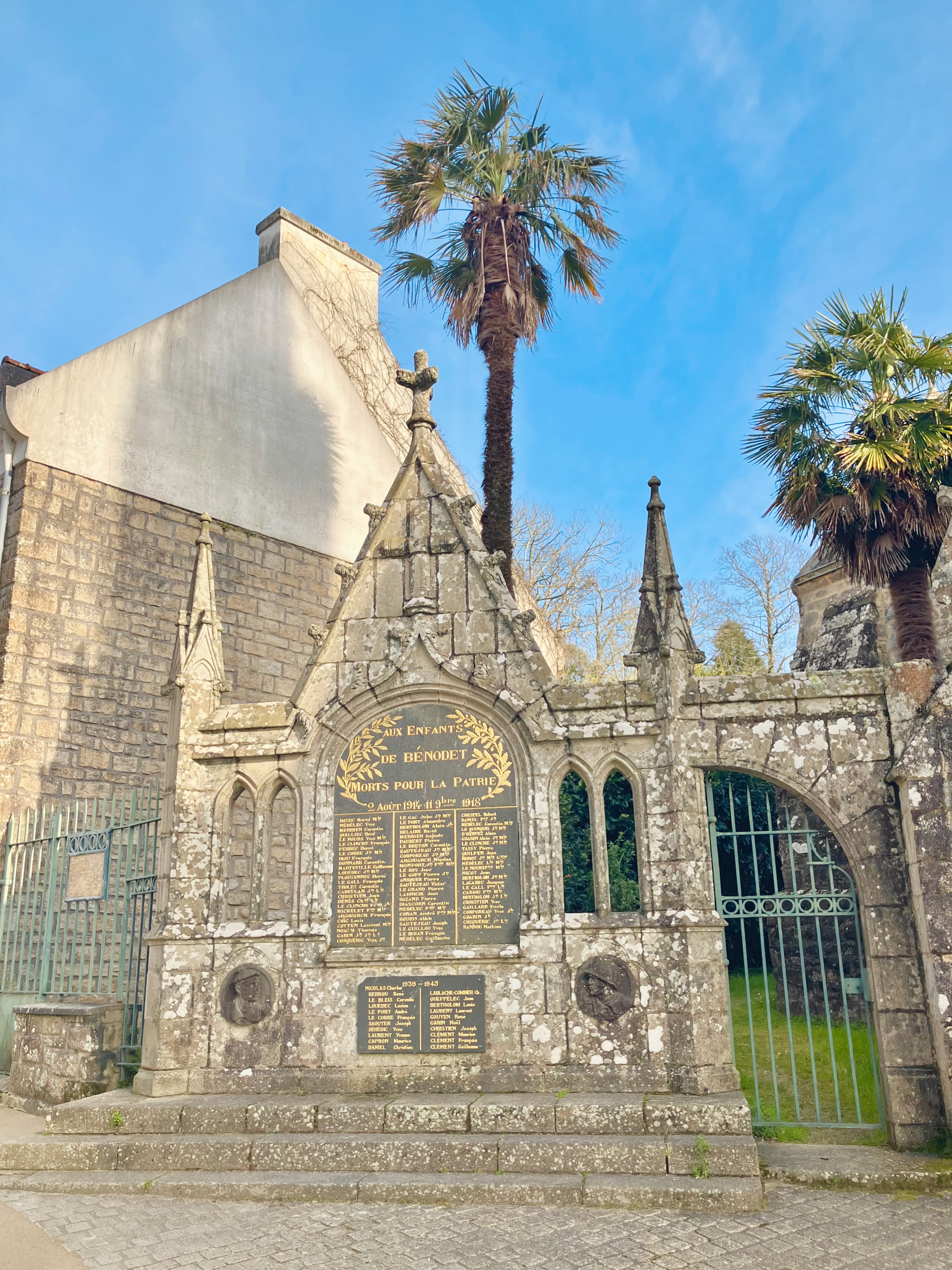
Bénodet : le Monument aux morts.

La vie à Bénodet pendant la Première Guerre mondiale est racontée dans un article de Louis Ogès, à l'époque instituteur et secrétaire de mairie ; il évoque l'atmosphère lors de la déclaration de guerre qui perturbe la "saison touristique" qui alors battait son plein, la peur des paysans de ne pas pouvoir faire les moissons, l'inauguration dès le 31 octobre 1915 d'une plaque commémorative offerte par le maire Bouilloux-Lafont et destinée à recevoir les noms des enfants de Bénodet morts pour la patrie (elle s'avéra hélas beaucoup trop petite), l'installation par le maire d'un hôpital bénévole pour convalescents (le plus célèbre fut Guillaume Apollinaire) de 27 lits dans l'Hôtel de la Plage. Des torpilleurs furent basés à Bénodet pendant la guerre.
Pendant son séjour, Guillaume Apollinaire a célébré Bénodet dans un long poème dont voici la première strophe :
Je vous aime ce soir où monte la marée

Bateaux de Bénodet à la voile azurée

Pêcheurs de Loctudy dont les filets d'azur

Se confondent avec la mer et le ciel pur

Cependant que l'Odet bleu comme une pierre

Pâlit et que là-bas chaque phare s'éclaire (...)

#### Bénodet vers 1920
André Chevrillon décrit ainsi Bénodet dans la "Revue des Deux Mondes" en 1920 :

« C'est un bourg de terriens. On y rencontre peu de pêcheurs. Les femmes y portent la coëffe et la belle fraise ailée qui fait penser au XVIe siècle ; les hommes, le grand chapeau à boucle et rubans, le bref et massif habit de drap cuir, largement décoré de velours noir. (...) Au rez-de-chaussée de chaque logis s'enfonce une chambre basse. Au rez-de-chaussée de chaque logis s'enfonce une chambre basse. Elle est pleine d'ombre et, généralement, de tout ce qui sert à la vie quotidienne, depuis le bénitier de faïence rouge et bleue qui s'accroche, avec un brin de buis, aux fleurs ajourées des lits clos, jusqu'aux paquets de sabots, de chandelle et de filin, et trop souvent jusqu'aux alcools multicolores, car la plupart de ces pauvres maisons, où viennent s'approvisionner pêcheurs et fermiers, sont d'abord des débits où les hommes s'attablent devant leurs petits verres ou leurs bolées de cidre, sous les saucissons et les quartiers de lard pendus aux solives. Dans le demi-jour luisent les puissants meubles cirés de châtaignier et de chêne, où le menuisier du pays (...) a ciselé de sa main quelques images du vieux rêve local de beauté. On y voit des entrelacs de vigne, des figures naïves d'oiseaux, des Saints-Sacrements qui rayonnent, avec des stylisations du XVIIIe siècle, ou même du Moyen Âge. Quelques armoires et lits-clos portent, découpées au couteau, des dates très anciennes. Parfois des clous de cuivre en dessinent de récentes ; 1885 ou 1890. Ce sont pour toujours les dernières. Nous sommes au moment précis où tout finit à la fois d'un monde qui durait depuis des siècles. Au bas du bourg, sous les grands arbres de l'église, devant la cale, est la place principale, où les vieux viennent ensemble fumer leur pipe, en regardant le flot ou le jusant courir dans la rivière. C'est un centre de vie sociale. Là se tiennent pardons, marchés et feux de joie de la Saint-Jean ; là s'assemblent les processions sous les pesantes bannières qui tanguent par les jours de vent, et que les gars ont grand'peine à maintenir à bout de bras. Là se pavanent, en robes et chapeaux fleuris d'argent, cortèges de noces et de baptêmes ; là tournent gavottes et dérobées, à la glapissante musique des sonneurs juchés sur des tonneaux. »

Plus loin André Chevrillon poursuit :

« C'est le dimanche surtout, sur la petite place au bord de l'estuaire, qu'apparaît le caractère profond et si traditionnel de ce monde. À dix heures du matin, les cloches finissant de tinter, toutes les coëffes du pays sont à l'église, en rangs serrés dans l'ombre tiède comme un peuple de blanches mouettes, et d'abord on ne voit qu'elles, car les hommes sont au fond, obscurément massés dans les deux ailes. Souvent la nef est peine à déborder. Au dehors, près du porche, des femmes, des enfants, sont agenouillés. (...) Et enfin c'est la sortie. (...) Les femmes ont la fierté de leur tenue : en grands cols soigneusement tuyautés (on met un fétu de paille dans chaque pli pour les repasser), elles ont épinglé sur le drap noir et le noir velours de leurs corsages, de noirs devantiaux de soie brochée. (...) Il y a des bébés en robes d'infantes, en béguins brodés de vertes et rouges fleurettes, ou tout pailletés d'argent. Il y a les mères-grand, toutes courbées sur leur bâton, dont les collerettes plissées sont de linge mou, comme celles d'autrefois. »

Kermoor fut d'abord une villa construite par la famille Koëchlin, des industriels alsaciens qui avaient choisi de rester français en 1871. Rodolphe Koëchlin mourut à Bénodet en janvier 1920 et ses héritiers vendirent la propriété qui fut transformée en hôtel-restaurant. En 1923 le peintre Pierre Savigny de Belay recouvrait de fresques les murs de la salle à manger, agrandie (lesquelles ont été achetées par la ville de Quimper en 2020).

#### L'essor de la navigation de plaisance
Dès le début du siècle dernier, l'estuaire et la baie devinrent un lieu de rendez-vous des yachtmen naviguant dans la région ou venant d'outre-Manche. Leurs yachts faisaient alors escale à Bénodet. Des courses-croisières intégraient Bénodet comme but ou escale, comme la course « Bénodet - Ile d'Yeu - Bénodet » créée en 1927 par Maurice de Laubrière, la course « Le Palais - Bénodet » ou la course « Plymouth - Bénodet » qui deviendra « Plymouth - La Rochelle - Bénodet - Plymouth » et à laquelle participa bien plus tard, en 1968, Éric Tabarly, sur Pen Duick III, avec Olivier de Kersauson dans son jeune équipage. Des régates étaient organisées chaque été par la "Société des régates de Bénodet-Loctudy".

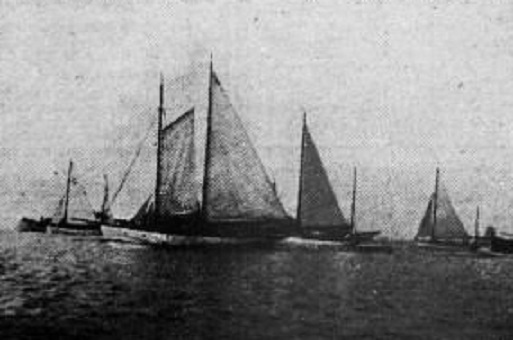
La croisière Plymouth-Bénodet en 1936 au large de Bénodet.
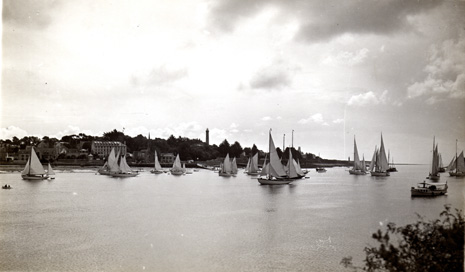
Arrivée course croisière à Bénodet en août 1936.

Des yachts comme l' "Orion", propriété d'une américaine, l' "Eros" du baron de Rothschild, le trois-mâts l' "Ailée" de Virginie Hériot (elle s'imposa aux Jeux olympiques d'été de 1928), et d'autres, fréquentèrent le port (abrités dans l'Anse de Penfoul), où le "Pourquoi Pas ?" fit aussi escale en 1927.

#### L'essor de la station balnéaire
Le 22 novembre 1908, le conseil municipal proteste contre les extractions de sable sur la plage du Trez, sinon « dans une année ou deux, la réputation de Bénodet comme station balnéaire ne sera plus qu'un mythe et ce sera pour les habitants la plus affreuse misère ». En 1913, pour la première fois, la plage du Trez est surveillée pendant la saison balnéaire, avec le concours des Hospitaliers-Sauveteurs bretons.
Un recensement effectué le 15 septembre 1914 montre que 359 personnes étrangères à la commune y résidaient alors ; dont 30 étrangères, ce qui montre que la station avait déjà à l'époque un début de rayonnement international.
C'est durant l'été que la station était la plus fréquentée et, dès les années 1920, différentes animations estivales virent le jour à Bénodet. Bénodet est classée officiellement "station climatique" en 1919 et "station de tourisme" par un décret du 6 février 1930. En 1921, 57 villas en location sont recensées et 322 chambres d'hôtel. Vers 1930, de 1200 à 1500 touristes fréquentent chaque année Bénodet, qui compte cette année-là 322 chambres d'hôtel et 57 villas de tourisme. Une taxe de tourisme est perçue à partir de 1932 et le syndicat d'initiative est créé dès 1934.
La vie menée par les personnes aisées fréquentant Bénodet durant la saison estivale pendant la Belle Époque et l'Entre-deux-guerres est racontée par Bernard Delaire, un des petits-fils de Fernand Dauchez. Les animations estivales de la station pendant la décennie 1930 font l'objet d'un article de René Bleuzen, qui décrit aussi le Pardon de Bénodet du 1er septembre 1929.
Un "circuit cycliste de Bénodet" était aussi organisé chaque année. François Haas, originaire de Bénodet, fut entre 1930 et 1934 un coureur cycliste professionnel ayant une certaine notoriété.

#### L'Entre-deux-guerres
Le 28 septembre 1922, un rapport de M. Le Hen, inspecteur du travail, évoque la tuerie d'animaux tenue à l'époque par M. Le Guyader : « Cette tuerie est en pleine agglomération, (...) près de l'église et de la place publique de Bénodet. (...) J'ai trouvé l'établissement dans un état infect. (...) La surface de l'établissement est trop restreinte pour qu'on puisse y faire le nécessaire du point de vue de l'hygiène ». En conséquence, l'inspecteur émet un avis très défavorable à la poursuite de l'activité. Une autre tuerie d'animaux, tenue par M. Jourdren, reçoit un avis favorable le 18 août 1922 à la poursuite de son activité « sous réserve que les déchets putrescibles soient enfouis et recouverts d'une couche de chaux vive en vue de leur rapide destruction » et de la construction « d'une fosse cimentée pour recevoir les détritus » car « les eaux résiduaires [sont] déversées dans la mer et sur les terres avoisinantes ».
En 1923 est décidée la construction de l'école de hameau de Menez Groas. L'école privée Notre-Dame ("Steredenn Vor") ouvre en 1927.
Un devis pour le projet de construction d'un réseau d'adduction d'eau potable est accepté en 1929 et un éclairage public est mis en place à partir de 1930.
Un décret du 26 juillet 1925 autorise la création d'un bureau de bienfaisance dans la commune de Bénodet.
Une équipe de football, l'"Étoile de Bénodet", existe dans la décennie 1930.
Le 5 octobre 1933 l'hôtel "Speranza" de Bénodet est détruit par le feu.

#### La Seconde Guerre mondiale
Vingt personnes de Bénodet sont mortes pour la France pendant la Seconde Guerre mondiale dont Joseph Saouter, décédé à Mers el-Kébir et Guillaume Clément, disparu en mer, victime du naufrage du Djurdjura, cargo britannique coulé le 6 juin 1941 par le sous-marin italien Brin.
En 1942, la marine de guerre allemande installe à Bénodet, l'arsenal de Lorient ayant été partiellement détruit par les bombardements alliés, une base de réparation et d'entretien pour ses dragueurs de mines. Un dock flottant est installé à proximité de l'anse de Penfoul, devant la propriété de « Kergaït », appartenant à la famille Dauchez, et réquisitionnée afin d'abriter les différents ateliers de tôlerie, de mécanique ou encore de menuiserie nécessaires au fonctionnement de la base. Le chenal et la plage furent minés et les Allemands barrèrent l'entrée de l'estuaire de l'Odet par un barrage constitué de corps morts reliés par un câble formé de 7 tronçons de 100 mètres chacun.

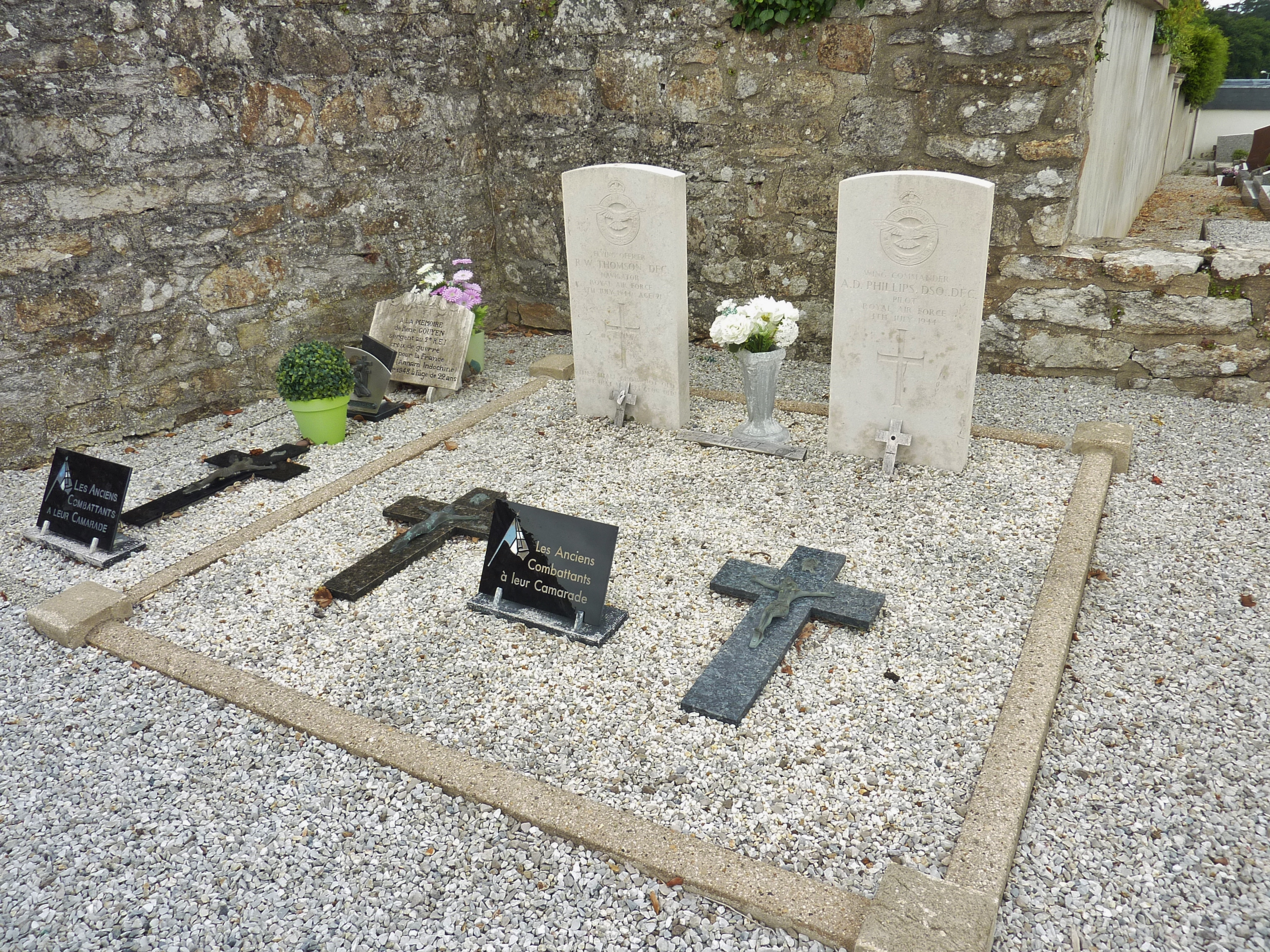
Les tombes des deux aviateurs anglais dont l'avion a été abattu le 4 juillet 1944, dans le cimetière de Bénodet.

Un groupe de résistants FFI créé à l'initiative de Maurice Capron, membre du réseau "Vengeance ", se développa à Bénodet. Maurice Capron, arrêté par la Gestapo fin février 1944, déporté d'abord au camp de concentration de Neuengamme, est mort d'épuisement en déportation à Fallersleben (près de Wolfsburg) le 3 janvier 1945.
Le 4 juillet 1944 une escadrille d'avions britanniques attaque les installations allemandes de l'anse de Penfoul. Un avion anglais est abattu par la D.C.A. allemande et tombe en flammes près de la ferme de Keranguyon en Bénodet, tuant une employée et faisant un blessé grave. Le pilote, Anthony Phillips, et son navigateur, Robert Thompson, sont tués sur le coup. Une bombe larguée par l'avion tombe dans le quartier de Kereven, une jeune fille est blessée.
Le 10 août 1944, le grand phare de Bénodet est décapité à mi-hauteur par les Allemands ; le phare du Coq et celui de Combrit, le dock, le bac sont également dynamités, ainsi que les bouées de la Rousse et de la Potée, ce qui représente une gêne considérable pour la navigation (par contre les cales d'accostage de Bénodet et Sainte-Marine restent intactes) ; les Allemands quittent Bénodet le lendemain, après avoir jeté dans le port de grands quantités de munitions. Le grand phare fut reconstruit à l'identique en 1950.
Le 16 août 1944, un détachement de la marine FFI, fort de 115 hommes, s'installe à Bénodet et démine le port, qui sert de mouillage pour les marines alliées. L'enlèvement des munitions jetées dans le port provoque un accident le 25 août 1944 : un obus éclate accidentellement à la cale de Bénodet, faisant un mort (un jeune ingénieur allemand prisonnier, Ernest Reichart, enterré dans le cimetière de Bénodet) et neuf blessés (quatre marins allemands prisonniers et cinq résistants). Le port de Bénodet est à nouveau libre d'accès dès la fin du mois d'août 1944, par contre la plage du Trez n'est déminée et les chevaux de frise enlevés qu'entre le 4 et le 18 septembre 1944, le déminage du secteur de la Pointe Saint-Gilles et du Letty n'étant effectué qu'entre mai et août 1945.
À Kergariou, trois frères cultivateurs décidèrent le 4 décembre 1945 de faire exploser des mines qu'ils ont récupérées pour arracher des souches d'arbres ; l'une de ces mines éclate intempestivement, tuant l'un d'entre eux, André Le Roy.

#### L'après Seconde guerre mondiale

##### La Guerre d'Indochine

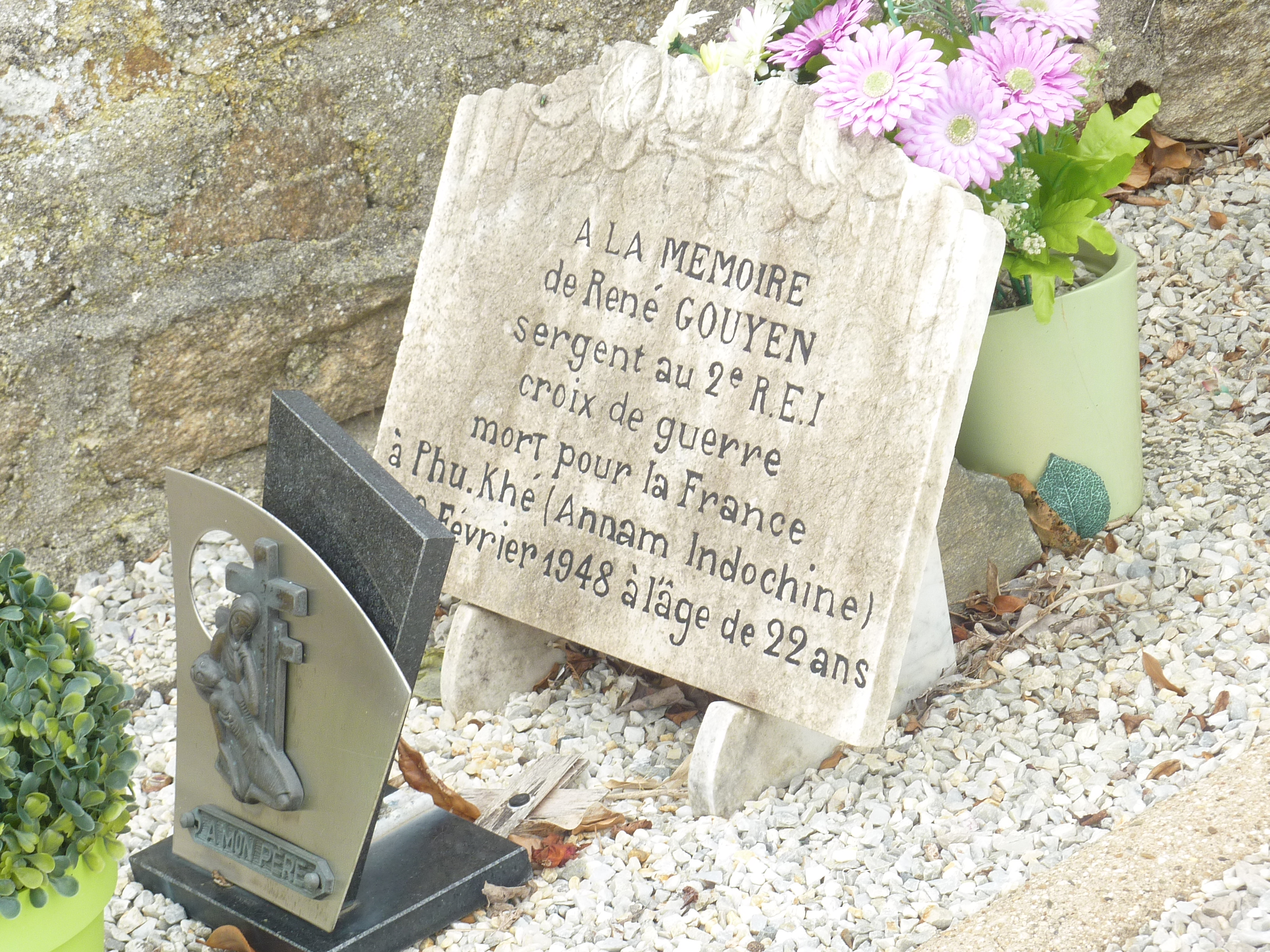
Ex-voto à la mémoire de René Gouyen, mort pour la France pendant la Guerre d'Indochine en février 1948 dans le cimetière de Bénodet.

Un soldat originaire de Bénodet, René Gouyen, est mort pour la France pendant la Guerre d'Indochine.

##### La démocratisation de la voile
À partir des années 1950, mais surtout dans les décennies 60-70, dans la mouvance de démocratisation de la pratique de la voile initiée pour partie par l'école de voile des Glénans, Bénodet connut des années rythmées par les régates de dériveurs et l'activité de ses écoles de voile (YCO et UCPA). Devant la grande plage, quelques précurseurs firent évoluer les premiers catamarans puis les premières planches à voile. À proximité de Bénodet, sur les rives de l'Odet, Éric Tabarly choisit un jour de s'installer et son Pen Duick évoluait régulièrement dans la baie.
Bénodet a aussi connu pendant la décennie 1950 des champions de gouren (lutte bretonne) comme Yvon Morvan et Mathurin Péron.

##### La poursuite de l'essor touristique

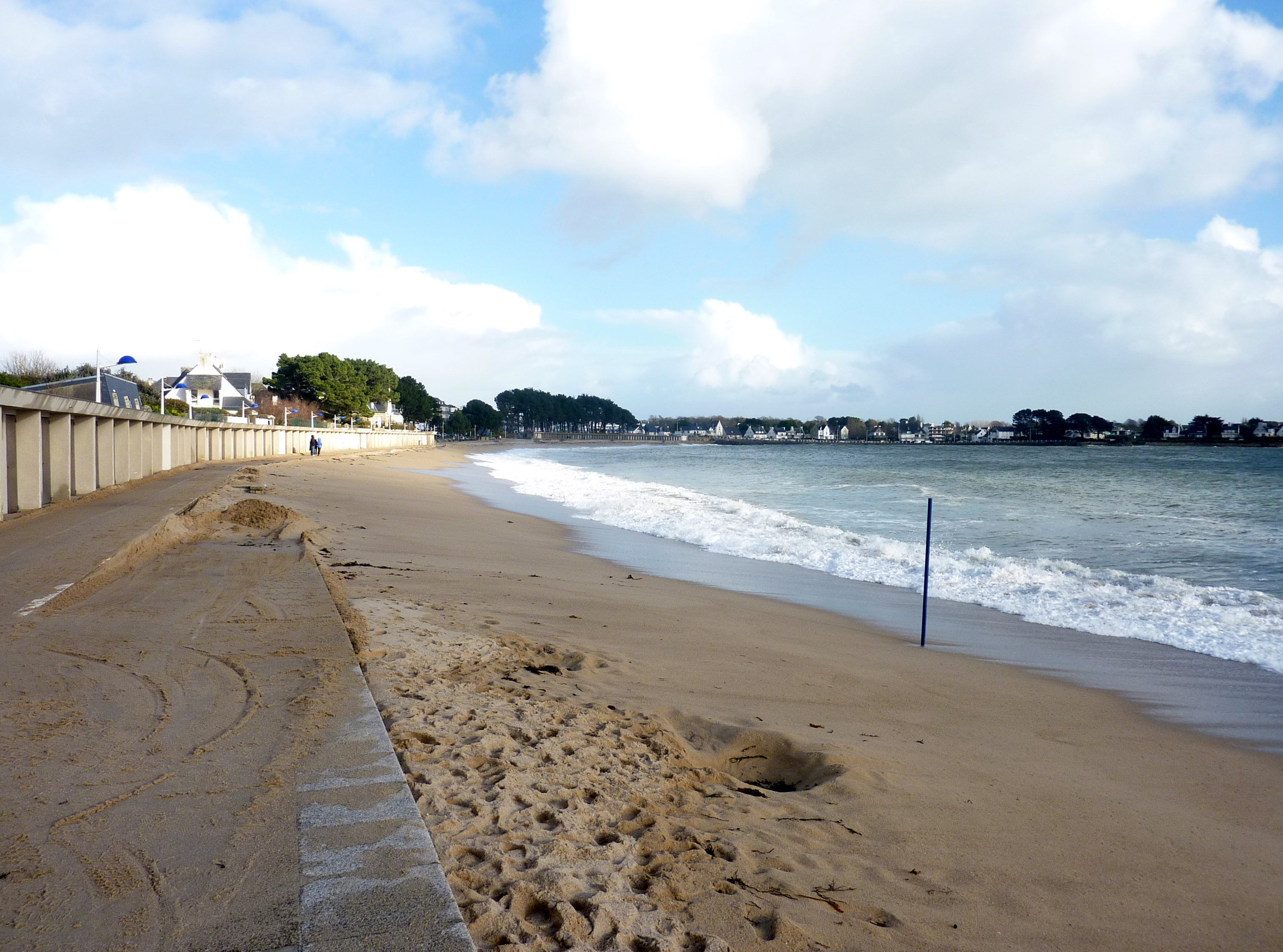
La plage du Trez en plein hiver.

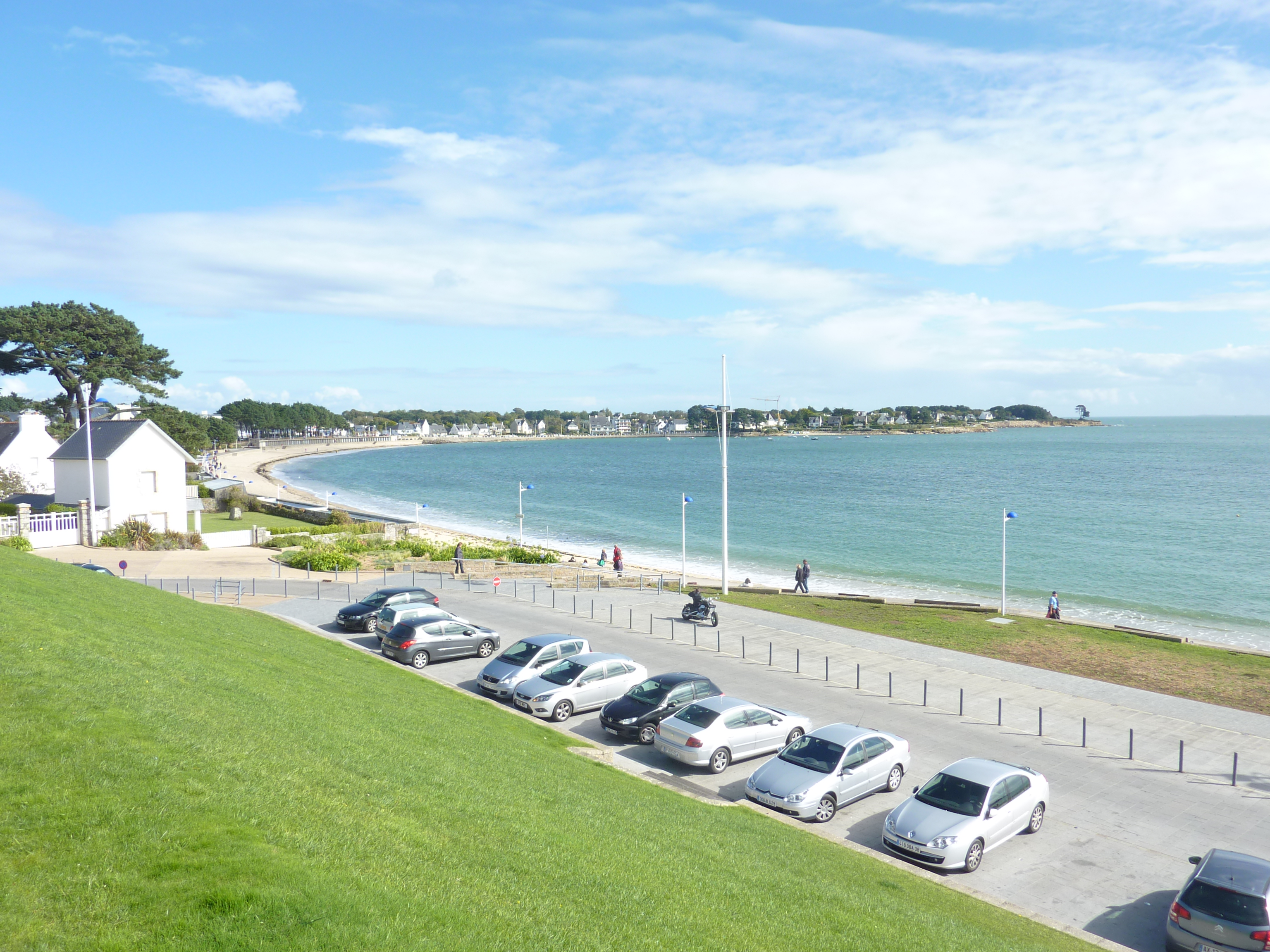
Bénodet : la plage du Trez (ou "Grande Plage").

Le "Palais des Congrès" est ouvert le 1er août 1969, le cinéma et la thalasso un peu plus tard.
En 1971 ouvre le groupe scolaire de Kernével, ce qui entraîne la fermeture des autres écoles publiques.
L'assèchement du marais du Loc'h permet la construction dans la décennie 1970 de l'hôtel "Kastel Moor" et du complexe sportif de Kermoor.
En 1992, Bénodet faisait partie des 10 communes bretonnes ayant la plus forte capacité d'accueil en nombre de places de camping.
En 2012, Bénodet compte 7 hôtels disposant de 256 chambres (4 hôtels 3 étoiles disposant de 178 chambres et 3 hôtels 2 étoiles disposant de 78 chambres), mais le "Grand Hôtel Abbatiale" (un hôtel 3 étoiles disposant de 50 chambres) a été mis en liquidation judiciaire en janvier 2014. La commune dispose aussi de 8 campings d'une capacité totale d'accueil de 2025 emplacements (dont 980 emplacements 4 étoiles et 87 emplacements 3 étoiles et de 25 restaurants.

### LeXXIesiècle
La traversée de l'Odet pendant la saison touristique entre Bénodet et Sainte-Marine a été assurée par le "Picot", qui a transporté à raison de 32 traversées par jour près de 65 000 piétons et cyclistes en 18 ans ; le "P'tit bac" des Vedettes de l'Odet l'a remplacé en 2016.
En 2020 la commune de Bénodet a été celle où les prix médians des maisons (284 000 euros) ont été les plus élevés du Finistère, devançant Combrit (252 500 euros).

## Politique et administration

### Tendances politiques et résultats
Résultat des présidentielles 2012 :
Nicolas Sarkozy : 1 515 voix - 61,01 %

François Hollande : 968 voix - 38,99 %
Résultats du 2d tour des élections législatives 2012 dans la 1re circonscription du Finistère incluant Bénodet
Jean-Jacques Urvoas - Parti socialiste (PS)

Voix obtenues dans la 1re circonscription du Finistère - 62,74 % 31 566 voix

Voix obtenues dans la commune de Bénodet - 40,07 % 755 voix

Georges-Philippe Fontaine - Union pour un mouvement populaire (UMP)

Voix obtenues dans la 1re circonscription du Finistère - 37,26 % 18 743 voix

Voix obtenues dans la commune de Bénodet - 59,93 % 1 129 voix
Résultats des élections municipales de mars 2014.
- Christian Pennanec'h, Bénodet d'abord (DVD): 72,04% avec 1 554 voix, élu dès le premier tour avec 20 élus.
- Yannick Michel, Bénodet Ensemble (UG): 27,96% avec 603 voix et 3 élus.

### Liste des maires
Liste des maires successifs :

### Jumelages
Torpoint (Royaume-Uni) depuis 1987

### Politique environnementale

#### Qualité des eaux de baignade
Au cours de l'été 2013, les prélèvements effectués au milieu de la plage du Trez ont donné un bon résultat pour la qualité des eaux de baignade.

## Population et société

### Démographie

#### Évolution démographique
L'évolution du nombre d'habitants est connue à travers les recensements de la population effectués dans la commune depuis 1793. Pour les communes de moins de 10 000 habitants, une enquête de recensement portant sur toute la population est réalisée tous les cinq ans, les populations de référence des années intermédiaires étant quant à elles estimées par interpolation ou extrapolation. Pour la commune, le premier recensement exhaustif entrant dans le cadre du nouveau dispositif a été réalisé en 2006.
En 2022, la commune comptait 3 878 habitants, en évolution de +9,73 % par rapport à 2016 (Finistère : +2,16 %, France hors Mayotte : +2,11 %).
| 1793 | 1800 | 1806 | 1821 | 1831 | 1836 | 1841 | 1846 | 1851 |
| ---- | ---- | ---- | ---- | ---- | ---- | ---- | ---- | ---- |
| 429  | 529  | 565  | 579  | 667  | 710  | 643  | 712  | 680  |

| 1856 | 1861 | 1866 | 1872 | 1876 | 1881 | 1886 | 1891 | 1896  |
| ---- | ---- | ---- | ---- | ---- | ---- | ---- | ---- | ----- |
| 676  | 657  | 705  | 622  | 704  | 741  | 781  | 875  | 1 035 |

| 1901  | 1906  | 1911  | 1921  | 1926  | 1931  | 1936  | 1946  | 1954  |
| ----- | ----- | ----- | ----- | ----- | ----- | ----- | ----- | ----- |
| 1 094 | 1 234 | 1 362 | 1 312 | 1 346 | 1 421 | 1 549 | 1 675 | 1 674 |

| 1962  | 1968  | 1975  | 1982  | 1990  | 1999  | 2006  | 2011  | 2016  |
| ----- | ----- | ----- | ----- | ----- | ----- | ----- | ----- | ----- |
| 1 882 | 1 922 | 2 087 | 2 285 | 2 436 | 2 750 | 3 159 | 3 392 | 3 534 |

| 2021  | 2022  | - | - | - | - | - | - | - |
| ----- | ----- | - | - | - | - | - | - | - |
| 3 790 | 3 878 | - | - | - | - | - | - | - |

Commentaire : La population de Perguet-Bénodet a été multipliée par presque 8 entre 1793 et 2008, faisant plus que doubler pendant le XIXe siècle, mais triplant pendant le XXe siècle. L'augmentation de la population la plus forte se produit toutefois pendant la seconde moitié du XXe siècle, la commune voyant sa population doubler entre 1954 et 2010, année où est atteint le maximum de la population avec 3 331 habitants. Les périodes de stagnation démographique sont peu nombreuses, la principale s'étant produite entre 1846 (712 habitants) et 1876 (704 habitants) ; une épidémie (la maladie concernée n'est pas connue) touchant des familles entières entre 1836 et 1841 et une autre entre 1866 et 1872 provoquant même de légers déclins démographiques temporaires. Depuis 1968, la population croît par immigration nette (de + 1,2 % à +2,1 % l'an selon les périodes intercensitaires), le solde naturel étant par contre légèrement négatif (de - 0,2 % à - 0,4 % l'an selon les périodes) en raison d'un taux de mortalité (variant entre 12,7 et 14, 5 pour mille) supérieur au taux de natalité (variant entre 12,6 et 8,6 pour mille) : il s'ensuit un taux d'accroissement naturel négatif (- 1,4 pour mille par exemple pour la période 1999-2009). En 2009, la commune a par exemple enregistré 23 naissances et 51 décès. Ceci est dû au vieillissement de la population (32,7 % de 65 ans et plus en 2009 pour 13,2 % de 0 à 19 ans la même année en raison d'un afflux de retraités (33,3 % de retraités en 1999, 44,2 % en 2009 parmi la population âgée de 15 ans et plus).
Sur les 4 126 logements recensés en 2009, 55,6 % sont des résidences secondaires : ce très fort pourcentage s'expliquant par son statut de station balnéaire. Leur nombre a été multiplié par plus de 4 en 41 ans entre 1968 et 2009, passant de 537 à 2296, augmentant beaucoup plus rapidement que celui des résidences principales passées dans le même temps de 662 à 1644.
Après l'Île-Tudy et Carantec, Bénodet est en 2017, selon l'INSEE, la troisième commune du Finistère pour l'importance du revenu des retraités (avec 30 097 euros de revenu imposable)

#### Pyramide des âges
La population de la commune est relativement âgée.
En 2018, le taux de personnes d'un âge inférieur à 30 ans s'élève à 21,4 %, soit en dessous de la moyenne départementale (32,5 %). À l'inverse, le taux de personnes d'âge supérieur à 60 ans est de 46,1 % la même année, alors qu'il est de 29,8 % au niveau départemental.
En 2018, la commune comptait 1 698 hommes pour 1 886 femmes, soit un taux de 52,62 % de femmes, légèrement supérieur au taux départemental (51,41 %).
Les pyramides des âges de la commune et du département s'établissent comme suit.
| Hommes | Classe d’âge | Femmes |
| ------ | ------------ | ------ |
| 1,3    | 90 ou +      | 2,1    |
| 14,3   | 75-89 ans    | 17,3   |
| 28,4   | 60-74 ans    | 28,5   |
| 18,6   | 45-59 ans    | 19,4   |
| 14,5   | 30-44 ans    | 12,5   |
| 9,8    | 15-29 ans    | 8,6    |
| 13,1   | 0-14 ans     | 11,4   |

| Hommes | Classe d’âge | Femmes |
| ------ | ------------ | ------ |
| 0,7    | 90 ou +      | 2,2    |
| 7,8    | 75-89 ans    | 11,5   |
| 19,2   | 60-74 ans    | 20,1   |
| 20,8   | 45-59 ans    | 19,7   |
| 17,7   | 30-44 ans    | 16,6   |
| 17,1   | 15-29 ans    | 14,7   |
| 16,8   | 0-14 ans     | 15,2   |

### Enseignement
- École maternelle et primaire publique de Kernevez.
- École Privée Notre-Dame Steredenn Vor.

### Transports

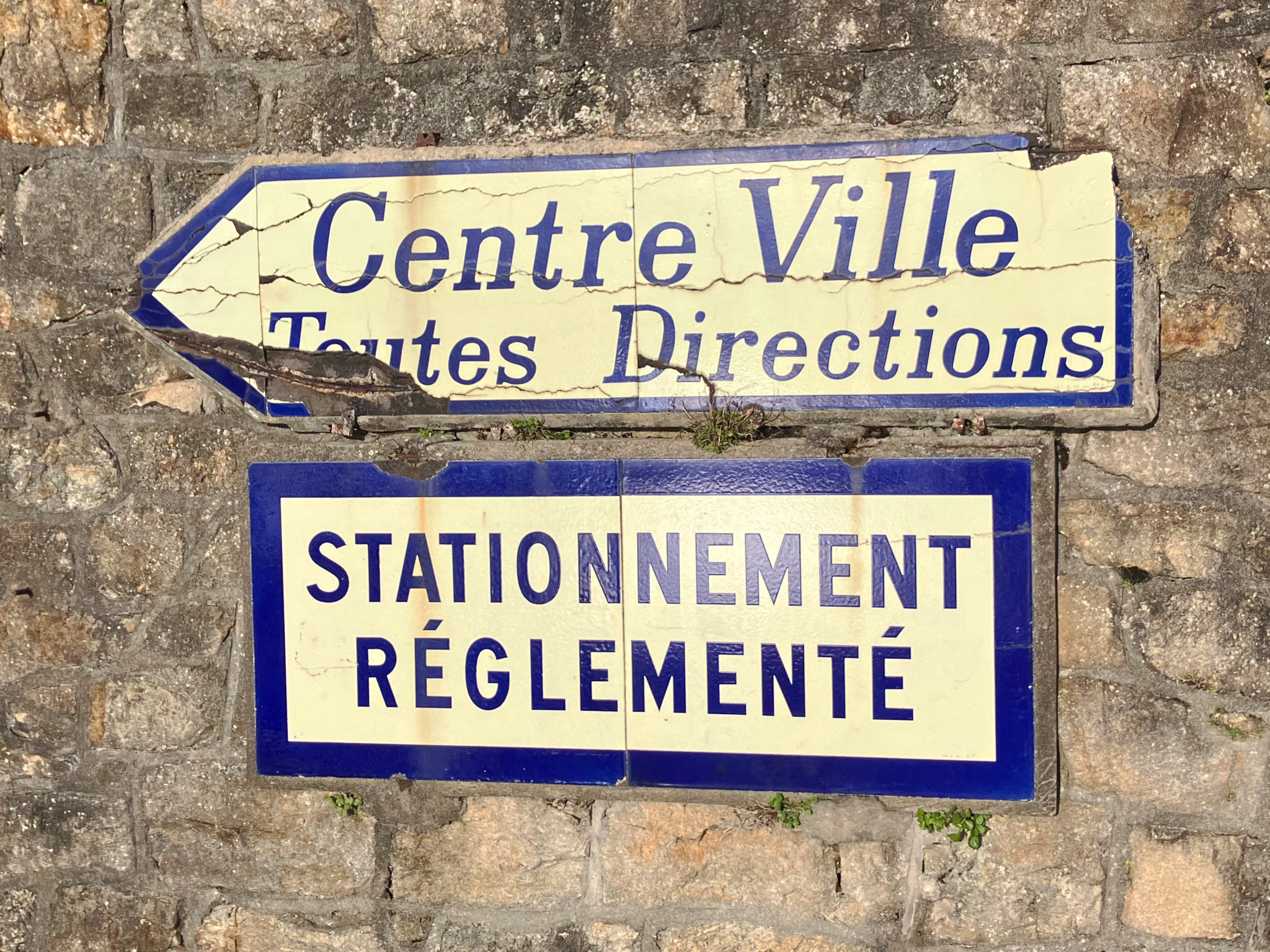
Deux panneaux Michelin scellés dans le mur qui longe l'avenue de l'Odet.

- Un bac piéton assure la traversée des passagers à pied (avec leurs vélos ou poussettes) entre Bénodet et Sainte-Marine. Service de mai au 15 septembre.
- « Les Vedettes de l'Odet » proposent la découverte de l'Odet jusqu'à Quimper, des excursions aux Glénan. Départ de Bénodet, Quimper, Loctudy, Beg-Meil, La Forêt Fouesnant et Concarneau.
- Un service de cars assure plusieurs liaisons quotidiennes entre Bénodet et Quimper : ligne 41 BreizhGo (CAT et Région Bretagne).
- Aéroport de Quimper-Bretagne à 18 km.
- Gare SNCF de Quimper à 16 km.

### Santé
Médecins, deux pharmacies, trois cabinets infirmiers, trois masseurs-kinésithérapeutes, trois ostéopathes, une clinique soins-de-suite, deux pédicures-podologues.

### Sports
- Stages de voile, location et cours particuliers de windsurf, dériveur, catamaran ou kayak : UCPA « Le Letty » ou UCPA « Fort du Coq » externat et location.
- Bénodet tennis club, situé au complexe sportif Poulpry.
- Golf de l'Odet - 18 trous, practice, parcours école 9 trous, stages, leçons - route de Clohars-Fouesnant.
- Pétanque Club à Bénodet au complexe sportif de Poulpry.
- Équitation au haras de la Mer Blanche ou à l'UCPA.

### Manifestations culturelles et festivités
- Depuis 1971, chaque week-end du 1er mai, le Yacht Club de l'Odet organise l'Obelix Trophy[204], course rassemblant environ 200 voiliers pendant 4 jours. En 2013, pour la première fois depuis sa création, la course a cependant due être annulée, faute d'un nombre suffisant d'inscriptions[205]. Il organise également chaque année, le dernier week-end de juin, le Rendez-vous de la Belle Plaisance[206], rassemblement et régates de voiliers classiques ; et dans la première quinzaine d'aout, la remontée de l'Odet. Cette régate dans la rivière peut rassembler jusqu'à une cinquantaine de participants, en majorité des dériveurs.
- Tous les ans, en période estivale, la commune organise des animations (spectacles et concerts) : « L'été en fête ». Elles ont lieu tous les vendredis soir face à la butte du fort.
- Les « Fééries De Bénodet » les 14 & 15 août. Concerts gratuits, musiques du monde celtique et grand spectacle pyrotechnique et musical dans la baie le soir du 15 août. À partir de 2013, le feu d'artifice du 15 août à Bénodet est définitivement annulé[207].
- Tournoi de tennis, tous les étés vers la fin août. Doté de 4 000 euros en 2006.
- Tournois de pétanque organisés tous les jeudis pendant l'été. Le record d'inscription est de 128 doublettes et les prix sont « mises + 30 % ».
- Le musée du Bord de Mer, en plus de son fonds permanent, propose chaque saison une exposition sur une thématique différente.
- De nombreux auteurs, débutants ou confirmés, de la région et d'ailleurs, viennent à la rencontre de leurs lecteurs à la bibliothèque municipale ainsi que dans les magasins de presse et librairies de la station, participant ainsi à la vie culturelle de Bénodet.
- Le marché hebdomadaire se tient chaque lundi matin.

### Loisirs et culture

#### Plages

##### Plage du Trez ou Grande Plage
Située au cœur de Bénodet, bordant la baie exposée au sud, c'est cette grande plage qui attire les premiers estivants du début du siècle dernier. Plusieurs familles ayant des villas font alors construire des cabines de plage sur des socles de granit, comme cela se faisait alors dans de nombreuses stations balnéaires. Ceux qui ne disposaient pas de telles cabines, installaient pour la saison des tentes de plage. Dans les années 1970, une grande partie des cabines dut céder la place à une nouvelle construction de béton, construite en remblai sur le haut de la plage, comportant cabines de plage (en location) et promenade. La partie de plage située face à la butte du fort avait vu ses cabines disparaître à la même époque mais conservait encore les socles de granit témoins de cette époque.

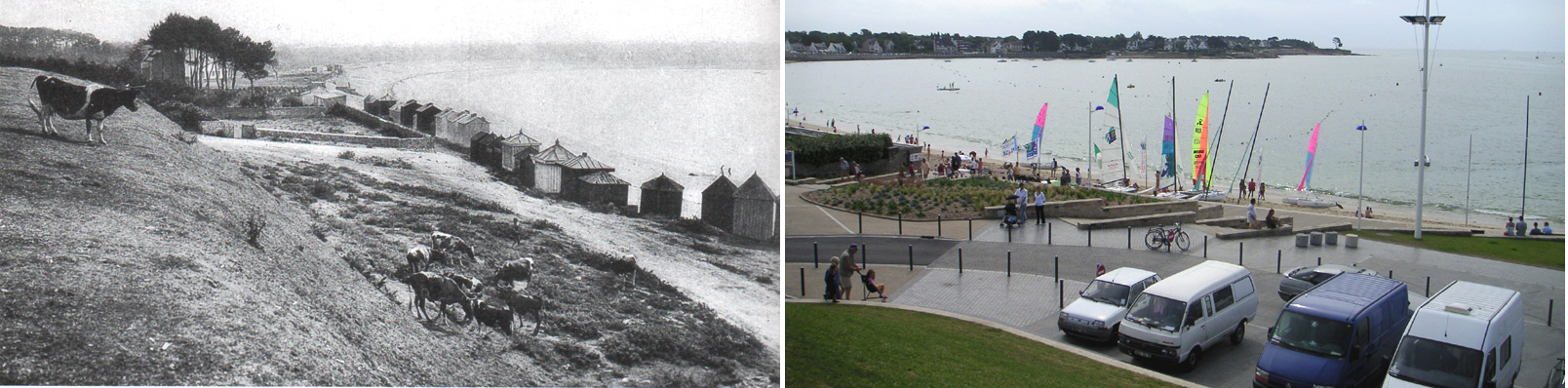
Plus d'un siècle sépare ces deux vues prises sur la butte du fort.

Les derniers travaux d'aménagement réalisés par la Ville firent disparaître ces derniers souvenirs d'une époque révolue et la promenade de béton longe aujourd'hui l'intégralité de la plage. Le remblai réalisé est plus important au niveau de la butte du fort et a fait disparaître les derniers rochers encore présents sur cette partie de la plage. D'autres stations de la région, comme Port-Manech (commune de Névez), ont pour leur part pourtant su conserver et tirer parti de leur patrimoine architectural balnéaire.

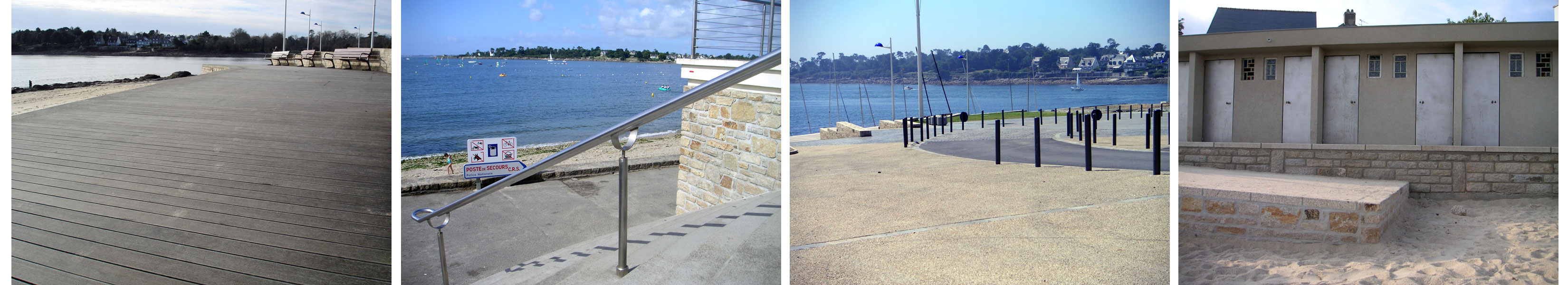
La grande plage en 2011.

L'utilisation du béton dans les nombreux aménagements réalisés à Bénodet depuis près de 20 ans sert aujourd'hui de référence à l'industrie des ciments et bétons.

##### Plage du Coq
Dominée par le phare du Coq et la corniche de l'estuaire, la plage du Coq n'a que peu changé depuis des années. Elle se prolonge jusqu'à la cale de l'ancien bac reliant Bénodet à Sainte-Marine et constitue de fait le début de la rive orientale de l'Odet.

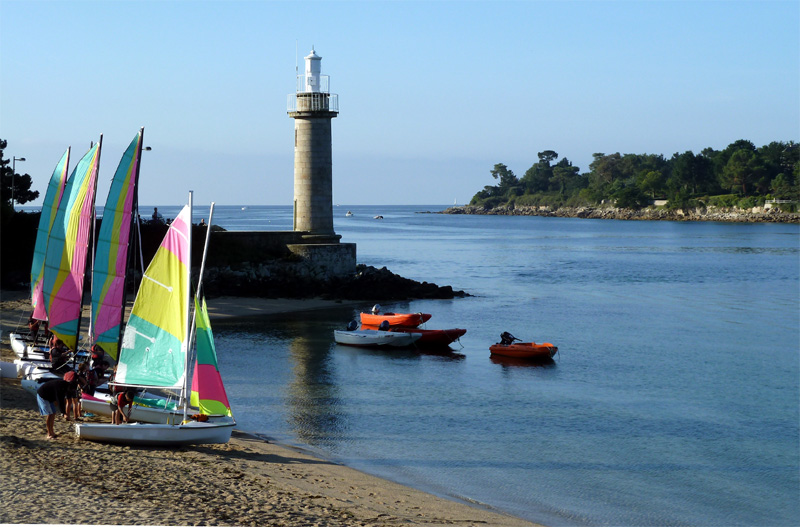
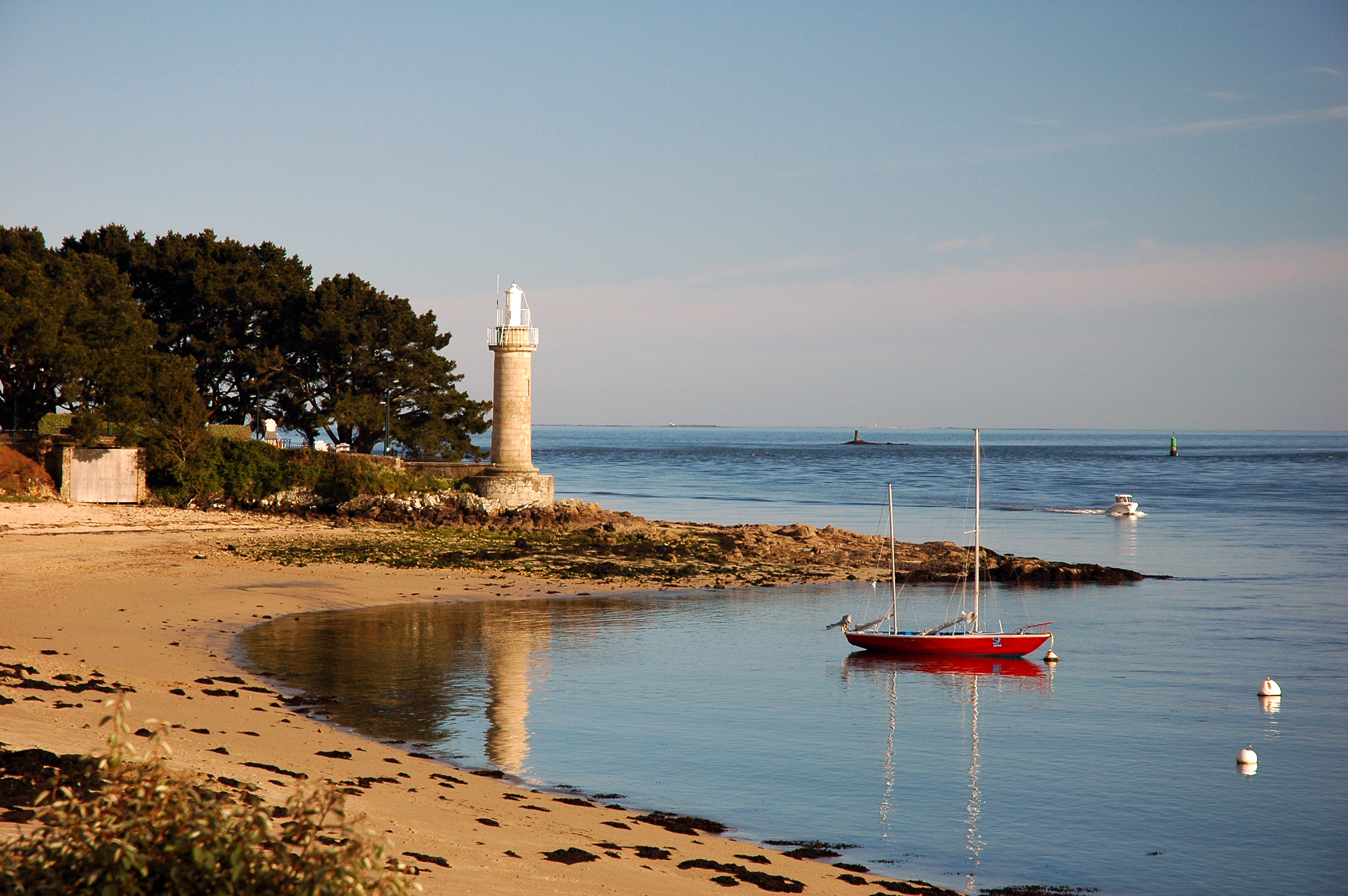

##### Plage du Letty
Au débouché de la Mer Blanche, véritable petite mer intérieure nichée au sein d'un environnement naturel protégé, la plage du Letty fait face au cordon dunaire filant jusqu'à la pointe de Mousterlin.

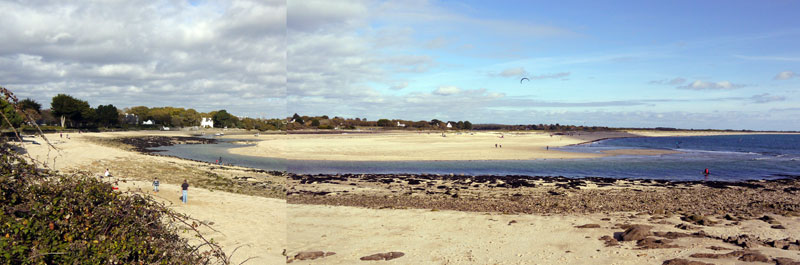
La Mer Blanche à Bénodet, à gauche : le Letty.

#### Port de plaisance

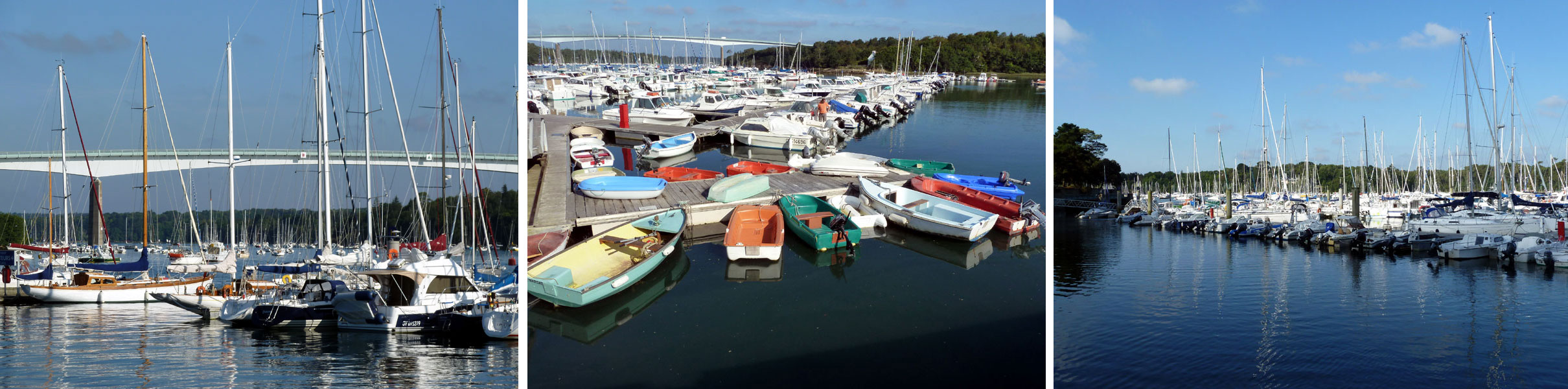
Le port de plaisance de Bénodet.

Accessible par tout temps, à toute heure de la marée et pour tous types de bateaux, le port de plaisance de Penfoul-Bénodet propose 500 places sur ponton et 250 places sur bouée.

#### Casino

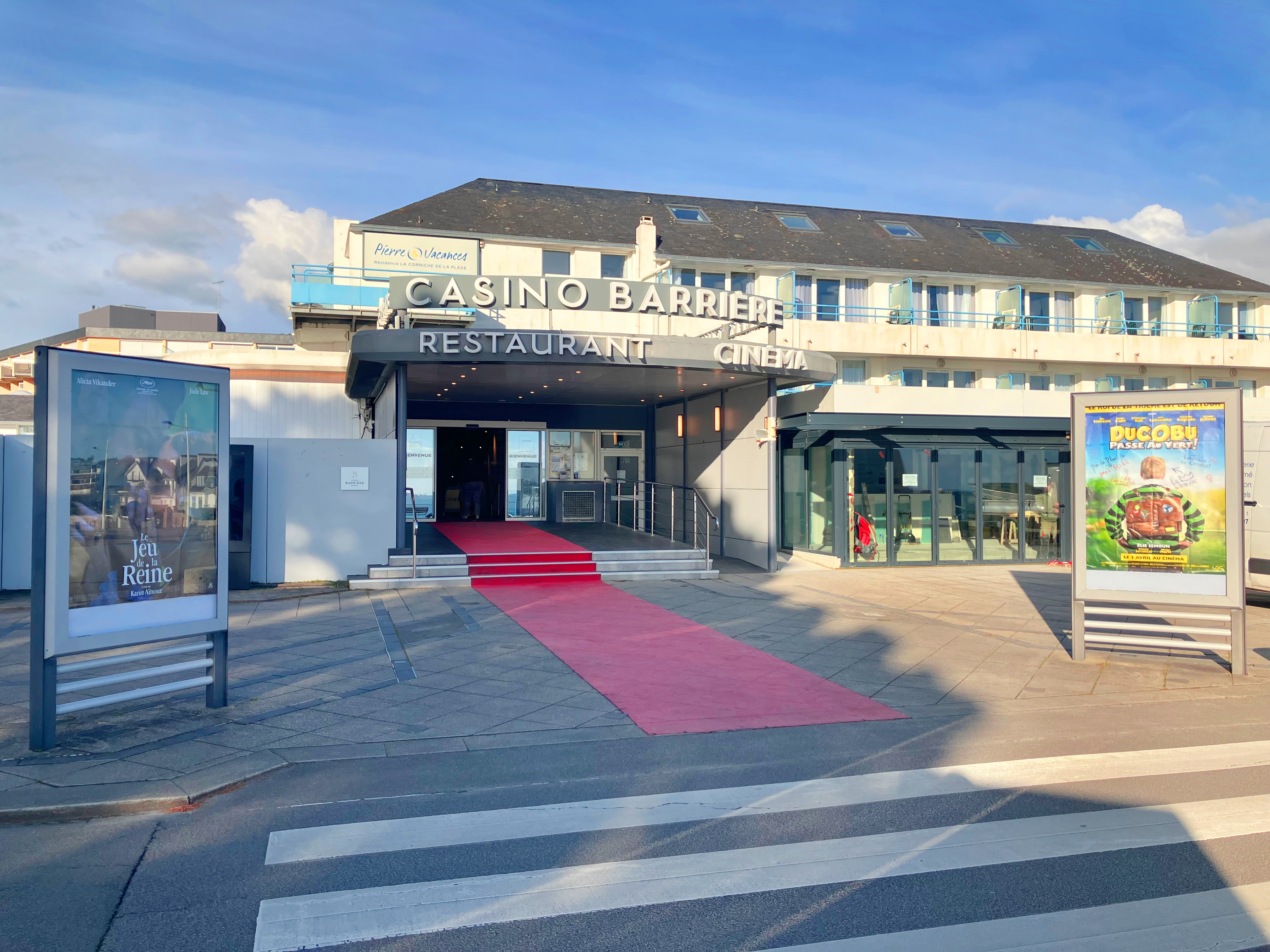
Le casino Barrière de Bénodet, avec son restaurant et sa salle de cinéma.

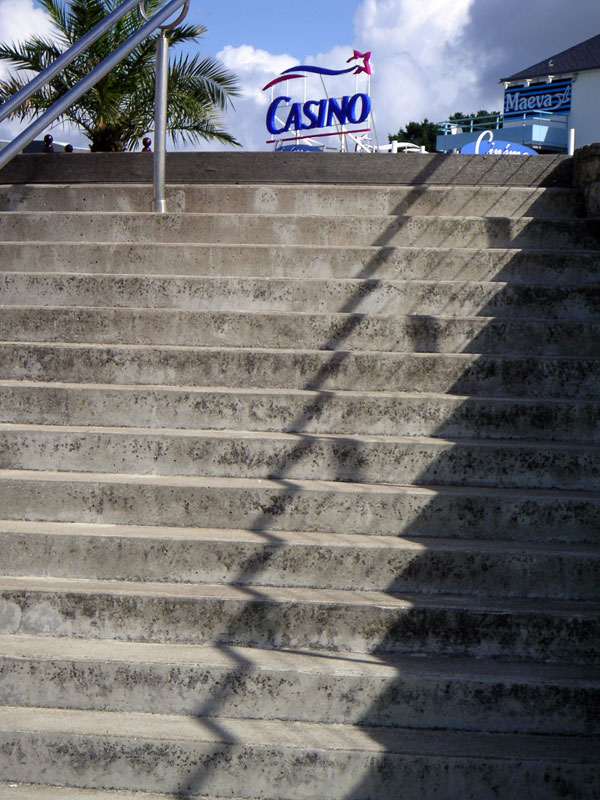
Le casino de Bénodet.

Administré par le groupe Lucien Barrière, le casino de Bénodet figurait, en 2009, en soixante-troisième place dans le classement national des établissements de ce type, treize étant installés en Bretagne.
C'est le statut de station classée de tourisme qui a permis que puisse s'installer un casino à Bénodet, permettant ainsi à la commune, comme la loi le prévoit, de se voir reverser près de 15 % du produit brut des jeux. L'arrivée des machines à sous en 1992 fit exploser cette participation au budget municipal (près de 2 M€ en 2007). Aménagements urbains et festivités estivales de Bénodet en bénéficièrent directement.
Au casino de Bénodet, les mises sont possibles dès un centime d'euro, permettant ainsi à tous les publics de pouvoir jouer, participant de ce fait à la démocratisation des jeux d'argent et assurant ainsi à l'établissement une fréquentation constante.

#### Centre de thalassothérapie
Thermes Marins de Bénodet : salle d'aromathérapie, hammams, saunas, rivière de marche d'eau froide et salle de gymnastique. Le centre dispose également d'un bassin d'eau de mer chauffé à 31 °C.

#### Cinéma
Deux salles numériques de 110 et 310 places équipées en 2D et 3D : Cinémarine Bénodet - Corniche de la plage.

#### Bibliothèque
Espace Jean-Boissel - avenue de la Mer.
- 10 000 ouvrages
- Prêt de cassettes vidéo, DVD, CD et CD-Rom
- Espace enfants jeunesse
- Salle de lecture
- Recherche informatisée des livres.

#### Danse et musique bretonne
Le Cercle Celtique « Korollerien Bénodet » (qui signifie : « Danseurs de Bénodet ») fut créé en 1942 à l'initiative du Dr Jacq. Étudiant à Rennes mais issu d'une ferme bénodetoise, il fonda le groupe avec l'aide de sa sœur Marie Ange. Ce fut pour les jeunes de la région une vraie révélation mais surtout une prise de conscience de l'importance du folklore breton. Ainsi, de 1942 à environ 1958 les Korollerien Bénodet connurent un certain succès et virent leur apogée en 1951, date à laquelle Mlle Jeannine Louédec devint « Reine des Voiles Blanches » et surtout « Reine de Cornouaille ».
Au fil des ans, cependant, la ferveur et l'enthousiasme diminuèrent malgré les efforts de quelques passionnés. En 1972, Jean René Guirinec redonna un nouvel élan au cercle : Mlle Agnès Colliou obtient un titre de Deuxième Demoiselle d'Honneur. Quelques années plus tard le cercle réussit à s'illustrer de nouveau au Festival de Cornouaille, en obtenant un titre de Première Demoiselle d'Honneur en la personne de Mlle Françoise Boussard. Malgré des efforts considérables et réitérés, le cercle des "Korollerien Bénodet" se voit contraint d'abandonner ses illusions en 1986.
En décembre 1996, cinq jeunes gens (Nicolas Bosser, Marie Cajean, Nathalie Désothez, Brigitte Nédélec, René Tudal), issus du terroir de l'Aven, en mal de culture bretonne, cherchant leur route parmi les différents cercles de Cornouaille, se retrouvèrent à Bénodet. À force de discours, d'engagement, de fierté pour la Bretagne et d'expérience, le projet de faire revivre le Cercle devient réalité et voit le jour en janvier 1997. Mlle Marie Cajean, sa présidente, porte haut les couleurs de Bénodet pour sa grande première.
Le cercle celtique « Korollerien Bénodet » comprend actuellement une quarantaine de membres dont une dizaine d'enfants.
Le cercle présente trois types de costumes féminins, le costume porté est celui de la région fouesnantaise (Giz Fouen) et comprend :
- Des costumes des années 1900 en velours et drap noir, certains étant perlés. Un costume des années 1930 en crêpe noir, brodé et perlé. Plusieurs costumes datant des années 1940 en velours noir, perlés et brodés de différentes couleurs. La coiffe et les collerettes sont différentes selon les époques : celles des années 1900 étant plus petites que celles des années 1940.
- Le costume des hommes est celui des années 1940. Il est constitué d'un pantalon rayé, d'une chemise blanche, d'un gilet et d'une veste de velours et drap noir ainsi que d'un chapeau à boucle.

Les danses effectuées au sein du cercle celtique, au programme : Kas Ha Barh, valse / valse écossaise, Avant-deux-de-travers, gavotte de l'Aven, suite Bigoudène, gavotte des Montagnes, pas de sept, hanter dro et bien d'autres.

## Culture locale et patrimoine

### Monuments civils
- Menhir de Poulquer, seul et dernier vestige des monuments mégalithiques ayant certainement existé sur le territoire de la commune[22].
- Le Grand phare ou feu de la Pyramide.
- Le phare du Coq.
- Le fort du Coq. Cet édifice initialement connu sous le nom de « batterie de Bénodet » fut construit en 1862 face à la baie. Il n'était toutefois que peu visible depuis la mer grâce à une levée de terre, la butte du fort. Le fort n'eut visiblement aucune utilisation militaire et ne semble pas non plus avoir connu la moindre présence militaire en ses murs. Le fort resta longtemps propriété des services de la Marine. En 1958, le Yacht Club de l'Odet en devint locataire et y créa une école de voile dans les années 1970. Depuis la mer, on voyait de loin les lettres blanches YCO présentes sur la butte qui servait également à donner le départ des nombreuses régates qui avaient alors régulièrement lieu dans la baie, face à la plage. L'édifice fut finalement acquis par la municipalité en 1990. La butte fut remaniée et sa pente atténuée afin de permettre aux spectateurs des concerts estivaux de pouvoir rester assis sans glisser. Les trois lettres blanches ont disparu dans l'opération.
- Le « Grand Hôtel » ou « Grand Hôtel Abbatiale » : construit en 1880 le « Grand Hôtel » constitue un bel exemple de ce que fut l'hôtellerie de tourisme « Belle Époque » de la région. Sarah Bernhardt y séjourna, tout comme Émile Zola, André Chevrillon ou Jean Rostand. Jean Boissel[214] y consacra sa vie, jusqu'en 1988, tout en étant un artisan du développement touristique de Bénodet. Les yachtmen britanniques, nombreux à fréquenter l'escale bénodétoise, appréciaient tout particulièrement l'hôtel et formaient une part importante de sa clientèle.
- Villa « Menez Frost » : figurant sur les cartes de 1879 sous le nom de « Château Levainville », seule construction édifiée sur les hauteurs du bourg et dominant alors la lande (« Menez frost » pouvant se traduire par « mont pelé »), cette villa fut construite au cœur d'une grande propriété, par Gustave Levainville, alors préfet du Finistère. La construction débuta en 1872 sous la surveillance de l'architecte quimpérois Joseph Bigot (1801 - 1894) qui en dressa les plans. La construction fut achevée en 1875[215]. L'après-guerre voit le démembrement de la propriété et la disparition de ses superbes plantations. Par la suite, la villa fut vendue et transformée en hôtel puis, à l'heure actuelle, en appartements locatifs.
- Villa KerMadalen ou Magdalena : communément appelée « Le Minaret », elle est construite entre 1926 et 1928 par Albert Laprade et son assistant Léon Bazin pour Maurice Heitz-Boyer. L'architecte et le commanditaire ont tous-deux séjourné au Maroc ; Laprade en tant qu'architecte et urbaniste, Heitz-Boyer comme médecin de Thami El Glaoui, pacha de Marrakech. Cette expérience commune du mode de vie marocain est certainement à l'origine de cette villa[216]. Située à l'embouchure de l'Odet, elle présente en effet une synthèse de style andalous-marocain et moderne, introduisant à la fois des modèles d'architecture paquebot employés par les architectes parisiens comme Pierre Patout, mais aussi des éléments caractéristiques du riad marocain. Pour sa construction, on fait appel à des ouvriers italiens dont certains s'installent par la suite à Bénodet. Pour sa part, le Glaoui contribue au chantier en envoyant une dizaine d'ouvriers mosaïstes marocains afin d'orner l'intérieur de la maison de zelliges[217]. Il en résulte une architecture moderne décorée à l'orientale, dotée de tout le confort dont peut jouir une villa balnéaire aussi luxueuse à cette époque : hammam et sauna en sous-sol, solarium sur le toit, accès direct en sous-sol vers le garage à bateau de la plage du Coq, etc. Il est totalement architecturé, conçu pour être traversé en empruntant des allées pavées de galets polychromes, bordées de parterres plantés en damiers enserrés de pièces de verdure, ouvrant des vues sur le rivages, menant à des fontaines et une piscine. Le lien entre l'architecture, son environnement végétal et minéral et le paysage est particulièrement étroit[218]. Très vite, la tour de l'édifice offrant une vue sur l'estuaire, qui peut rappeler la cheminée d'un paquebot, donne pourtant à la villa son surnom de « Minaret ». L'histoire de sa construction et son propriétaire, très liés au Maroc, explique davantage ce nom d'usage. Maurice Heitz-Boyer y reçoit notamment le maréchal Hubet Lyautey et bien-sûr le Glaoui. En 1951, la villa est vendue et devient l'hôtel restaurant « Le Minaret ». En 1983, le bâtiment est surélevé d'un étage pour pouvoir accueillir davantage de touristes. Depuis quelques années, le Minaret est redevenu une villa privée, entièrement rénovée, en grande partie selon les plans et les décors d'origine. Seule la terrasse dominant la corniche et aménagée en 1983 pour en faire un bar-restaurant, « L'Alhambra », conserve son activité commerciale et offre à ses clients l'une des plus belles vues que l'on puisse trouver à Bénodet dans un établissement de ce type.
- La balustrade à trèfles (rosaces quadrilobées) de la villa « Les Arcades », 37 bis, avenue de l'Odet, qui provient du clocher de l'église Saint-Mathieu de Quimper[219].

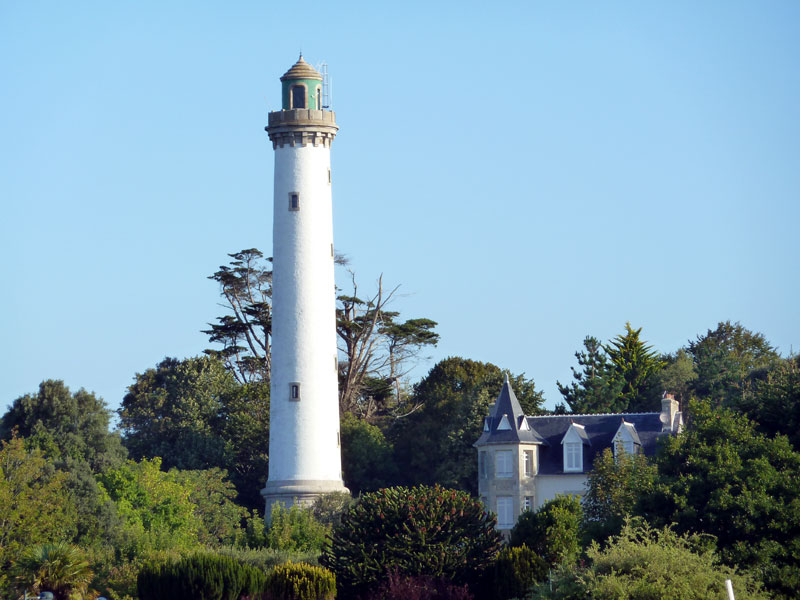
Le grand phare.
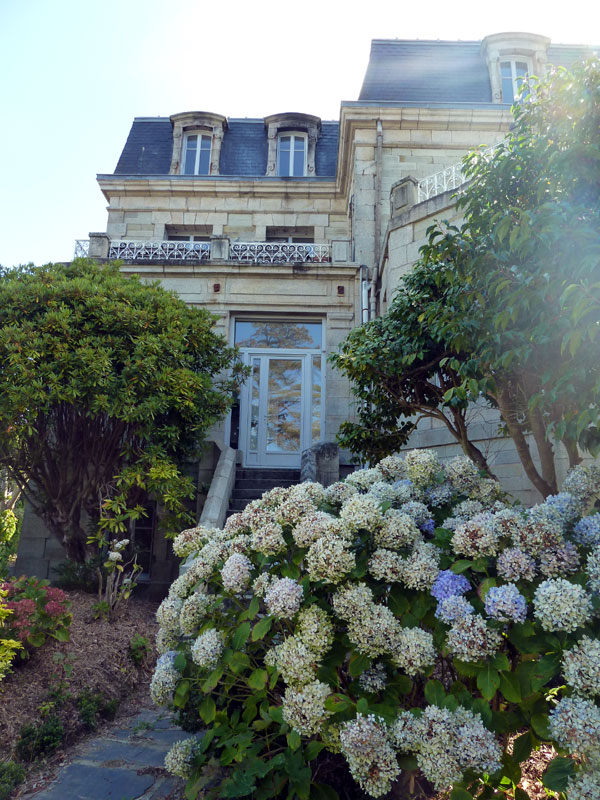
Villa Menez Frost en 2011.
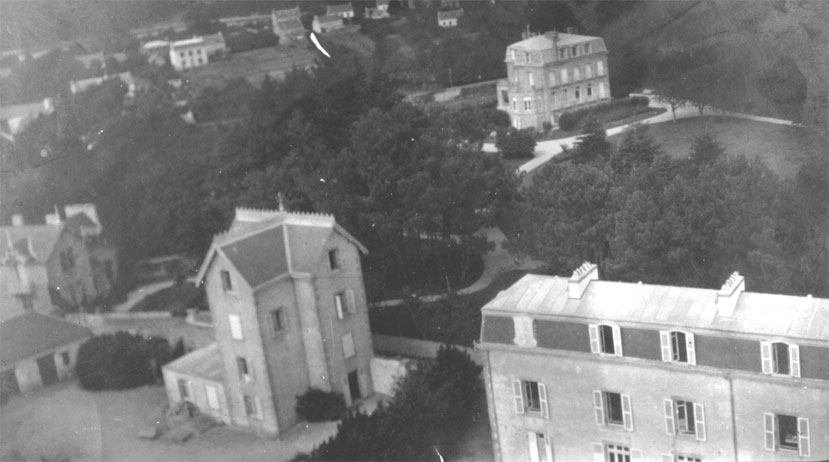
À l'arrière-plan, Menez Frost. Vue aérienne de Bénodet, début du XXe siècle.
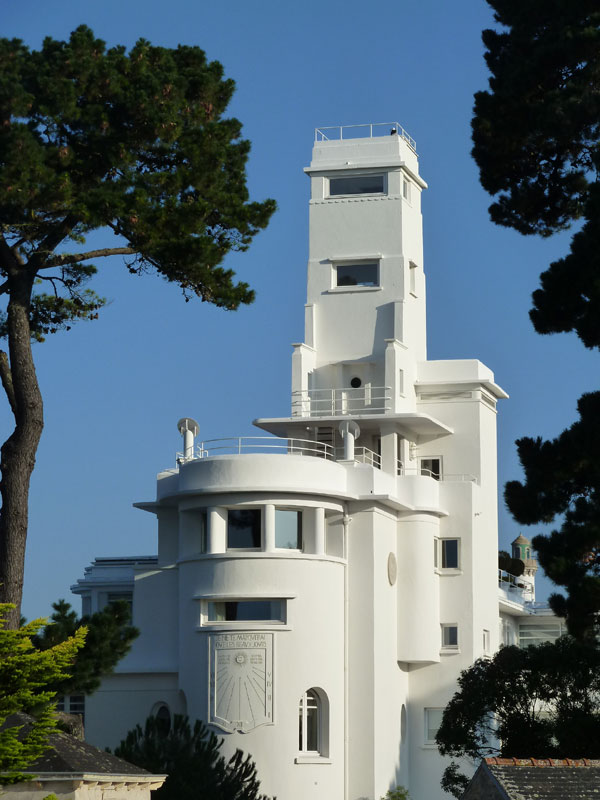
Le Minaret en 2011.
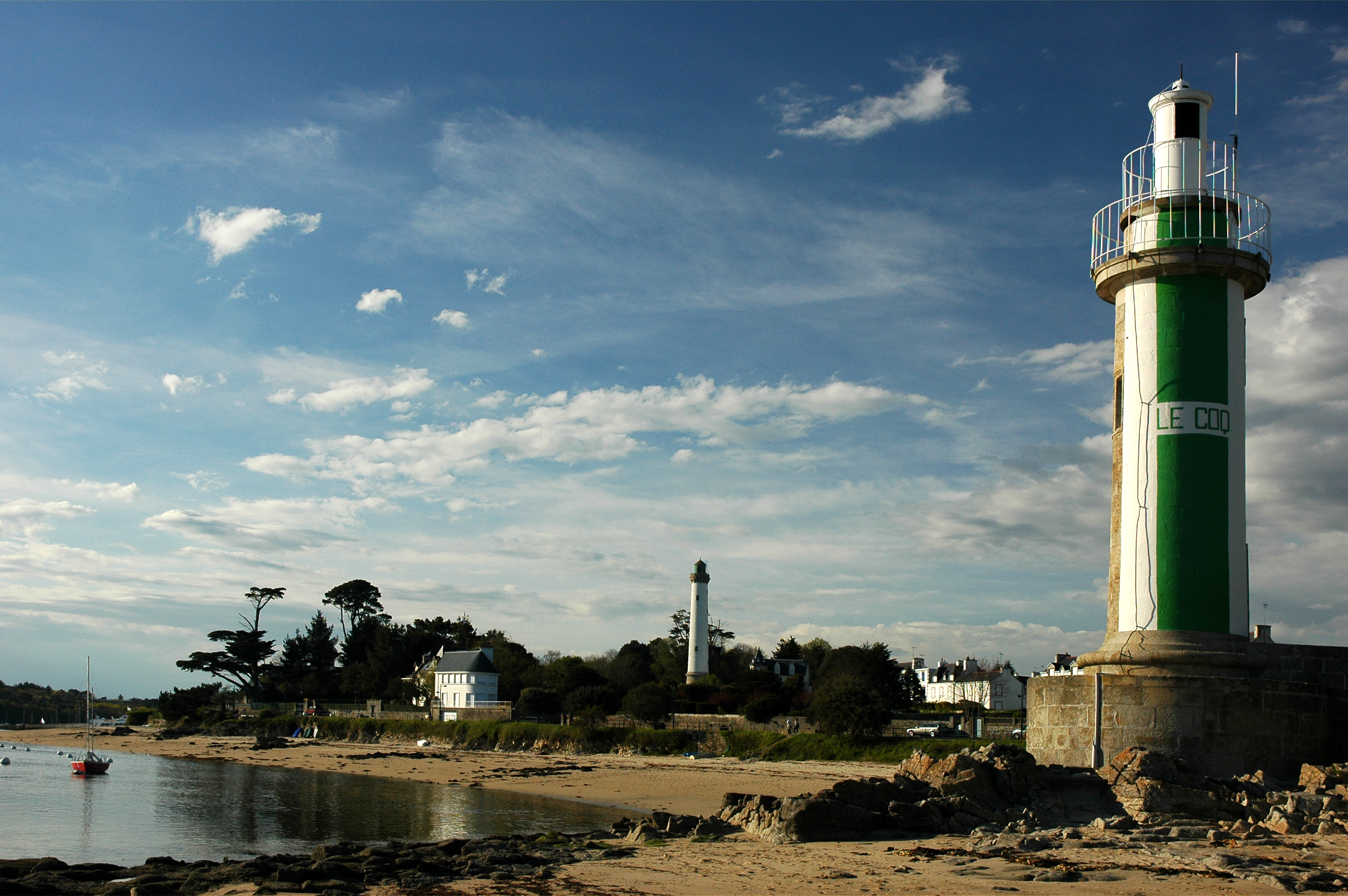
Feu du Coq.

### Monuments religieux

#### Chapelle Sainte-Brigitte de Perguet
La chapelle Sainte-Brigitte de Perguet est une église dédiée à sainte Brigitte, une sainte irlandaise dont le culte est célébré en Bretagne depuis le VIe siècle (mais elle a aussi deux autres patrons, saint Laurent et saint Herbot). Le nom de la paroisse s'écrivait d'ailleurs autrefois Berchet, ancien nom de sainte Brigitte. C'est l'ancienne église paroissiale de Bénodet. Elle est classée monument historique depuis l'arrêté du 18 avril 1916.
De l'édifice roman construit à la fin du XIe siècle ou au début du XIIe siècle subsiste la nef de trois travées avec bas-côtés, couverte de charpente. On note une différence d'agencement entre les deux côtés de la nef. Le côté nord, plus dépouillé, de grandes arcade à double rouleau, surmontés de grandes fenêtres ébrasés. Les deux travées orientales du côté sud présentent une tout autre élévation : les arcades à simple rouleau sont portés par des piles rectangulaires flanqué d'un pilastre engagé côté nef, surmonté au-dessus de l'impose  par des demi-colonnes engagées qui supportent de grands arcs de décharge de plein cintre encadrant les fenêtres hautes. Les bases des colonnes posées sur l'imposte, en chapiteau renversé, sont ornées de petits personnages. Les chapiteaux sont sculptés d'entrelacs. L'arc triomphal, repris au XVIe siècle, est formé d'une arcade à double rouleau inscrite dans un arc en tiers-point. Il donne sur le transept et le chœur non saillant, élevés au XVIe siècle, donnant à l'édifice la forme d'un tau.
La chapelle est complétée et agrandie aux XVe et XVIe siècles par l'ajout du mur d'enceinte et sa porte triomphale, d'un calvaire, d'un porche et d'un ossuaire, le tout formant alors un véritable enclos paroissial.
L'édification de l'ossuaire de type reliquaire d'attache sur le flanc sud-ouest de l'église a fossilisé une portion de mur roman qui a conservé à l'abri des intempéries son enduit extérieur d'origine. Il est orné d'un décor gravé et peint : quatre figures géométriques et l'amorce d'une cinquième (cercles concentriques faisant penser à des cibles dans lesquels s'inscrivent des triangles dans une disposition rayonnante). Ils constituent l'unique témoin connu des enduits décoratifs extérieurs du XIIe siècle.
Trois pardons étaient traditionnellement organisés : celui de sainte Brigitte, le dimanche qui suit sa fête (le 23 juillet), celui de Saint-Laurent le deuxième dimanche d'août, celui de saint Herbot le dimanche de la Trinité.

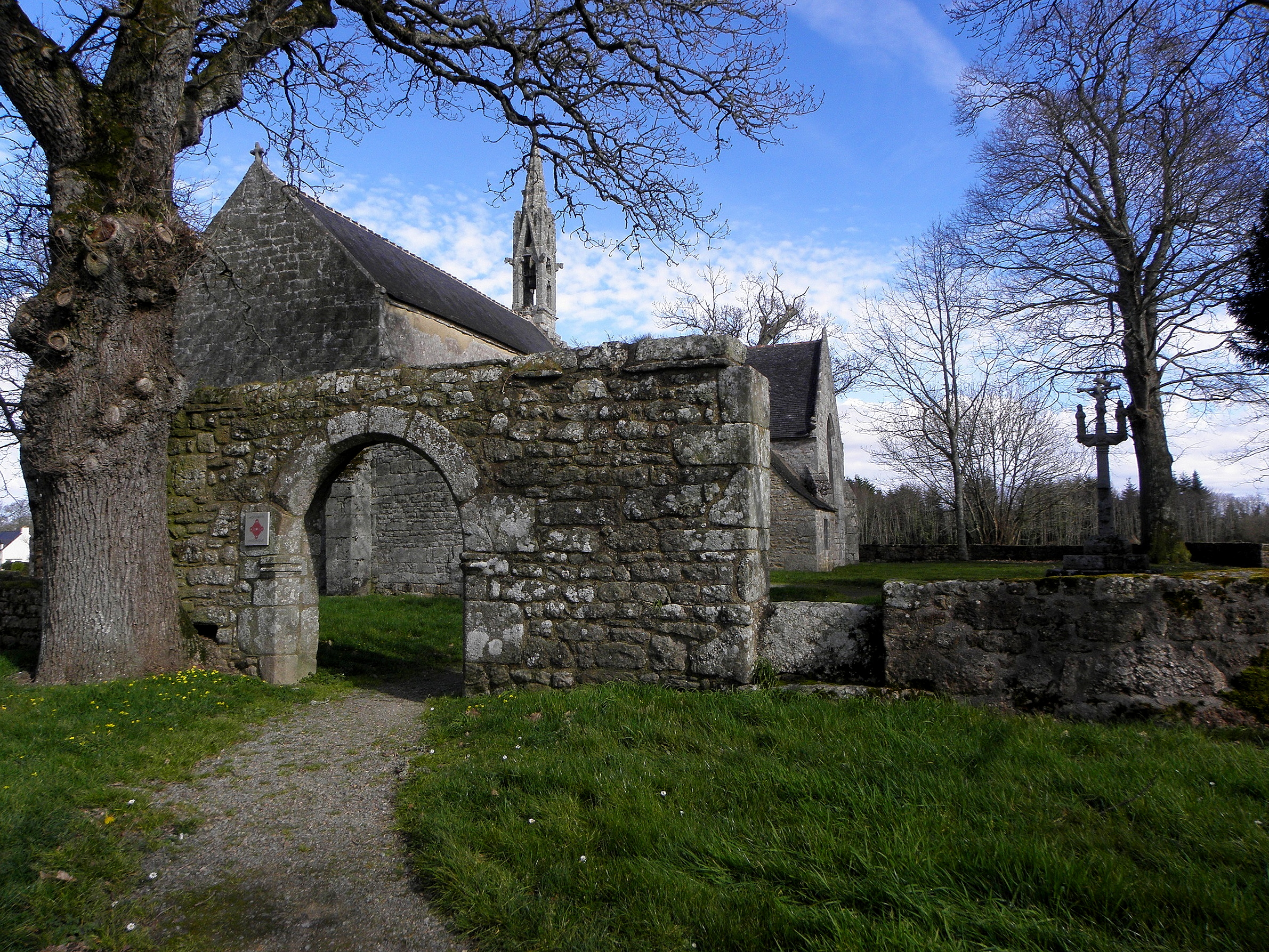
Entrée du clos.
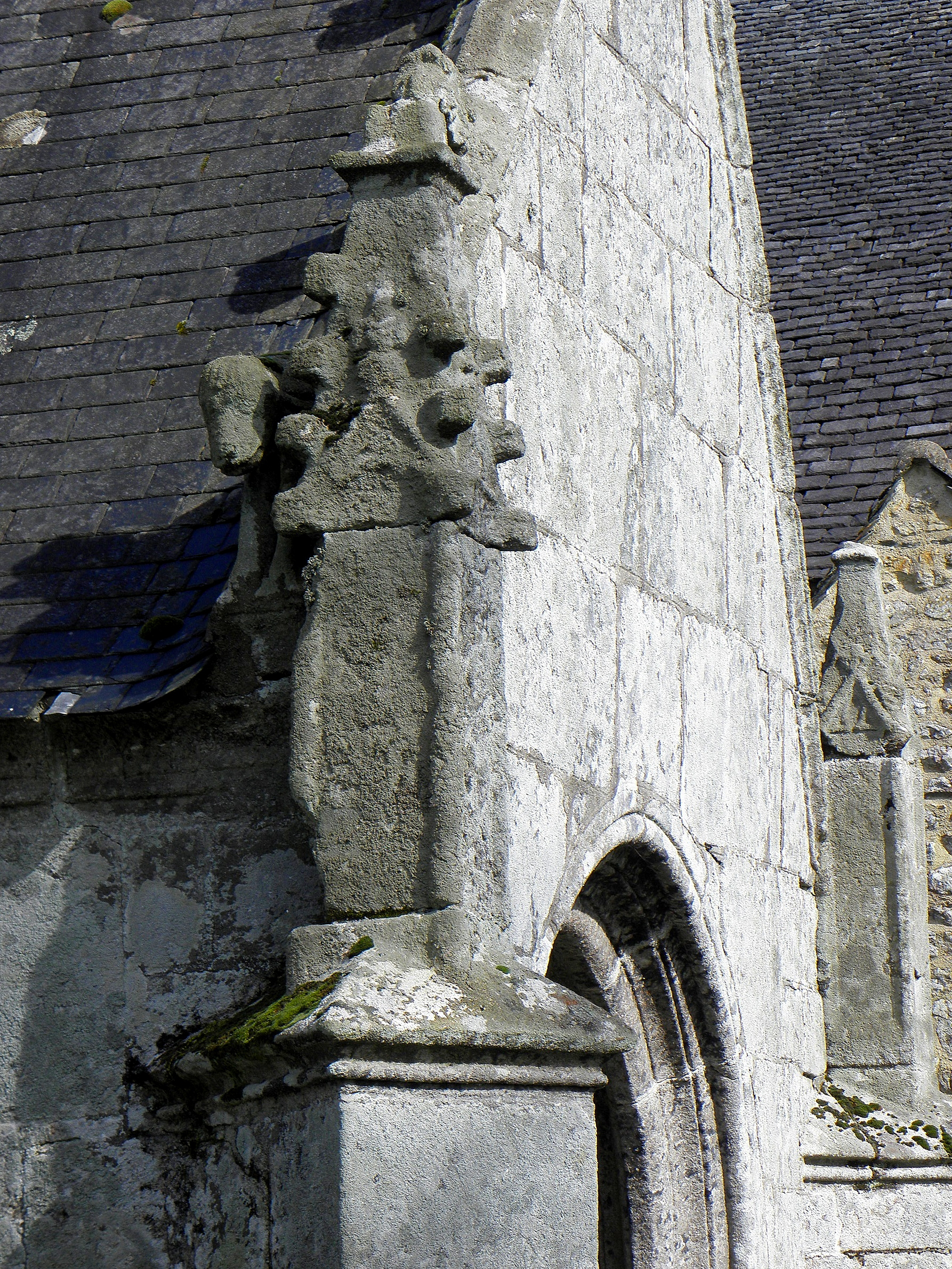
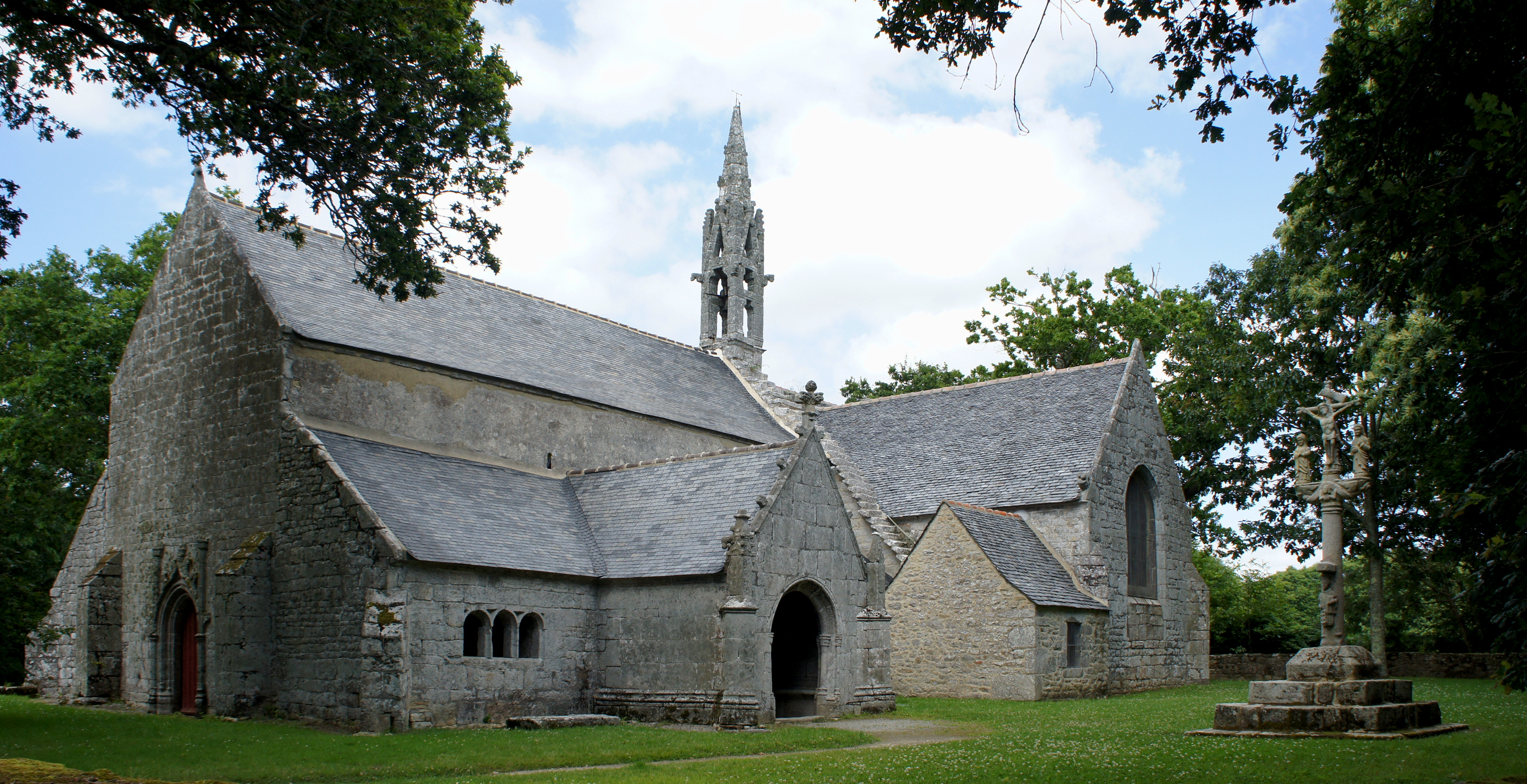
Chapelle.
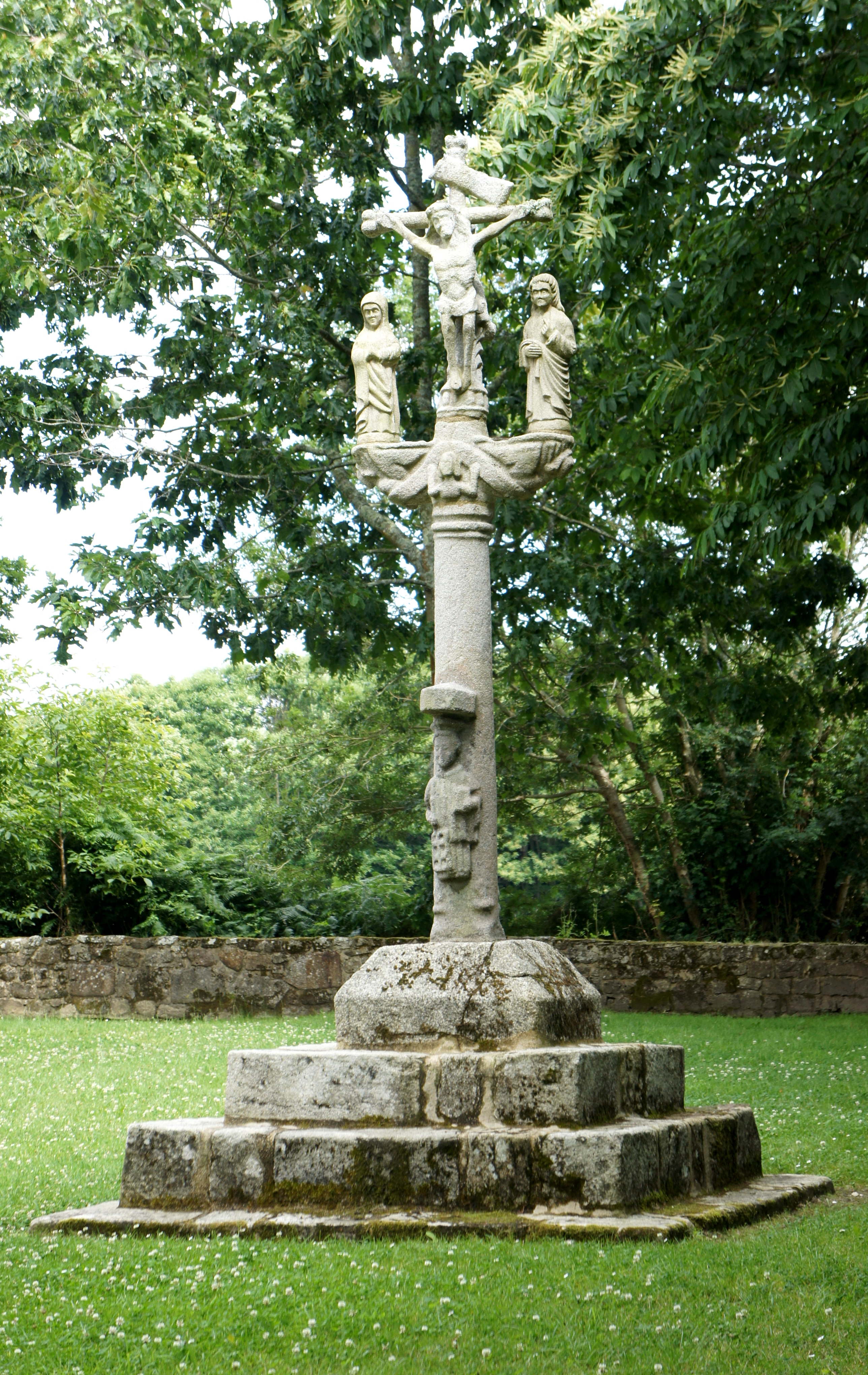
Calvaire.
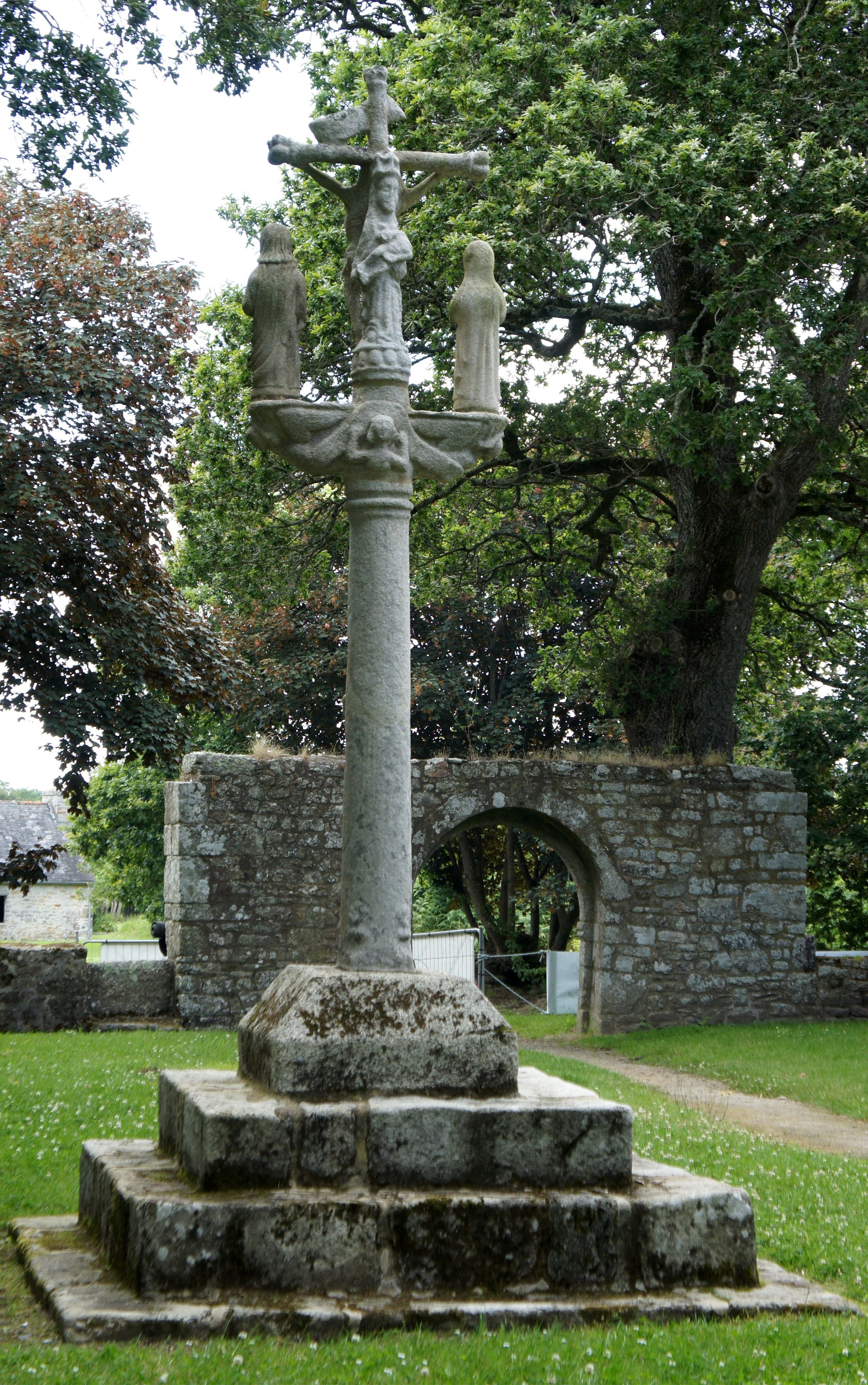
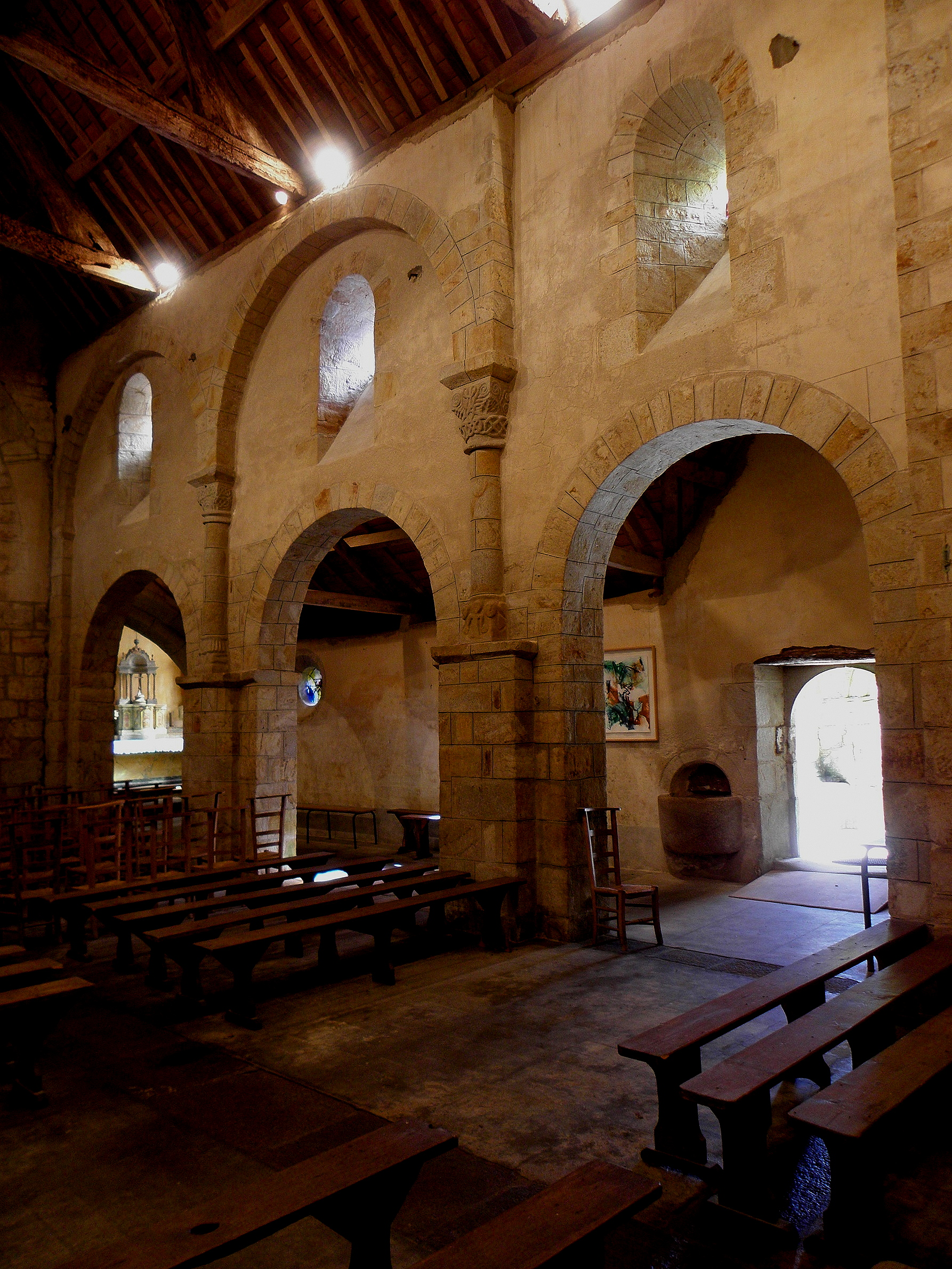
Intérieur.
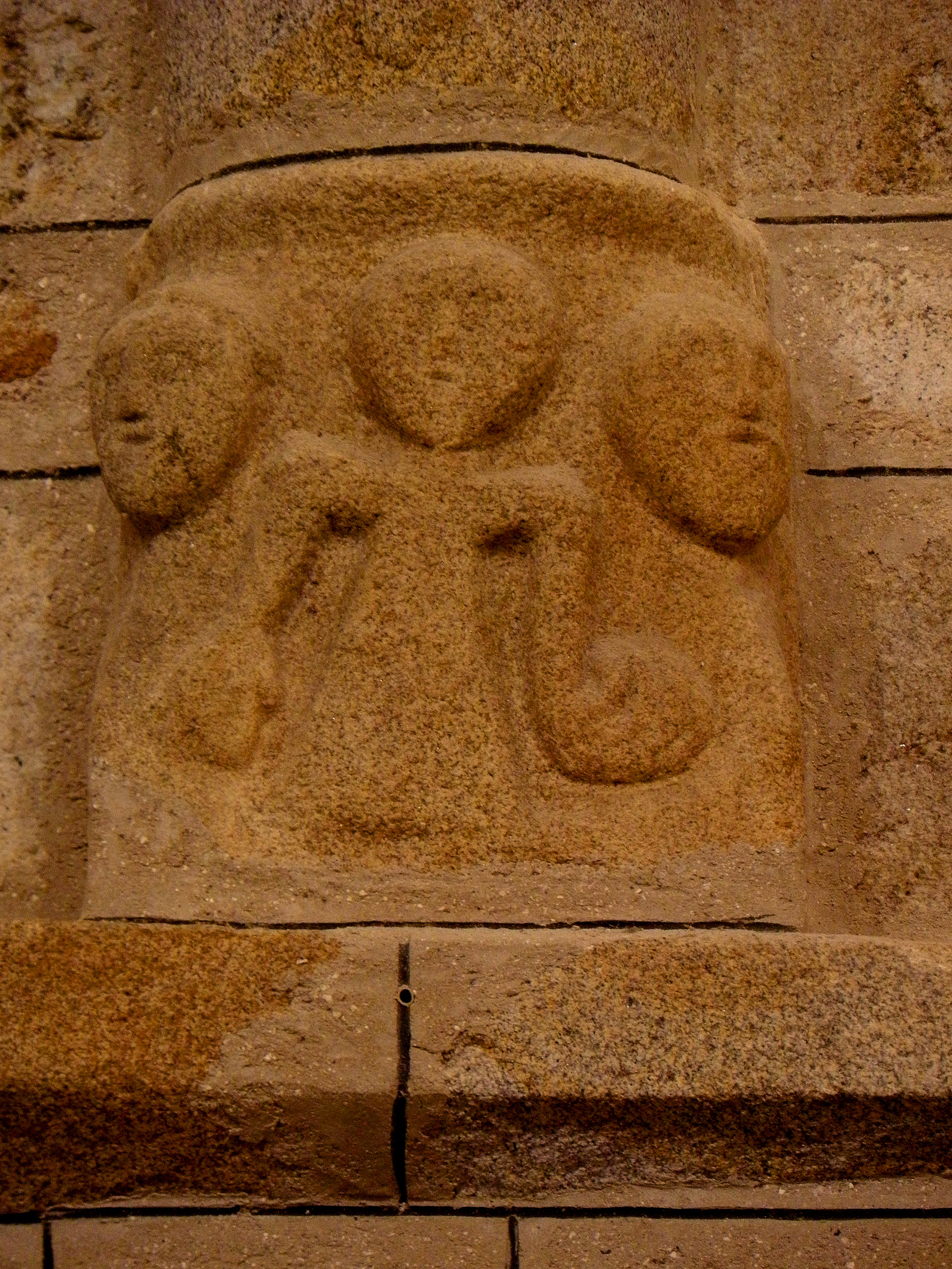
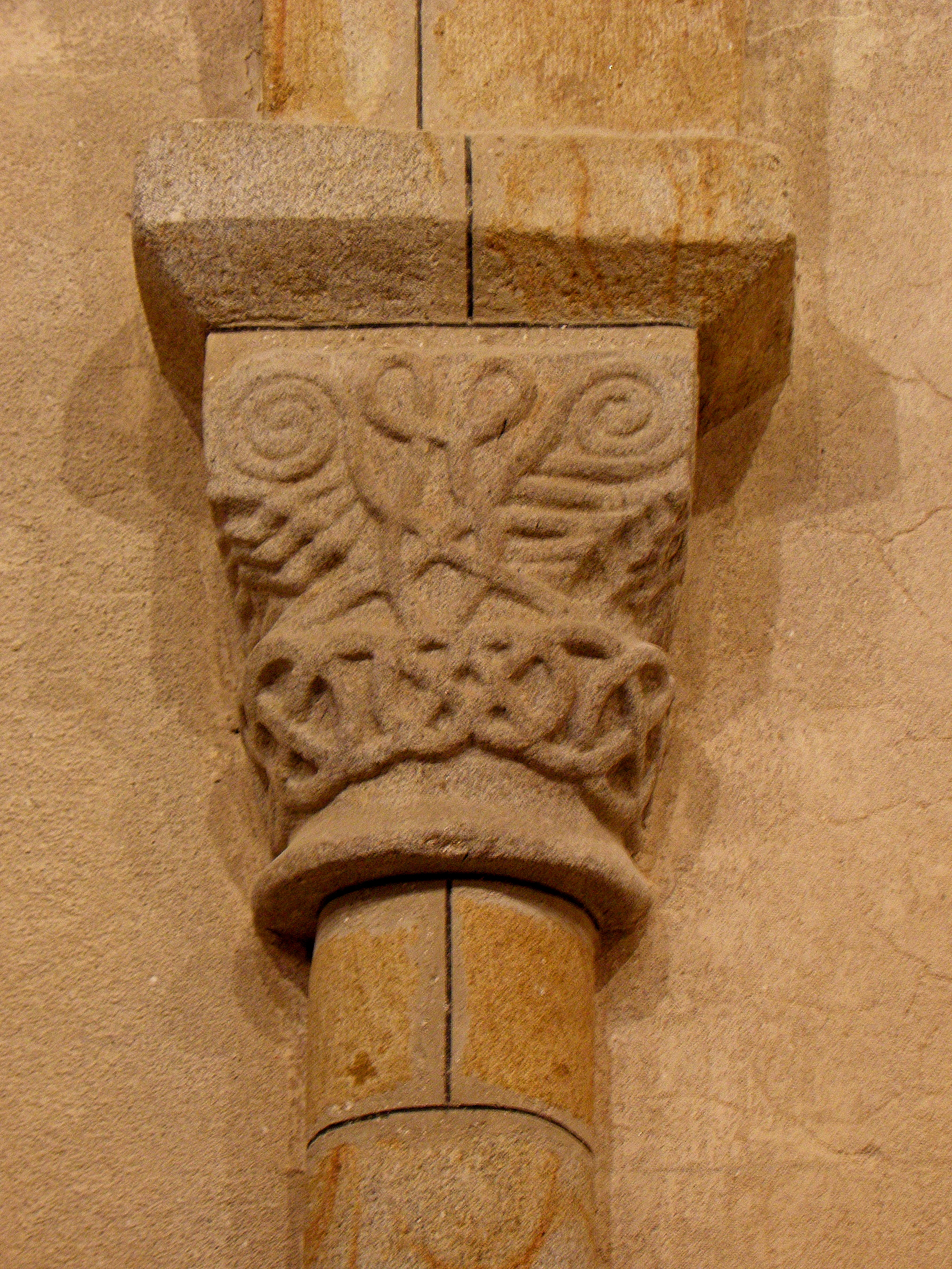

La chapelle possède un riche mobilier inscrit en 1990: maître-autel du XVIIIe siècle, autels latéraux des XVIIe siècle et XVIIIe siècle, tableau figurant la Sainte Parenté, XVIIIe siècle, Vierge de Pitié, Vierge à l'Enfant, Saint Jacques, Saint Herbot, datant du XVIe siècle, Christ en croix, Saint Laurent, du XVIIe siècle, angelots du XVIIIe siècle. On trouve aussi les statues de sainte Berchet, de saint Patrick (dénommé par erreur saint Patern), saint Laurent, saint Sébastien, ainsi que d'un saint évêque non identifié.
Les vitraux, contemporains, sont l'œuvre de l'artiste d'origine coréenne Kim En Joong. L'église est ouverte aux visites publiques durant l'été.

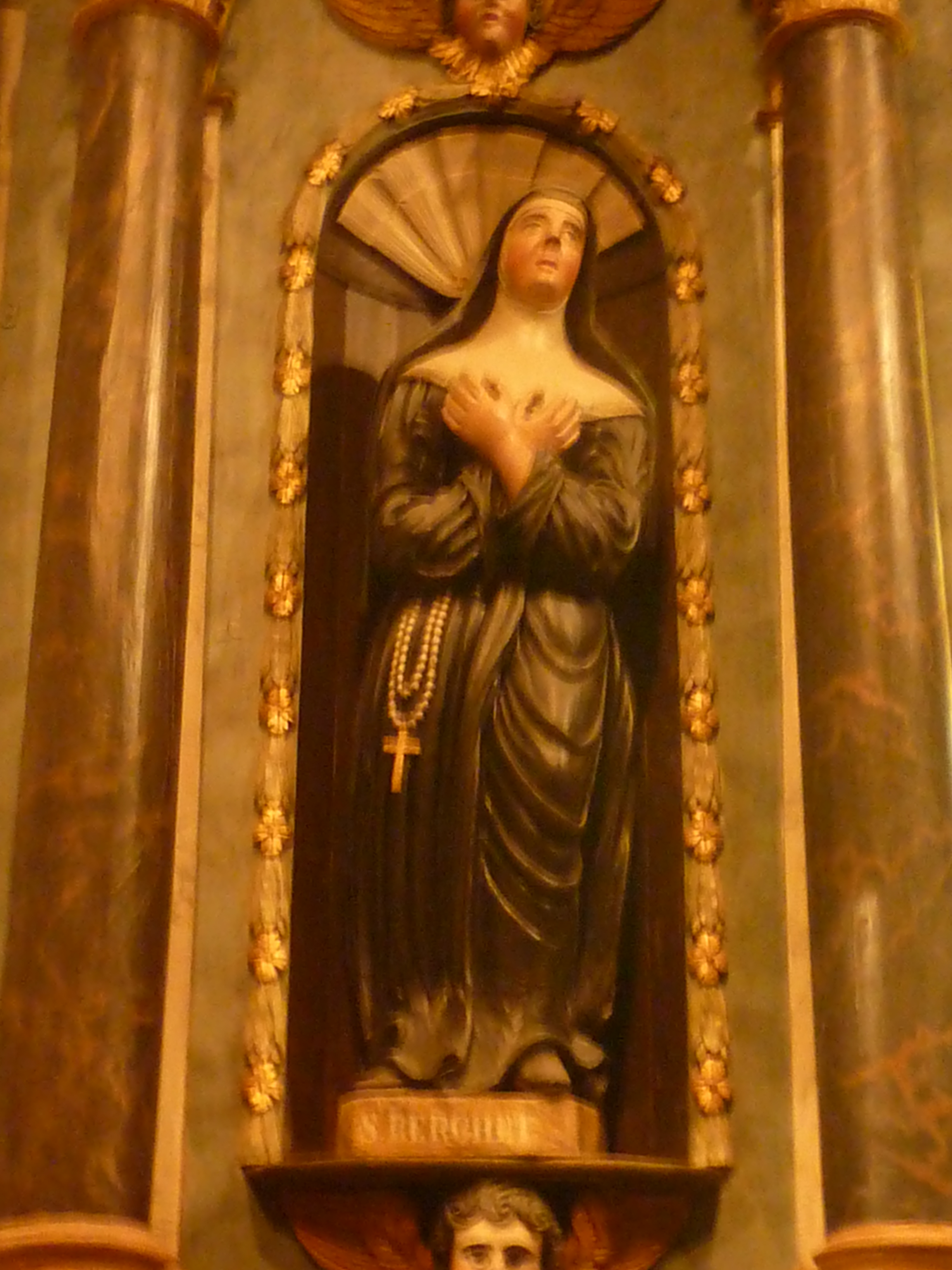
Statue de Sainte Berchet.
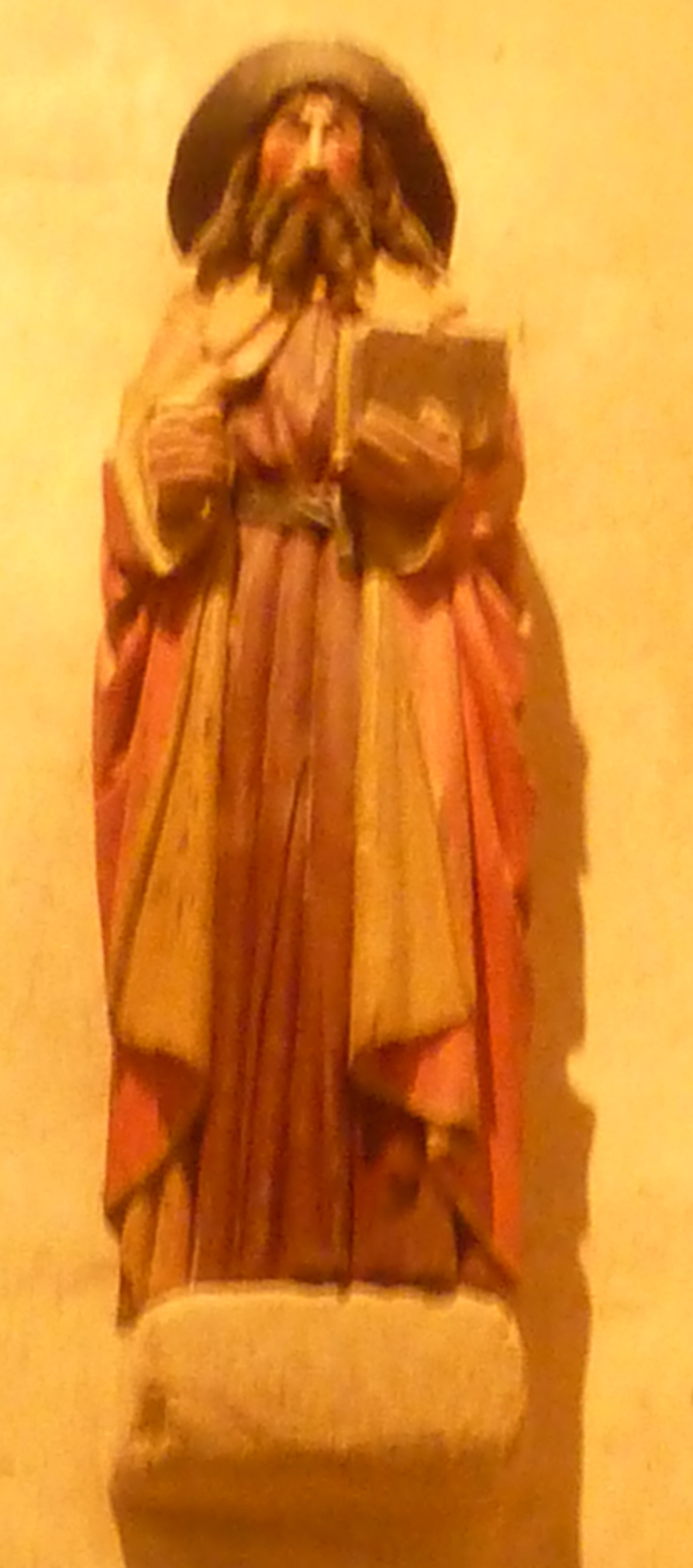
Statue de Saint Jacques.
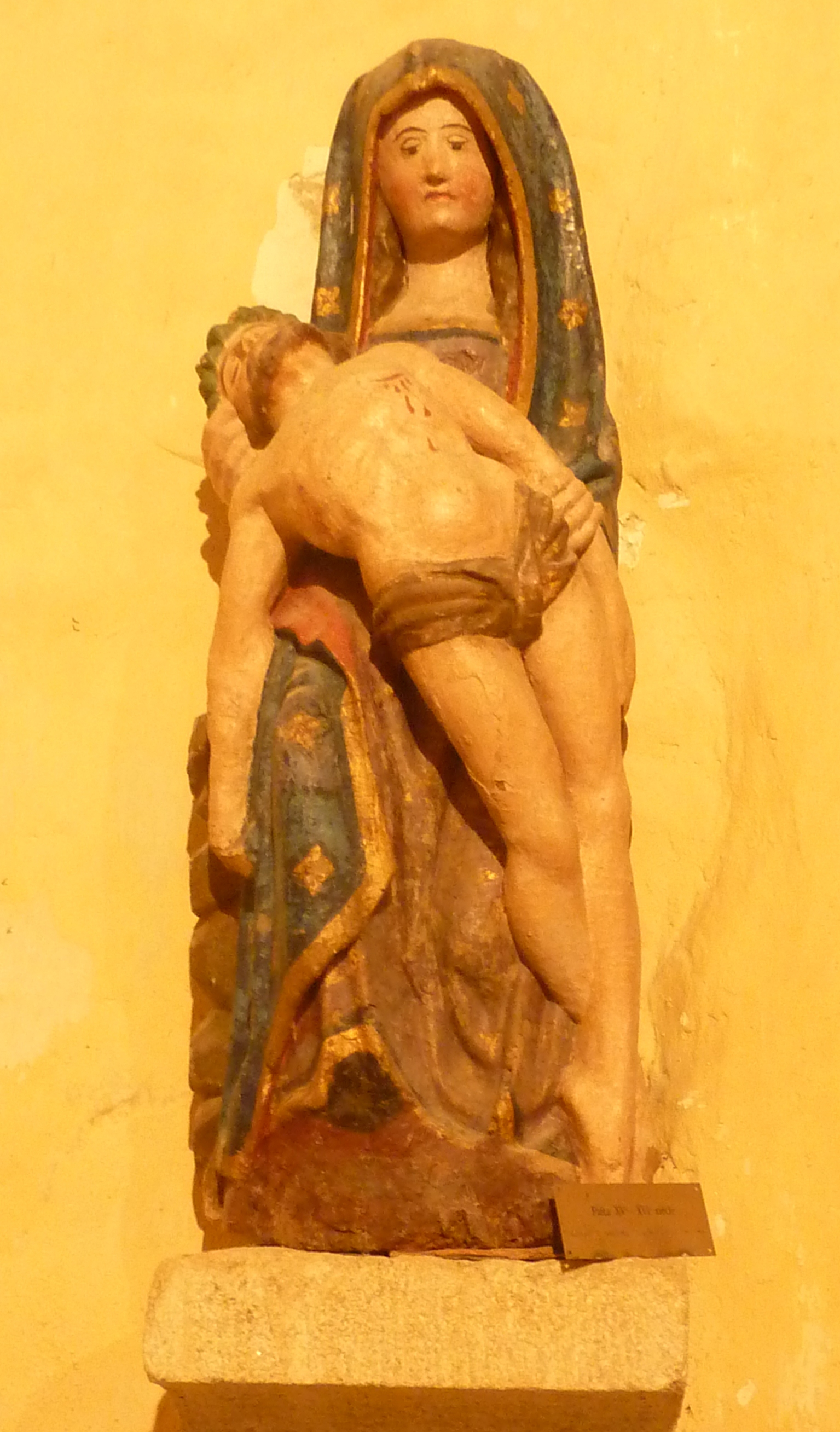
Pieta.
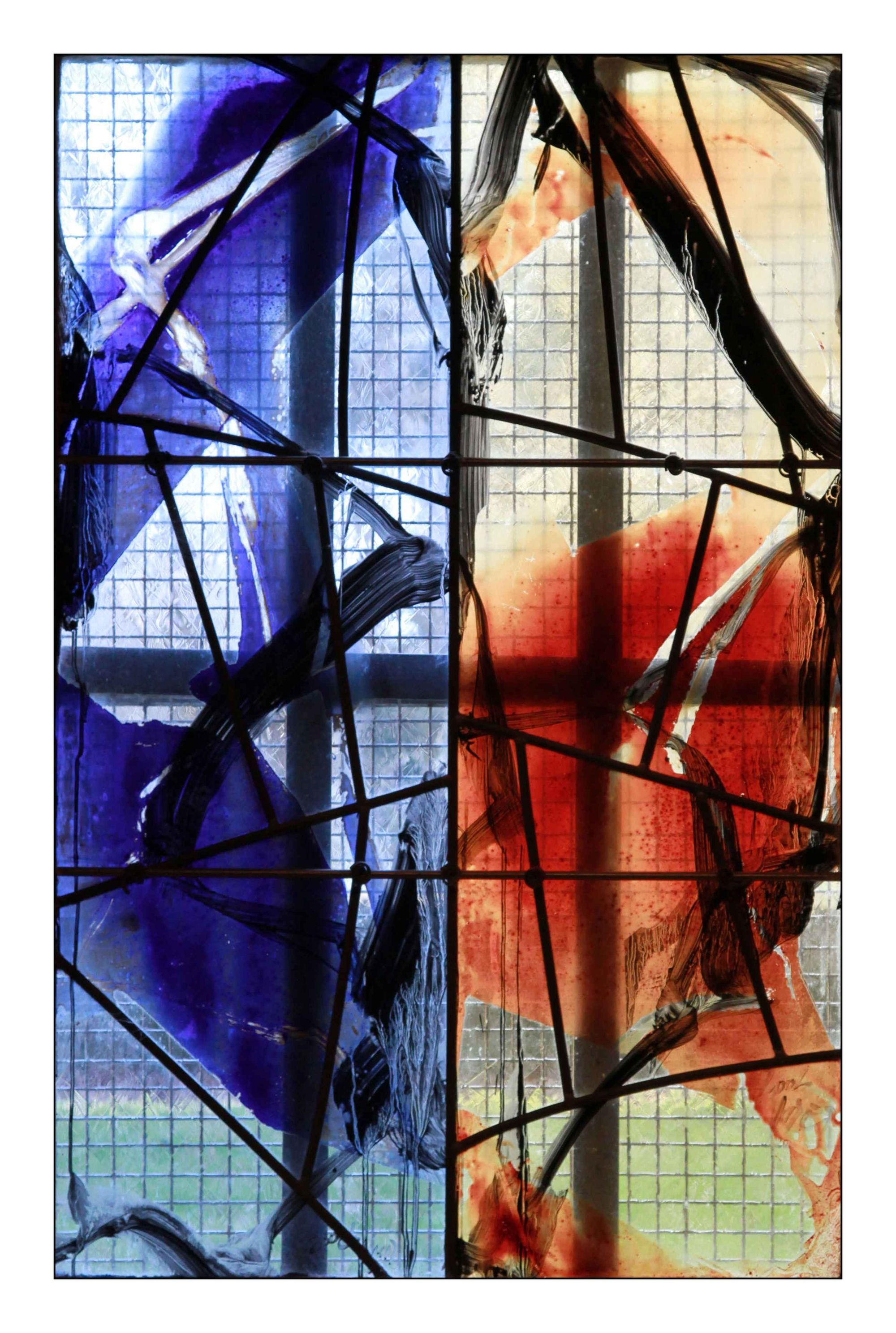
Vitrail chapelle du Perguet (Kim En Joong).

#### Église Saint-Thomas-Becket
Communément appelée « église du port », cette chapelle située sur le vieux port est dédiée à Saint Thomas Becket. Elle fut édifiée au début du XIIIe siècle par la famille de Fouesnant sur leur fief de Bénodet. Un acte de l'évêque Raynaud conservé au cartulaire de l'abbaye de Daoulas nous apprend qu'en 1231, le chevalier banneret Eudes de Fouesnant (mort en 1241) et ses frères donnent les dîmes du Perguet à l'abbaye de Daoulas et exigent dans l'acte de donation que les religieux prieraient pour leurs bienfaiteurs et se chargeraient du service religieux dans la chapelle de Bénodet. Les religieux officient jusqu'à la fin du XVIIe siècle (1690), la chapelle, alors placée sous le vocable de "Notre-Dame", étant à cette époque un prieuré.
Elle ne comptait à l'origine qu'une nef et un petit clocher. Elle fut agrandie au cours du XVe siècle. En juillet 1840, la construction d'une nouvelle sacristie nécessita de creuser jusqu'à plus de 3 mètres de profondeur pour en établir les fondations sur un sol solide et l'on trouva alors un sol pavé de dalles et des restes de murs, traces d'une ancienne sacristie. L'église fut reconstruite et la base surélevée, comme nous la voyons de nos jours, de 1873 à 1887 par l'architecte diocésain Joseph Bigot, avec réemploi d'éléments anciens. Dès 1802, la chapelle Saint-Thomas devient l'église paroissiale à la place de l'église de Perguet, devenue une simple chapelle.
Une très belle statue du XVIe siècle représente le mystère de la Sainte Trinité : Dieu le Père a dans ses bras son fils Jésus mort et la colombe de la paix sur la tiare posée sur sa tête. Il pose un pied sur l'orbe, marquant ainsi son pouvoir sur le monde.
Au fond de l'église se trouve une statue de saint Thomas en prélat du XVIIe siècle soigneusement gantée.
Un tableau de Eugène Buland de 1898 représente « Visite à Sainte Marie de Bénodet », une huile sur toile (113 x 145 cm), sur laquelle figure, en arrière-plan, une pietà polychrome jadis présente dans l'église. Lors de son séjour à Bénodet en 1917, Apollinaire écrit au sujet de cette œuvre : « J'aime à Bénodet dans l'église, Notre Dame de Pitié, moitié bleue et moitié cerise. Les personnages en prière, un homme et une femme de Bénodet, sont peints avec un réalisme qui leur confère une présence saisissante ». Le tableau se trouve aujourd'hui au musée des Beaux-Arts de Quimper.

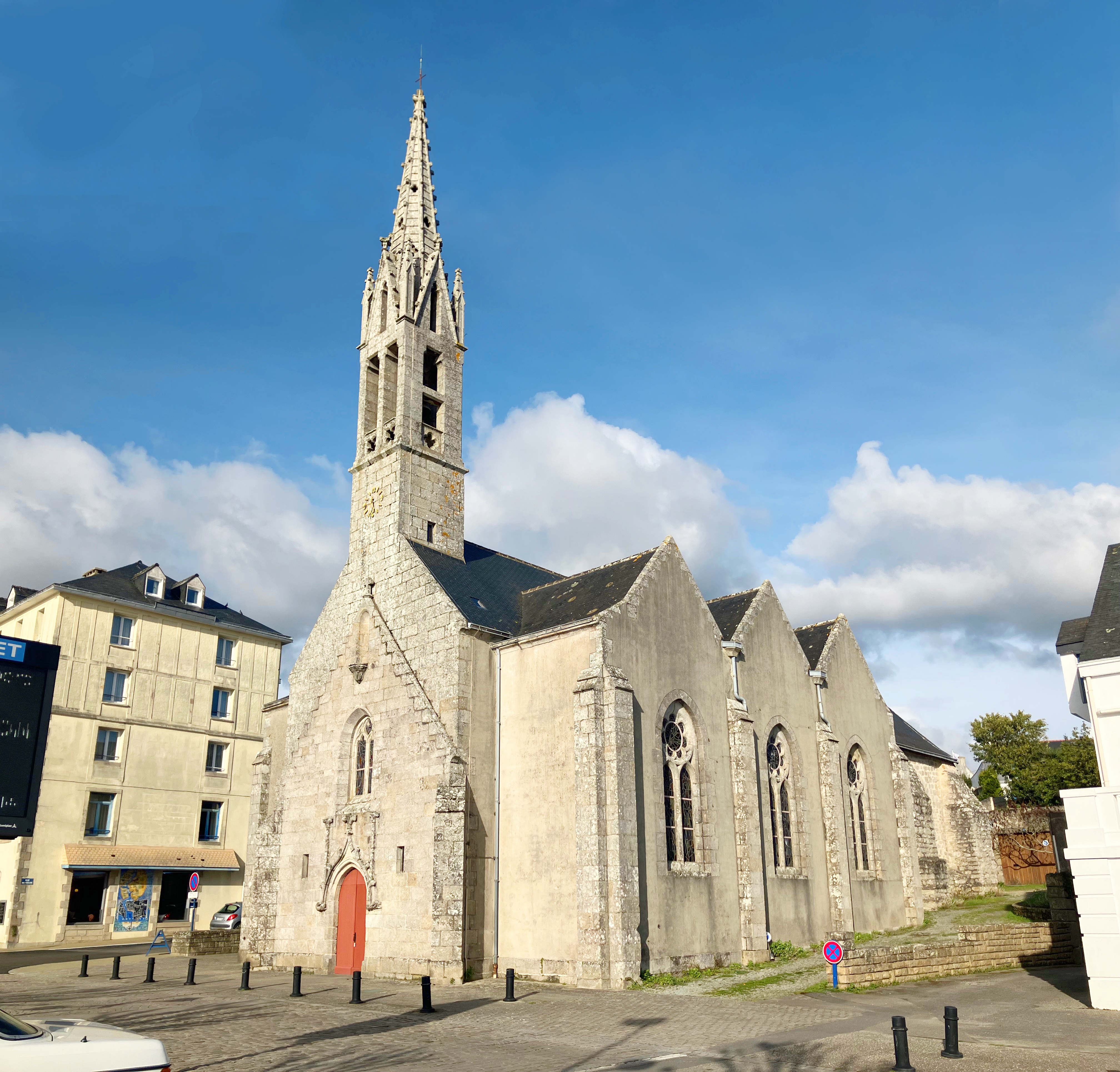
Église Saint-Thomas Becket.
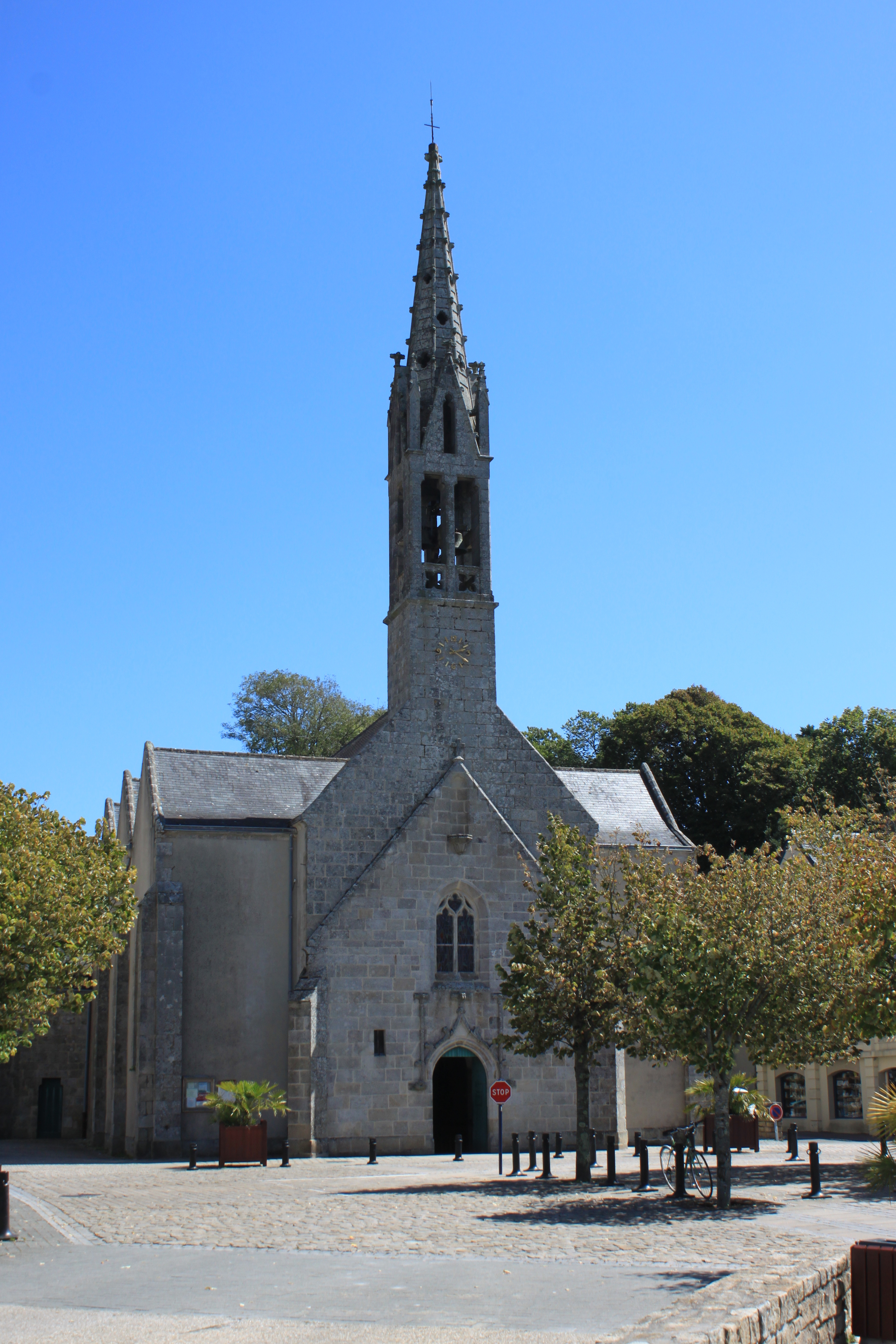
Église.
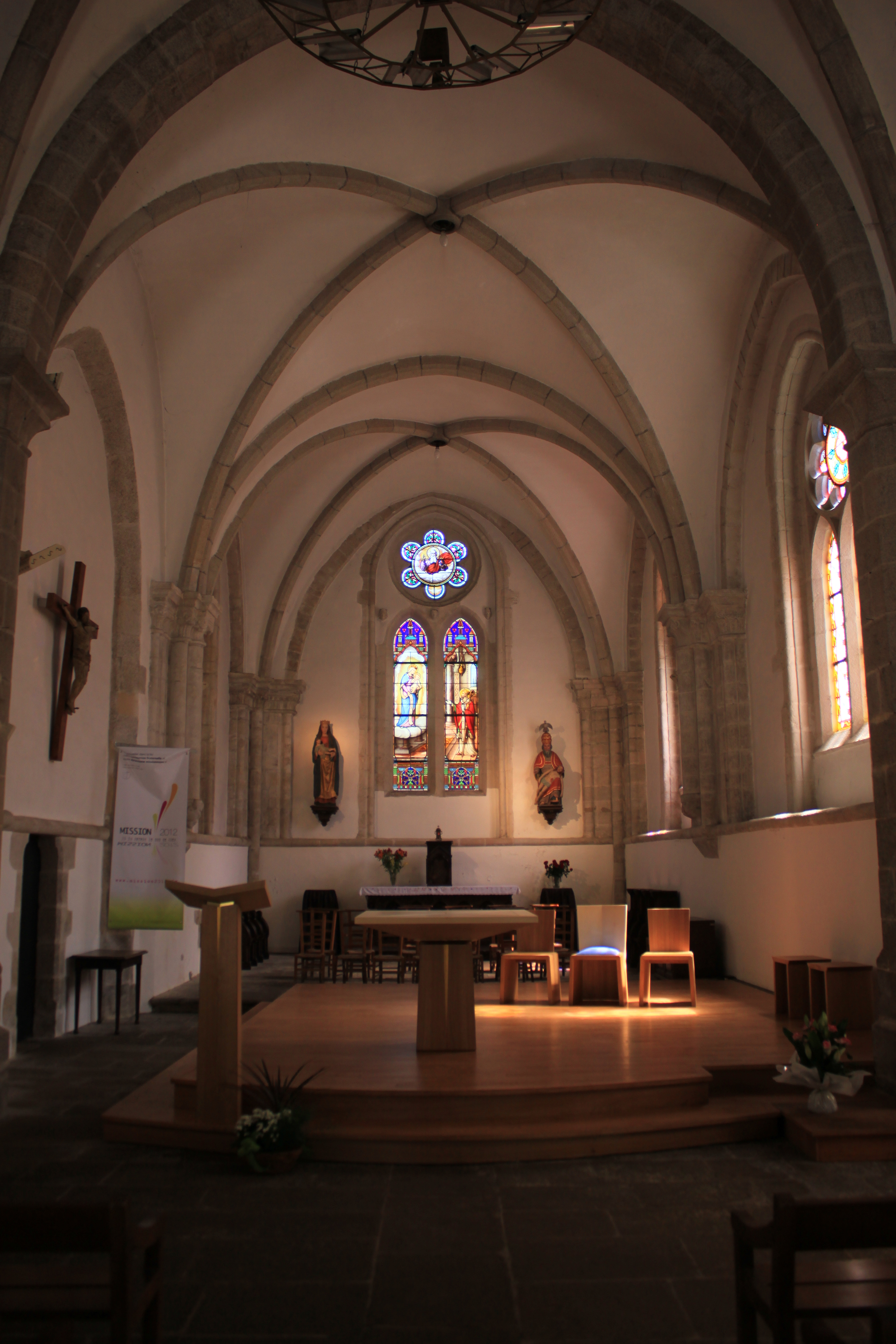
Nef.
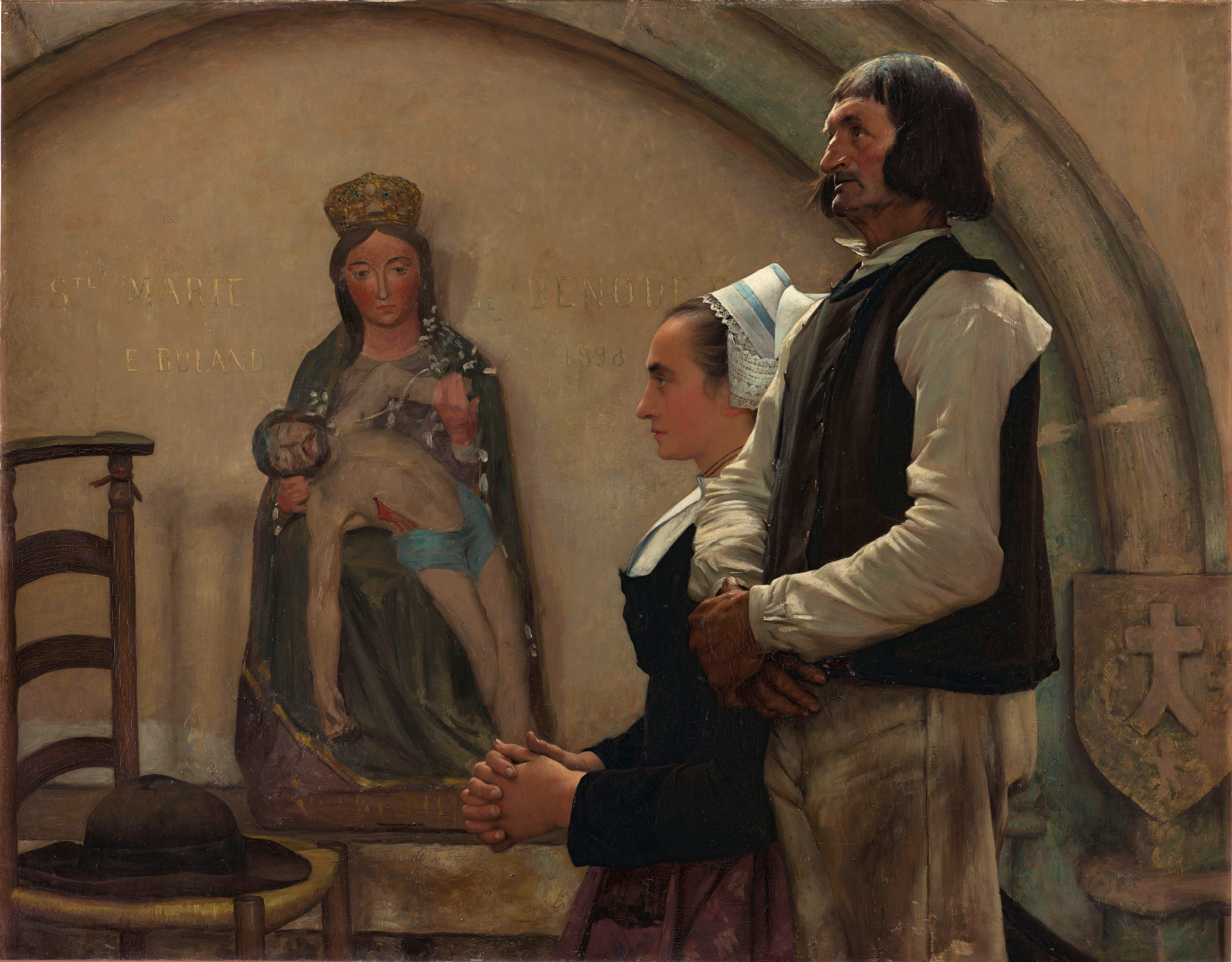
Eugène Buland, Visite à Sainte-Marie de Bénodet, 1898

#### Église Notre-Dame-de-la-Mer
Pour faire face à l'affluence estivale une nouvelle église fut construite en 1968 sous la direction de l'architecte Pierre Brunerie qui se serait inspiré de l'architecture des halles du Faouët (XVe siècle) pour sa conception. Les vitraux en dalle de verre sont l'œuvre d'André Bouler. La réalisation de l'orgue est due au facteur d'orgues Yves Sévère du Mans.

#### Le calvaire du bourg
Le calvaire du bourg date du XVIe siècle et se trouve au carrefour de la rue Kerguelen et de la rue de l'église ; il marquait l'entrée du bourg, mais se trouve désormais en plein cœur de l'agglomération, juste devant l'hôtel Les Glénan.

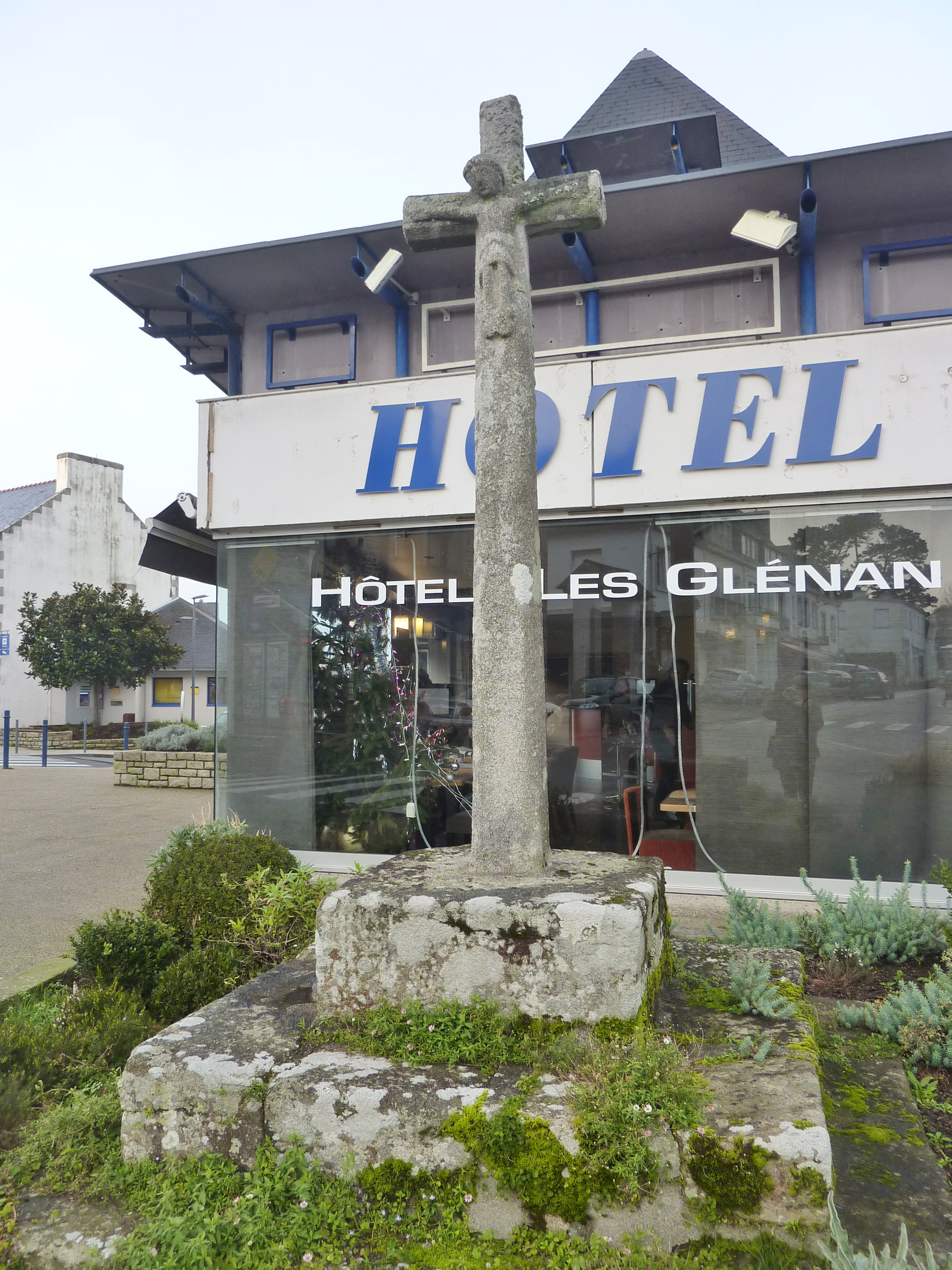
Le calvaire du bourg (XVIe siècle).

### Le musée du Bord de Mer
Ce musée est né de la volonté d'un homme, Jean Boissel, qui fit de la commune Bénodet sa légataire universelle à condition que cette dernière réalise un écomusée retraçant la vie et la culture de la région à une époque révolue.
Le musée expose une partie du patrimoine légué par Jean Boissel, des meubles bretons et des faïences de Quimper, des ustensiles et objets de la vie quotidienne ainsi que des œuvres d'artistes ayant été inspirés par la région.
Le musée évoque au visiteur l'essor que prit ce bourg grâce à l'avènement du tourisme et à l'arrivée dans ses eaux de nombreux amoureux de la mer et de la voile. Il est vrai que Bénodet n'avait jusqu'alors que peu cultivé cet aspect maritime. Mais, curieusement (et Jean Boissel y contribua grandement, en visionnaire qu'il était) c'est bien cet aspect mer et voile qui contribua aux premiers succès de Bénodet qui fut à une époque aussi connu que la Trinité-sur-Mer ou d'autres ports alors fréquentés par les plaisanciers français ou anglais.
Ouvert tous les jours en juillet-août.
Exposition permanente sur le thème de la Belle Plaisance.

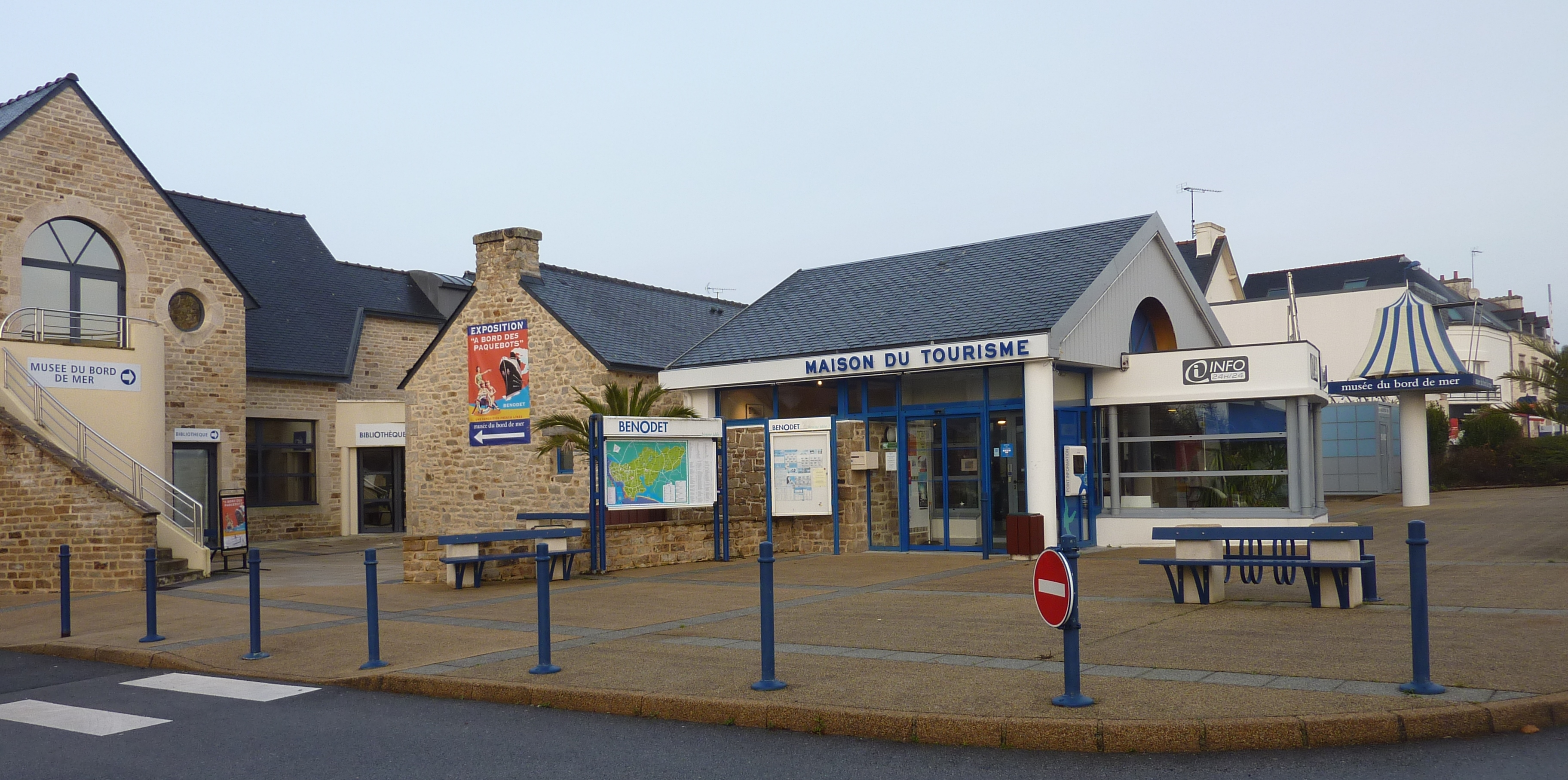
La « Maison du tourisme » et le « musée du Bord de Mer ».

### Bénodet et les artistes

#### La peinture

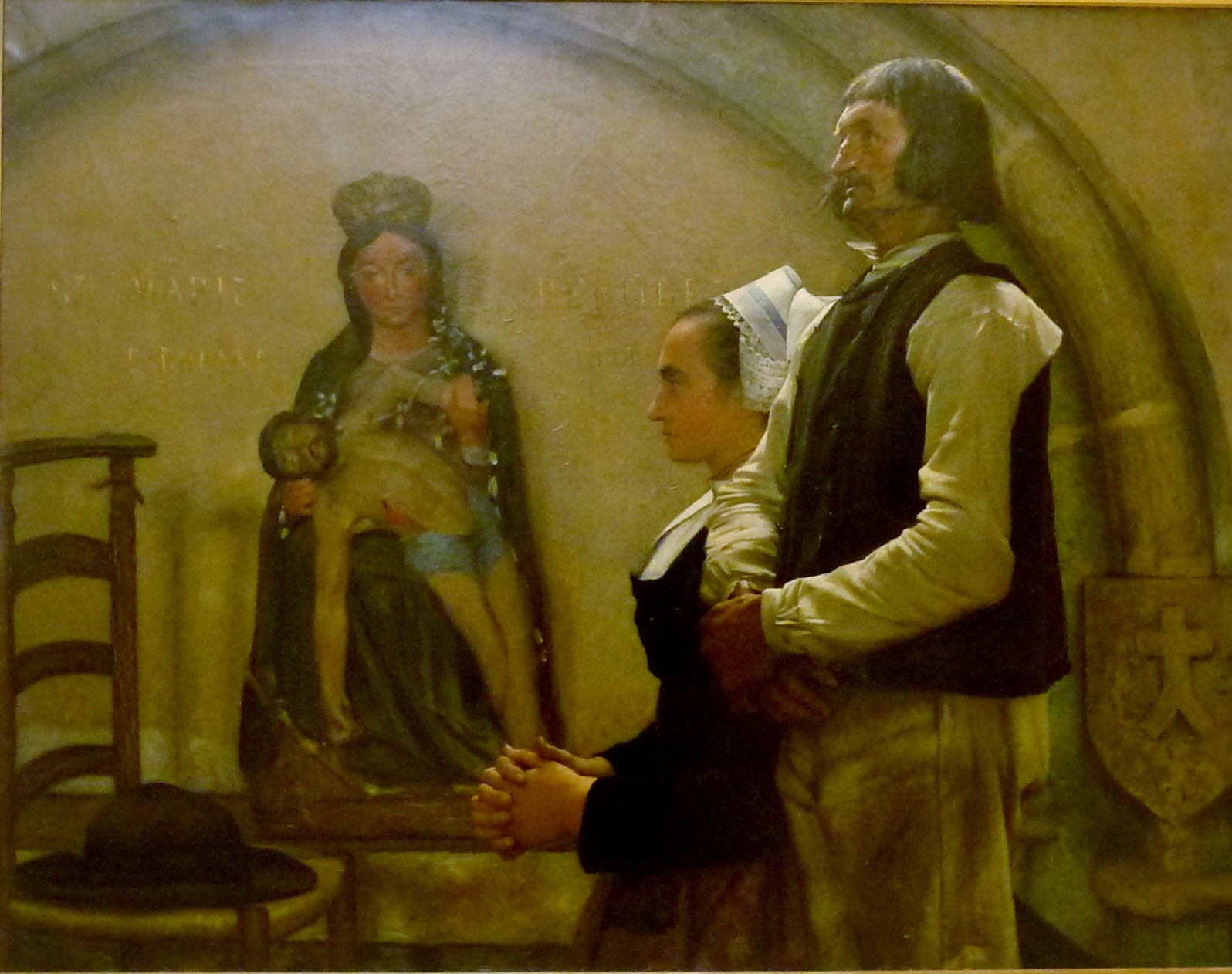
Eugène Buland : Visite à la Vierge de Bénodet (1898, musée des Beaux-Arts de Quimper).

- Léon Germain Pelouse (1898-1891) : Vue de Bénodet ; Le Treiz à Bénodet[239].
- Lucien Simon, artiste-peintre (1861-1945). En 1890, il épouse Jeanne Dauchez, sœur du peintre breton André Dauchez qui, un an plus tard, achète la propriété de « Kergaït » à Bénodet. En 1901, Lucien Simon fait l'acquisition du sémaphore désaffecté de la pointe de Sainte Marine. Paysagiste et fin observateur de la Bretagne de son époque, il a intégré dans ses toiles la figure humaine par les silhouettes caractéristiques, les attitudes expressives des Bigoudens sombres et austères. Plusieurs de ses toiles sont visibles au Musée des Beaux-Arts de Quimper. En 1892, il peint La messe à Perguet.
- André Dauchez (1870 - 1948) peintre, dessinateur et illustrateur. Il fut nommé peintre officiel de la Marine en 1922. Dès 1890, la famille Dauchez fréquente Bénodet et en 1893 elle s'installera dans la maison de Kergaït qui domine l'Odet à l'entrée de l'anse de Penfoul (maison qui servit en 1969 de décor à certaines scènes du film Que la bête meure réalisé par Claude Chabrol). André Dauchez fait partie d'un groupe de peintres surnommé un temps la « bande noire » par les critiques, en référence à une vision ténébreuse de la terre bretonne. Parmi ses tableaux, Fin de jour (musée des Beaux-Arts de Quimper) représente l'anse du Letty en Bénodet.
- Jean Puy (1876-1960) : peintre fauve, passe chaque été à Bénodet à bord de son voilier ou au Grand Hôtel entre 1904 et 1914. Il reviendra de façon moins assidue durant l'entre-deux-guerres. Il peint de nombreux tableaux inspirés par Bénodet et l'estuaire de l'Odet. L'un d'entre eux se fit particulièrement remarquer en 1905, en faisant scandale au Salon d'automne, où naissait le mouvement du fauvisme. Autre tableau : La Plage de Bénodet (vers 1922)[240].
- Édouard Monchablon, peintre français (fils de Xavier Alphonse Monchablon, peintre français [1835-1907]), né à Paris le 11 novembre 1879, marié avec Yvonne Lefuel, mort à Bénodet le 13 décembre 1914 ; prix de Rome en 1903.
- Pierre Savigny de Belay (1890 - 1947), originaire de Quimper, doit en partie sa notoriété aux fresques, quatre panneaux de 4 × 3 m, intitulées : Scènes de la vie bretonne qu'il réalisa en 1923 dans une salle de l'hôtel Ker Moor à Benodet.
- D'autres peintres ont séjourné un temps et représenté Bénodet : Paul Signac, Lucien Simon, Marie Belmon, Louis Duplenne, Marcel Quintin, etc..
- En septembre 2009, la ville de Bénodet proposait à 16 peintres officiels de la Marine de passer une semaine dans la cité pour peindre. Une exposition réunissant leur travail se déroula durant l'été 2010 au Musée du bord de mer. Un catalogue fut édité En escale à Benodet, les peintres officiels de la marine (de Dominique Le Brun - Le Télégramme Éditions).

#### La littérature
- Auguste Brizeux, en 1832, évoquait Bénodet en ces termes :

« Mais devant Benn Odet nous étions arrivés / Et, pensif, j'écoutais les turbulentes voix / De la mer qui, grondant, s'agitant à la fois / Semblait, loin de l'Odet, gémir comme une amante / Et vers son fleuve aimé s'avançait bouillonnante… »

- André Suarès séjourna 5 mois à Bénodet au cours de l'année 1900 pour travailler à l'écriture de « Le Livre de l'Emeraude ». Il écrit à Romain Rolland au sujet de Bénodet :

« … Point de vent, sauf de bon matin, une mer divine, des nuits fraîches, un clair de lune à s'agenouiller devant le ciel… Ici, il fait toujours un temps admirable, une tiédeur de serre; les couchers de soleil sont émouvants comme une musique surhumaine… »

- René Bazin évoque la pêche à la sardine à Bénodet en 1917 dans La Closerie de Champdolent[242].
- Bénodet vu par Guillaume Apollinaire lors de son passage en 1917 :

« Je vous aime ce soir où monte la marée, / Bateaux de Bénodet à la voile azurée, / Pêcheurs de Loctudy dont les filets d'azur / Se confondent avec la mer et le ciel pur. / Cependant que l'Odet bleu comme une prière / Pâlit et que là-bas, chaque phare s'éclaire / L'Odet / Est la plus bleue et la plus claire / Rivière / Loin de la guerre atroce et des coups de canon / Bénodet ne sait pas celle-là qu'il préfère / La mer aux mille écueils ou sa tendre rivière / L'Odet plus douce encore que ne sonne son nom / Mais le temps passe il faudra bien que tu t'en ailles / Laissant Quimper et le Comté de Cornouailles »

- André Chevrillon évoqua Bénodet dans L'Enchantement breton, œuvre dans laquelle il regrettait déjà certaines transformations réalisées du fait du tourisme comme la transformation en route carrossable de la corniche de l'Estuaire qui n'était jusqu'alors qu'un sentier côtier.
- Alex Nicol, auteur du roman Le Tsar de Bénodet (Éditions Alain Bargain - 2007), relate l'histoire du descendant d'un lieutenant du Tsar qui débarque à Bénodet et arme le Natacha, le gros sablier de l'Odet qui extrait le maërl des Glénan. À sa mort, sa fille Maria reprendra l'affaire pour la faire fructifier…
- Serge Le Gall, auteur du roman Sables mouvants à Bénodet (Éditions Alain Bargain - 2002), entraîne le lecteur dans un suspense haletant sur les traces d'un serial killer, des rives de l'Odet, de Sainte-Marine à Bénodet en passant par les îles Glénan.
- Dans le roman Psychose sur Bénodet (Éditions Alain Bargain - 2012), Bernard Larhant entraîne le lecteur dans une triple enquête dans la région de Bénodet.
- Un peu plus loin sur la droite (Viviane Hamy, 1996, 255 p.), roman de Fred Vargas qui se déroule en Bretagne, dans un lieu imaginaire qui pourrait être inspiré par le Bénodet de l'enfance de l'auteur.

#### La musique
- Chaque été, depuis 2000, Bénodet organise la manifestation « l'été en fête », des concerts gratuits où viennent se produire de nombreux artistes, à la butte du fort, chaque vendredi soir de la saison estivale. Ainsi, ces dernières années sont venus à Bénodet Salif Keita, Manu Dibango, Orchestra Baobab, Arno, Charlélie Couture, Dan Ar Braz, Didier Squiban, Susheela Raman, Dick Rivers, Blankass et bien d'autres… La « scénarisation » de l'estuaire afin d'y produire des spectacles de qualité mais d'ampleur importante rompt toutefois avec une époque où l'échelle des festivités proposées autorisait souvent une plus grande convivialité. L'afflux de milliers de spectateurs (entre 4 000 et 10 000 selon les dates[243]) n'est pas sans poser parfois certains problèmes à la Ville[244].
- Vincent Delerm dans Le Monologue Shakespearien : « Pendant la deuxième scène en fait j'imaginais Ses vacances y a deux ans sur la plage de Bénodet ».

#### Le cinéma
- En 1999 naissait la première édition du Festival International de Cinéma de Bénodet qui, malheureusement, ne survécut pas à la seconde édition qui eut lieu l'année suivante. Claudia Cardinale, le violoniste Ivry Gitlis ou le comédien et scénariste Jean-Claude Carrière, Brian De Palma, Georges Lautner, Pierre Schoendoerffer, l'actrice Sophie Agacinski ou la chanteuse Véronique Sanson se rendirent à Bénodet pour l'une ou l'autre de ces deux éditions du festival.
- En 2012, pour sa douzième édition, le cinéma de Bénodet a accueilli pour la seconde fois les Rencontres cinématographiques des Côtes de Bretagne pendant 5 jours[245].

### Personnalités liées à la commune
- Rodolphe Koechlin, industriel alsacien, né le 14 septembre 1847 à Mulhouse, décédé le 6 janvier 1920 à Bénodet[246].
- Eugène-Henri Gravelotte (1876- 23 août 1939), fleurettiste français, champion olympique aux Jeux d'Athènes 1896, y est décédé.
- François Haas (1907-1996)[167], coureur cycliste professionnel, originaire de Bénodet.
- Rosy Varte (1923-2012), comédienne française.
- Pierre Badel (1928-2013), réalisateur français.
- Éric Tabarly (1931-1998), navigateur français.
- Lester B. Pearson (1897-1972), homme politique canadien, y a séjourné deux semaines durant le mois d'août 1959[247].
- Albert Laprade, né à Buzançais le 29 novembre 1883 (Indre) et mort à Paris le 9 mai 1978, architecte de la villa KerMadalen.
- Maurice Heitz-Boyer (1876-1950), médecin, président de l'Académie nationale de chirurgie, commanditaire de la villa KerMadalen.